# Темы в итальянской живописи эпохи Возрождения

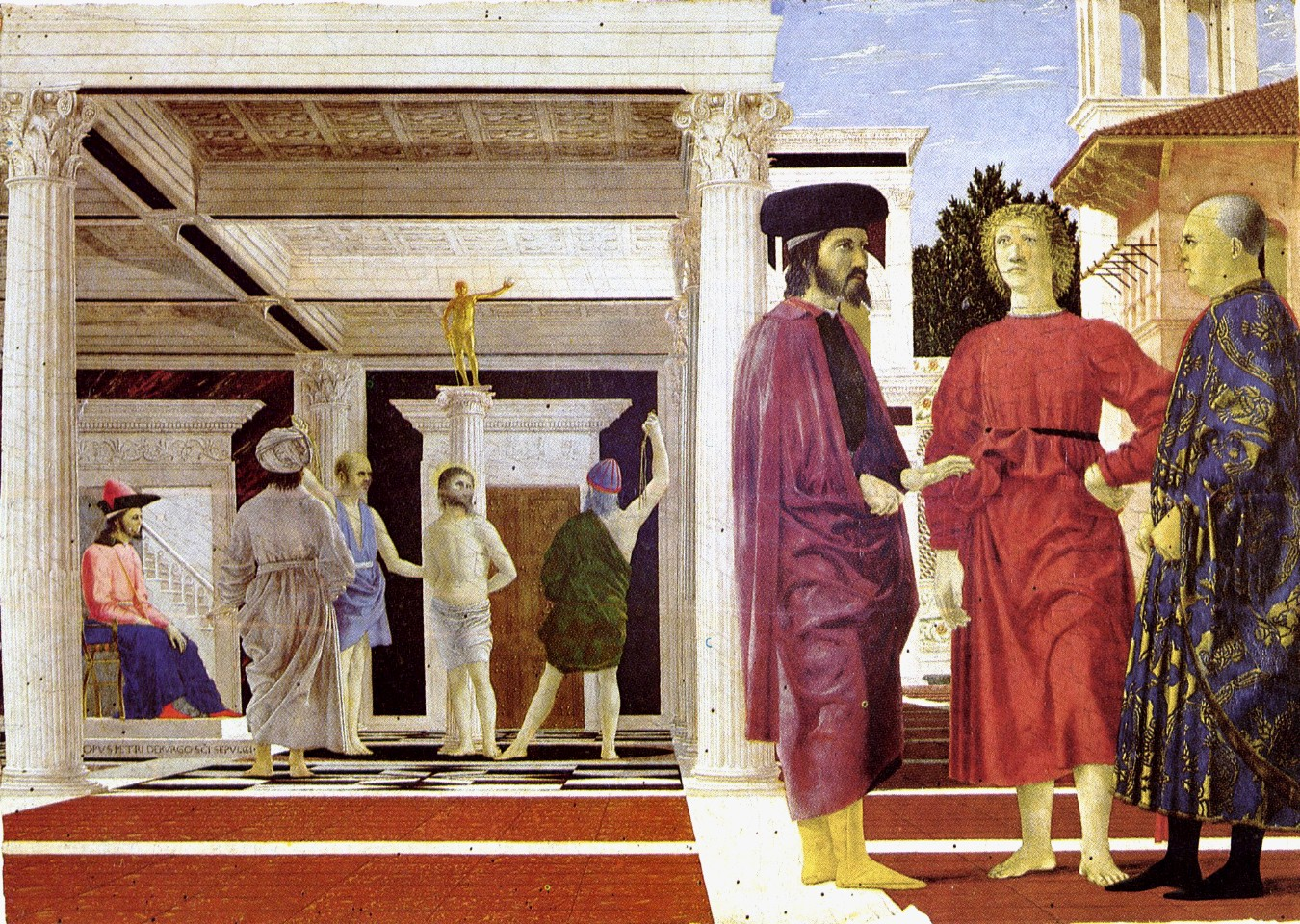
Пьеро делла Франческа, Бичевание Христа

Темы, волновавшие итальянских художников эпохи Возрождения охватывают работы, начиная с произведений Джотто начала XIV века до работ Микеланджело с его Страшным судом 1530-х годов.
Художник эпохи возрождения имел гораздо больше свободы для творчества, чем средневековый художник. В эпоху Возрождения в живописи появились новые характерные элементы. Они включают в себя перспективу, изображение с определенной точки зрения, реализм, особенно в изображении человека.

## Элементы живописи
В одной небольшой работе Бичевание Христа Пьеро делла Франческа (справа) показаны разные элементы техники живописи итальянского Возрождения. Бросается в глаза мастерство Пьеро в изображении перспективы и света. Архитектурные элементы включают в себя мозаичный пол, который становится все более центром действия. Внутреннее пространство картины освещается невидимым источником света. Его точное местоположение можно математически точно определить с помощью анализа направления падения тени на потолки. Три стоящие фигуры отбрасывают тени от дневного источника света. Сразу видны познания Пьеро в области перспективы и света.
Религиозная тема картины, связанная с бичеванием Иисуса Христа римлянами, представлена в каноническом эпизоде Страстей Христовых. Новозаветное событие происходит в открытой галерее на среднем плане картины. На переднем плане справа стоят три фигуры, явно безразличные к происходящему. Сцена бичевания освещается справа, а, возможно, «современный» художнику пейзаж — слева.

## Элементы живописи эпохи Возрождения
Живопись эпохи Возрождения отличалась от живописи позднего средневековья своим внимательным наблюдением за природой, интересом к анатомии человека, применением научных принципов в использовании точки зрения и направления падения света.

### Линейная перспектива
Картины в представленной галерее показывают развитие линейной перспективы, изобразительного искажения пропорций и форм зданий и городских пейзажей.
- У Джотто, здания являются декорациями, открытыми зрителям с одной стороны.
- У Паоло Уччелло фреска с изображением городского пейзажа создает впечатление глубины пространства.
- Картина Мазаччо Святая Троица была написана с тщательно просчитанными математическими пропорциями, в чём художнику, вероятно, помогал архитектор Брунеллески.
- Фра Анджелико использует изображение небольшой лоджии, чтобы создать интимное пространство.
- Джентиле Беллини изобразил широкое пространство на площади Сан-Марко в Венеции, в которое для отображения перспективы вставлены удаляющиеся фигуры.
- Леонардо да Винчи сделал детальные изображения классических руин, вписанных в задний план картины «Поклонение волхвов».
- Доменико Гирландайо создал исключительно сложную и масштабную композицию на трех уровнях, включая обрывающиеся пандусы, выступающие из стены. Элементы ландшафта, такие как церковь справа, просматриваются отрывками через другие структуры.
- Рафаэль в картине Пожар в Борго показывает здания, расположенные на небольшой площади, которые являются фоном для показанных событий и отображают перспективу.

Джотто, Благовещение Святой Анны, Часовня Скровеньи.
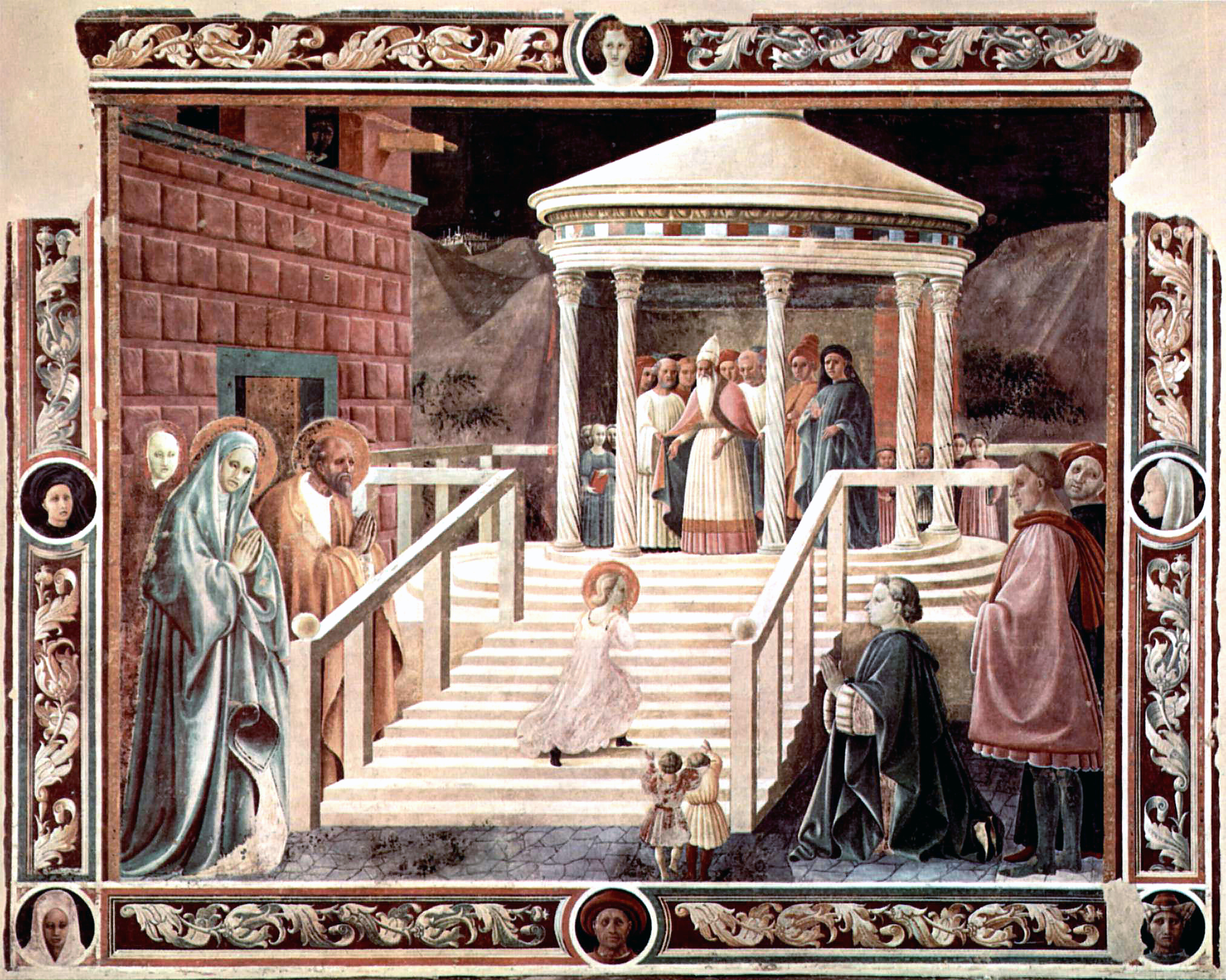
Паоло Учелло, Введение во храм Богородицы.
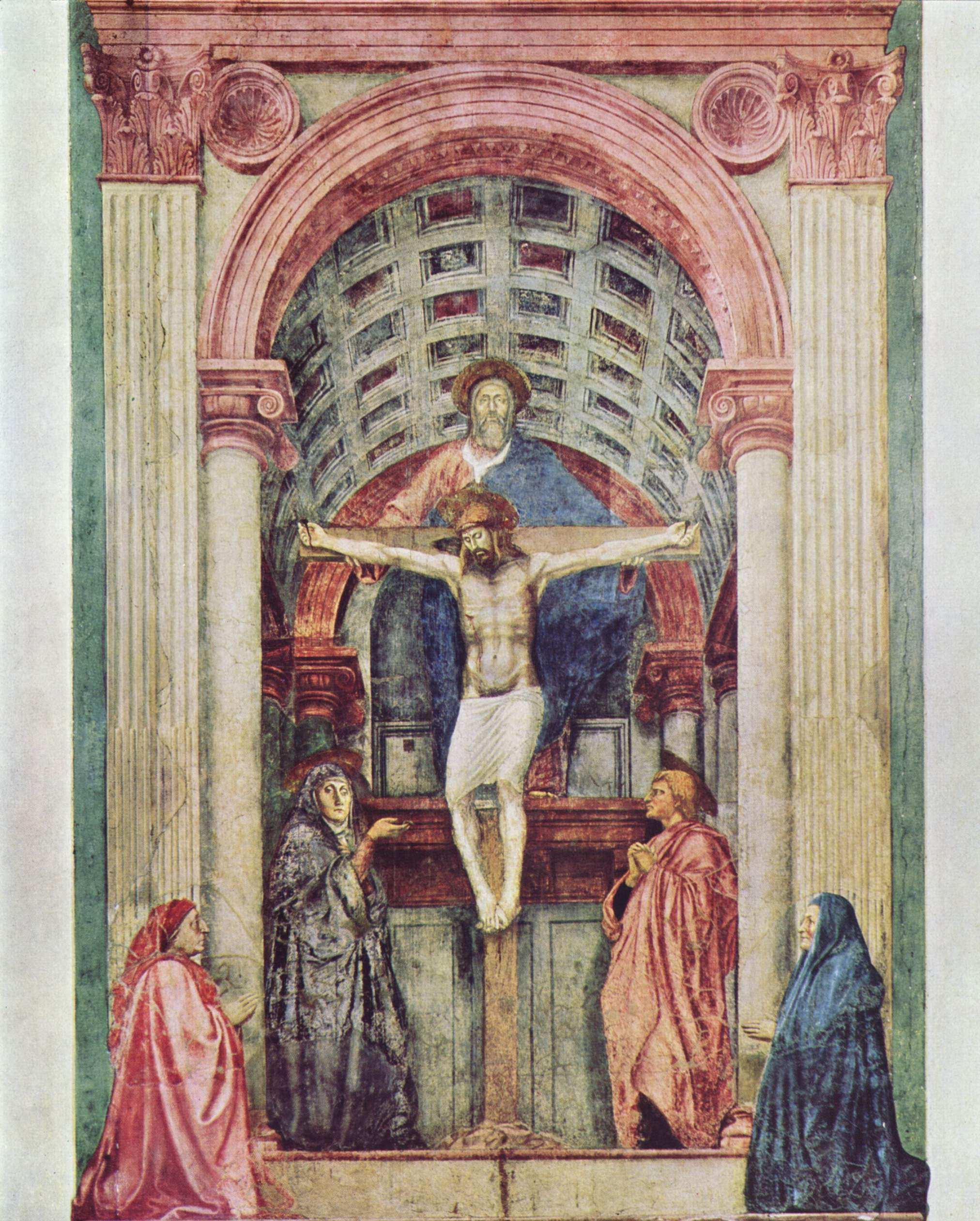
Мазаччо, Троица, Храм Санта Мария Новелла.
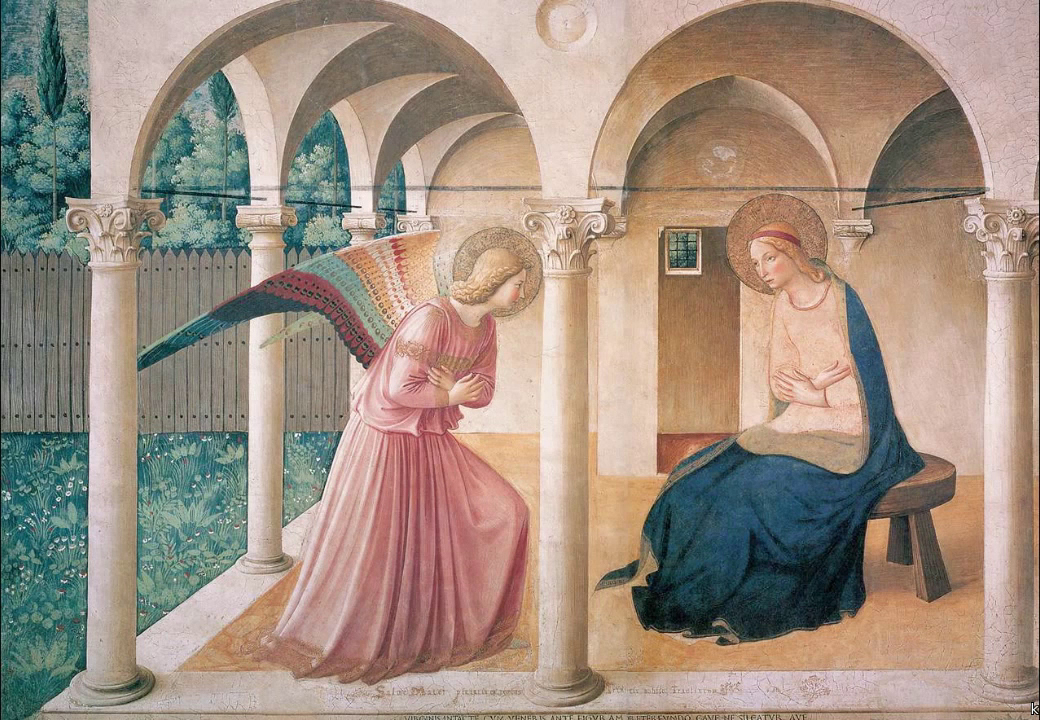
Фра Анджелико, Благовещение, Сан - Марко, Флоренция.

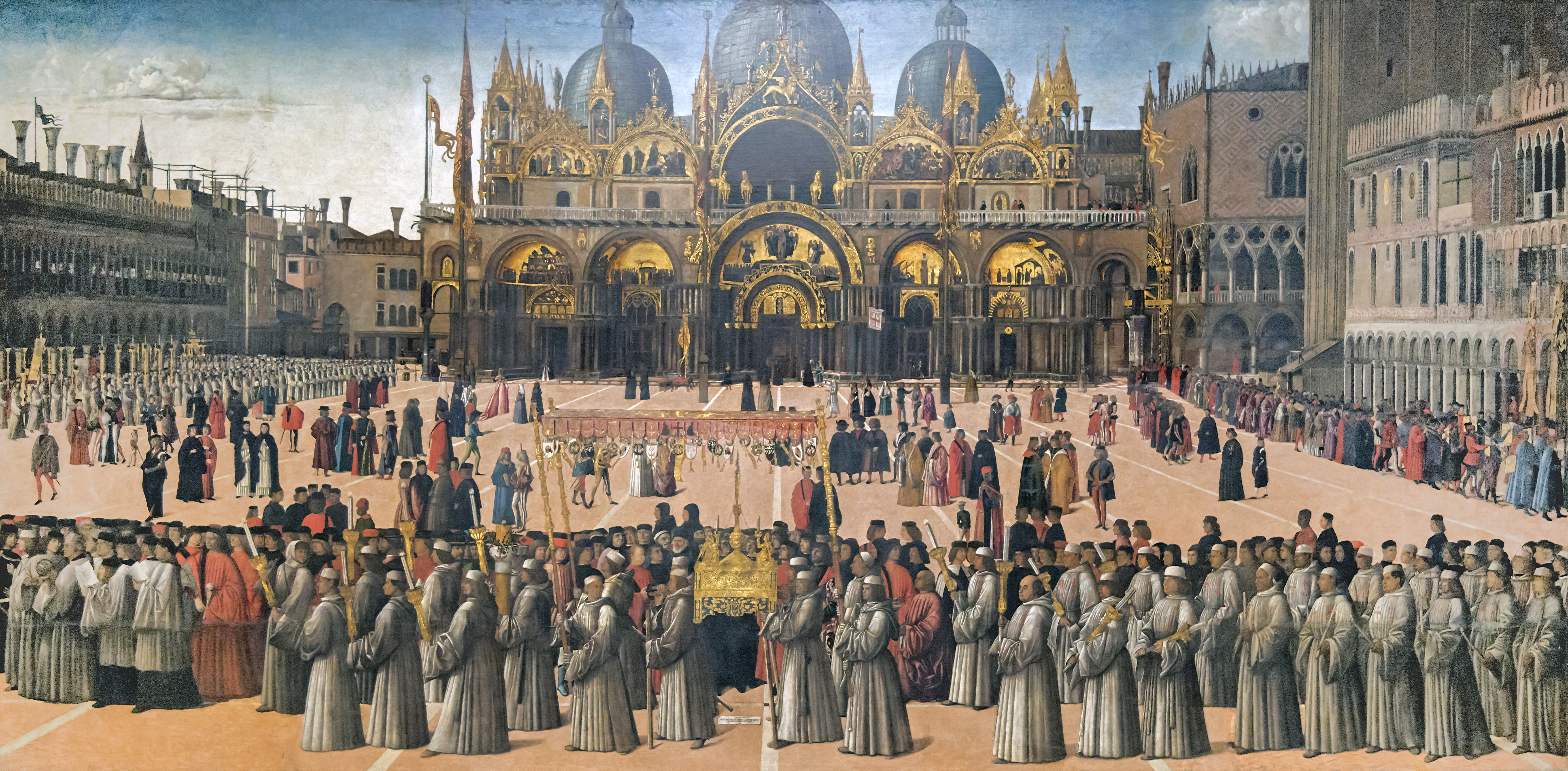
Джентиле Беллини, Процессия Истинного Креста.
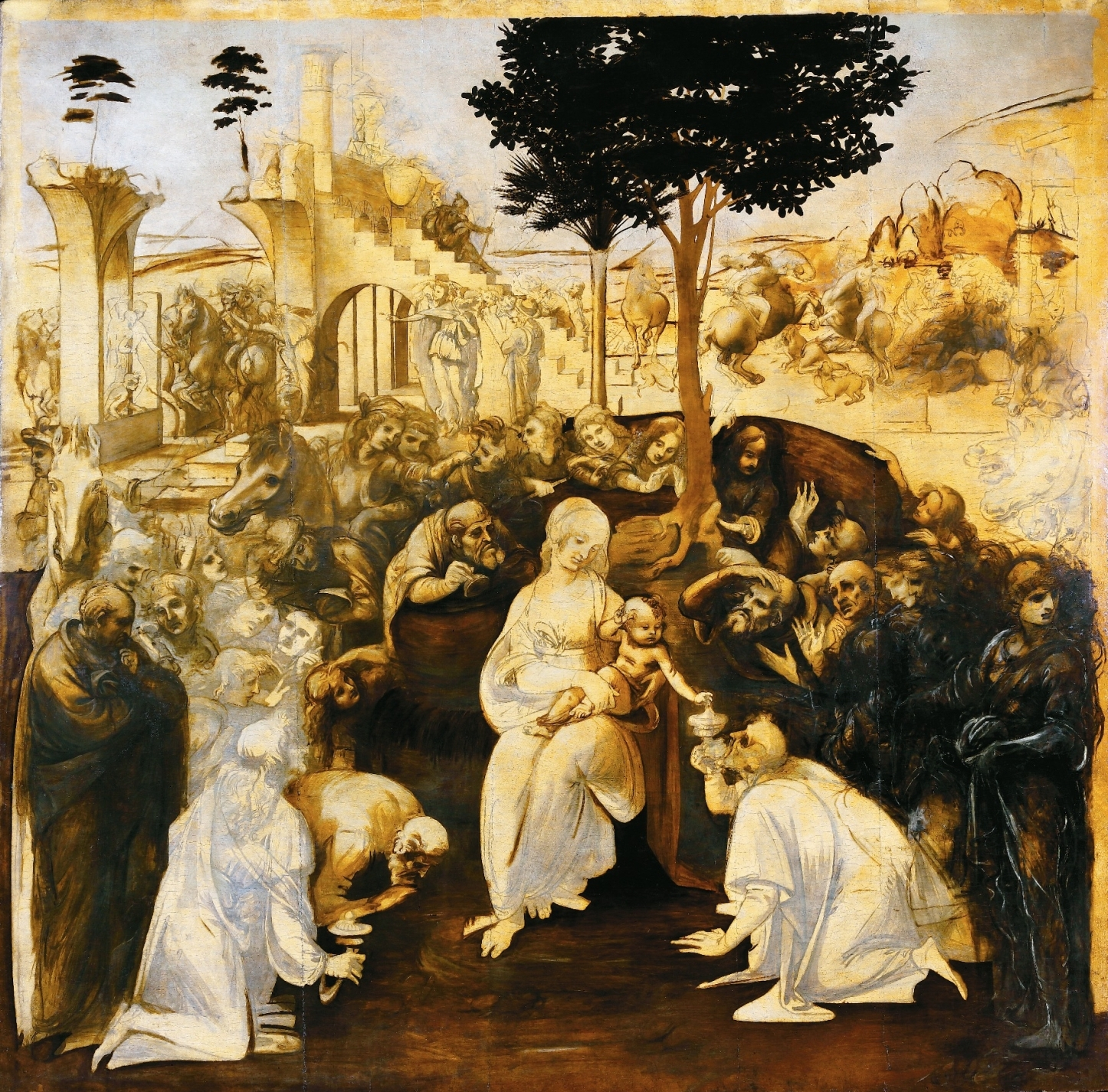
Леонардо да Винчи, Поклонение волхвов.
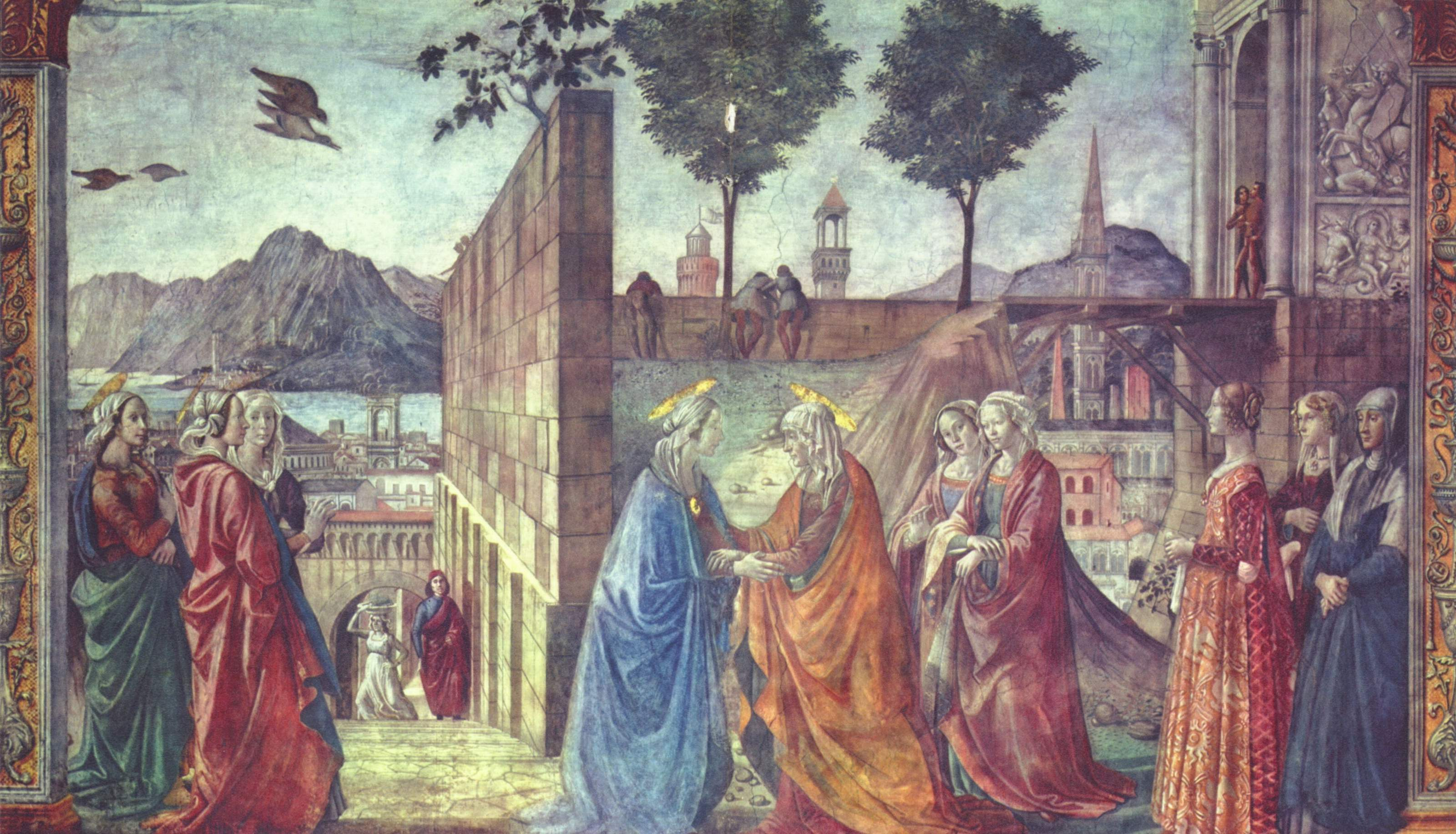
Доменико Гирландайо, Посещение Марией Елизаветы, Капелла Торнабуони.
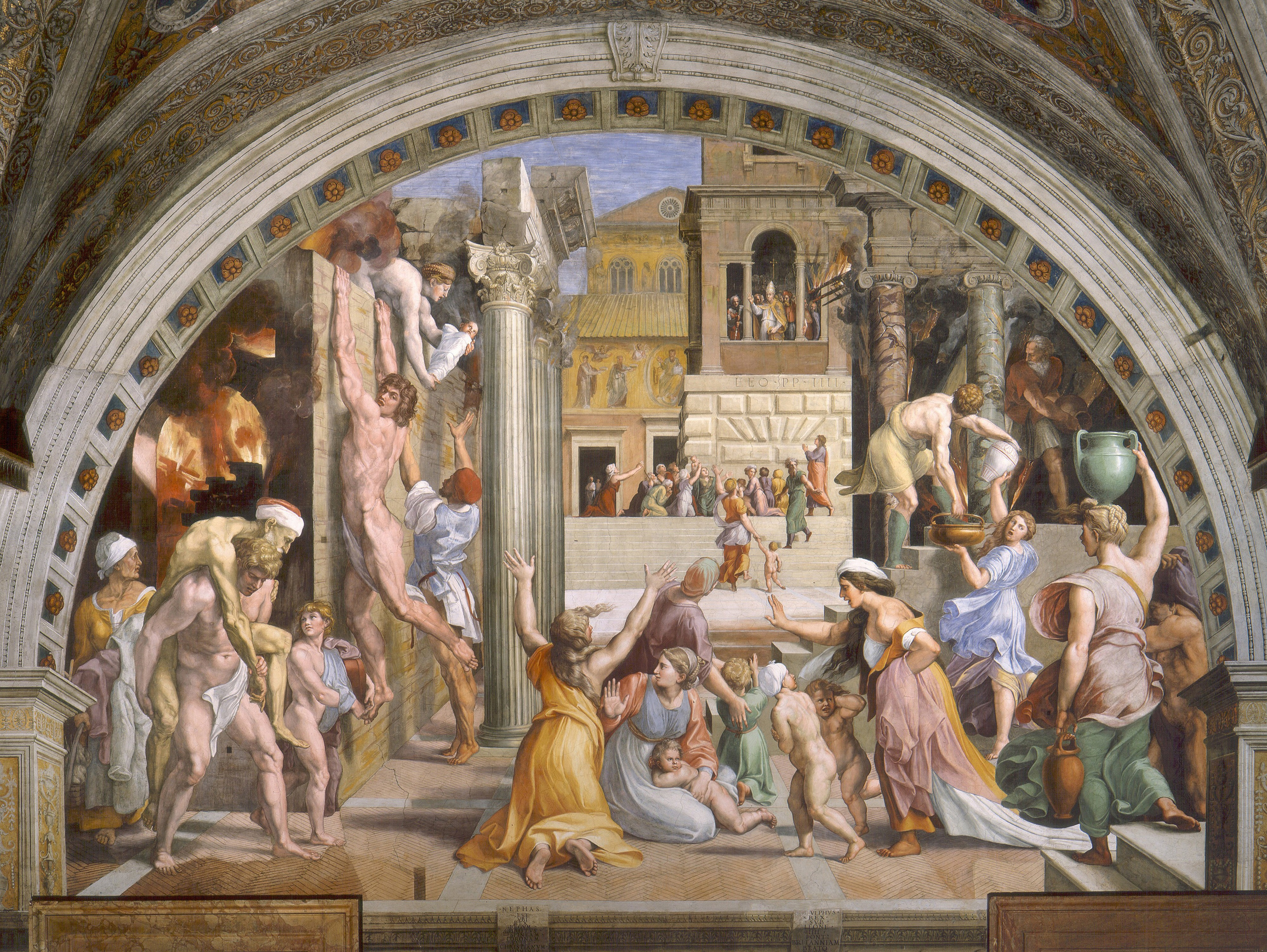
Рафаэль, завершена Джулио Романо, Пожар в Борго.

### Пейзаж
Изображение на картинах пейзажа было одушевлено использованием линейной перспективы и включением подробных ландшафтов под влиянием картин ранней нидерландской живописи 15 века. Это влияние возникло через осознание необходимости отображения перспектив и путей прохождения света.
- Джотто изображает несколько больших камней, чтобы создать впечатление горной местности.
- Паоло Уччелло создал детальный и сюрреалистический фон для показа малых сцен.
- В картине Карпаччо Положение тела Христова опустошенный скалистый пейзаж перекликается с трагедией сцены.
- Ландшафт Мантеньи имеет скульптурное, трехмерное качество, говорящее о реальном физическом пространстве. Детали скалы, её слои и разломы, предполагают знания автора в области геологии, свойствах красного известняка, широко распространенного в областях Северной Италии.
- Антонелло да Мессина создает мрачную сцену распятия, как контраст спокойной загородной местности, уходящей к горизонту.
- Джованни Беллини отобразил детальный пейзаж с пасторальными сценами между передним и на задним склоном горы. В картине показано множество уровней местности, что делает ее схожей с картинами Гирландайо (выше).
- Перуджино в картине Поклонение волхвов отобразил привычный холмистый пейзаж Умбрии.
- Леонардо да Винчи, показывает театральное использование перспективы с крутыми склонами горы вокруг озера Лаго ди Гарда у подножия Альп Северной Италии.

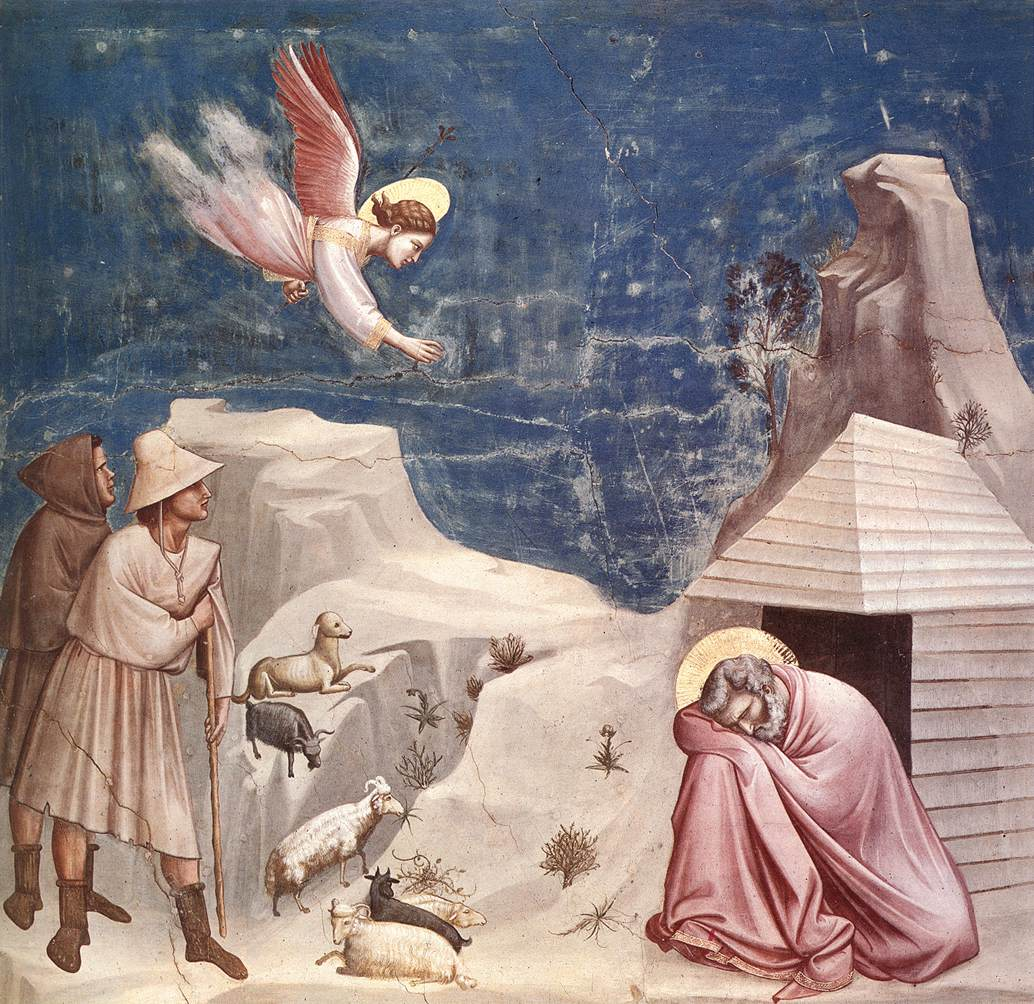
Джотто, Сон Иоахима .
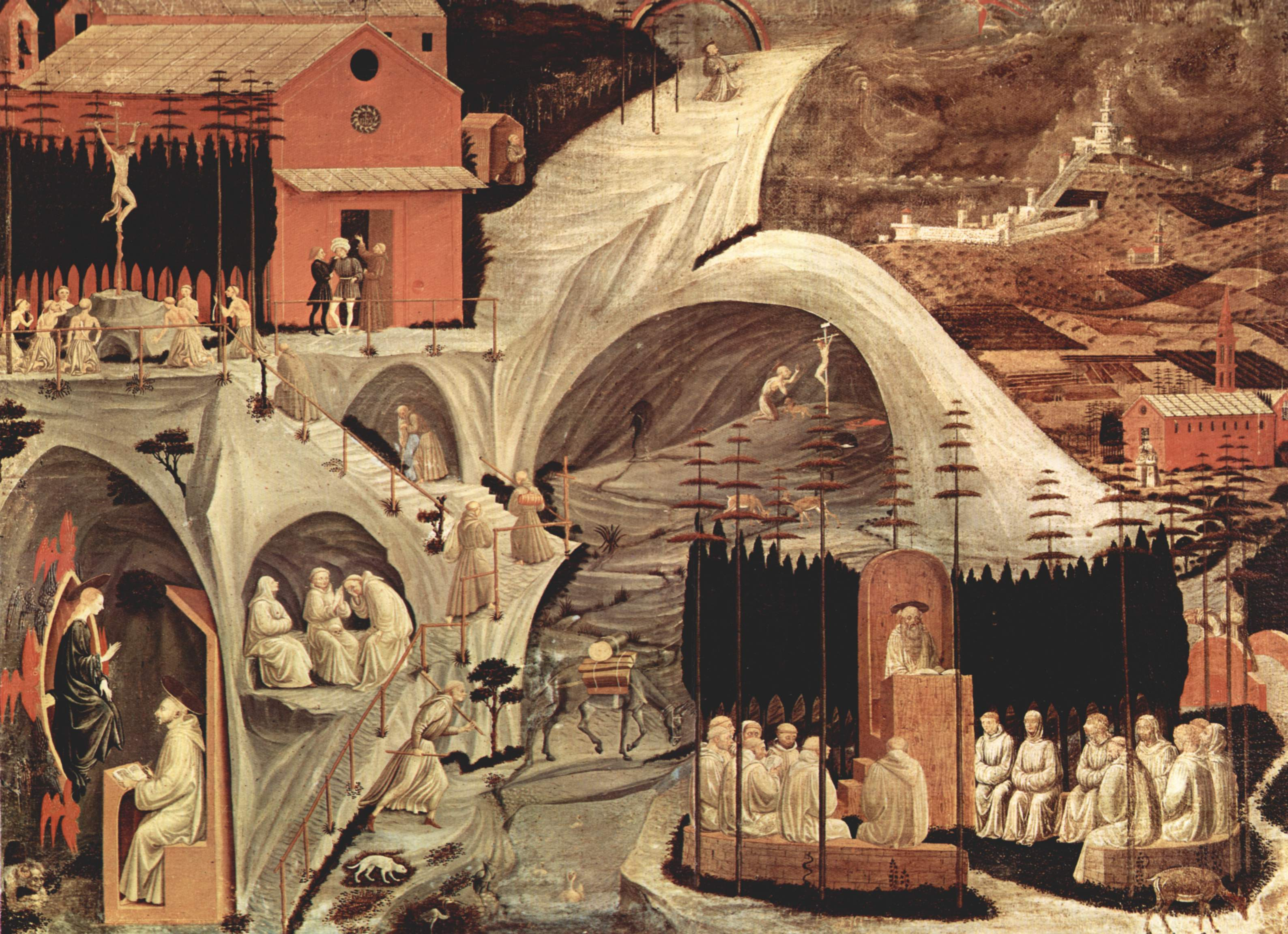
Паоло Учелло, Францисканская жизнь.
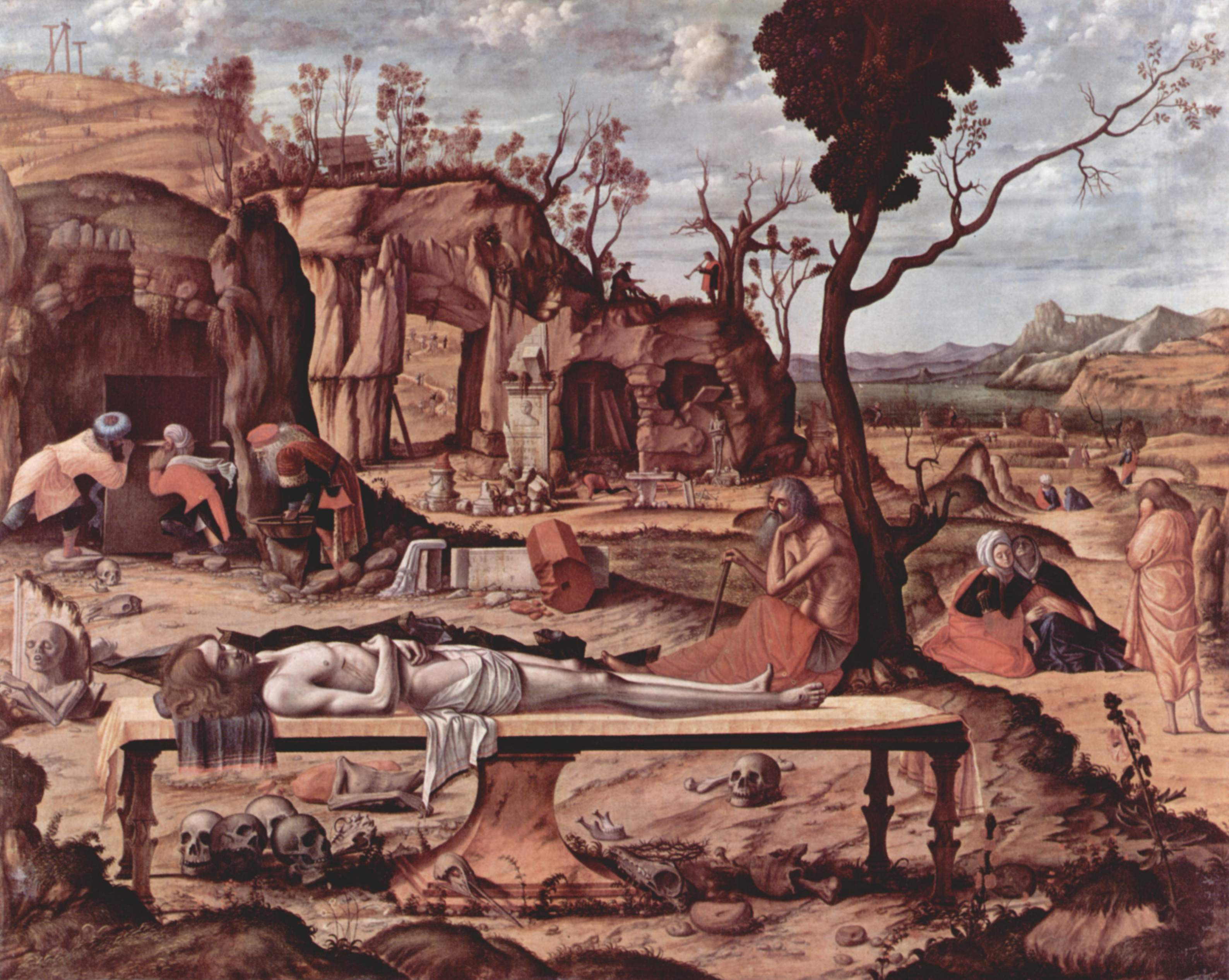
Карпаччо, Осада.
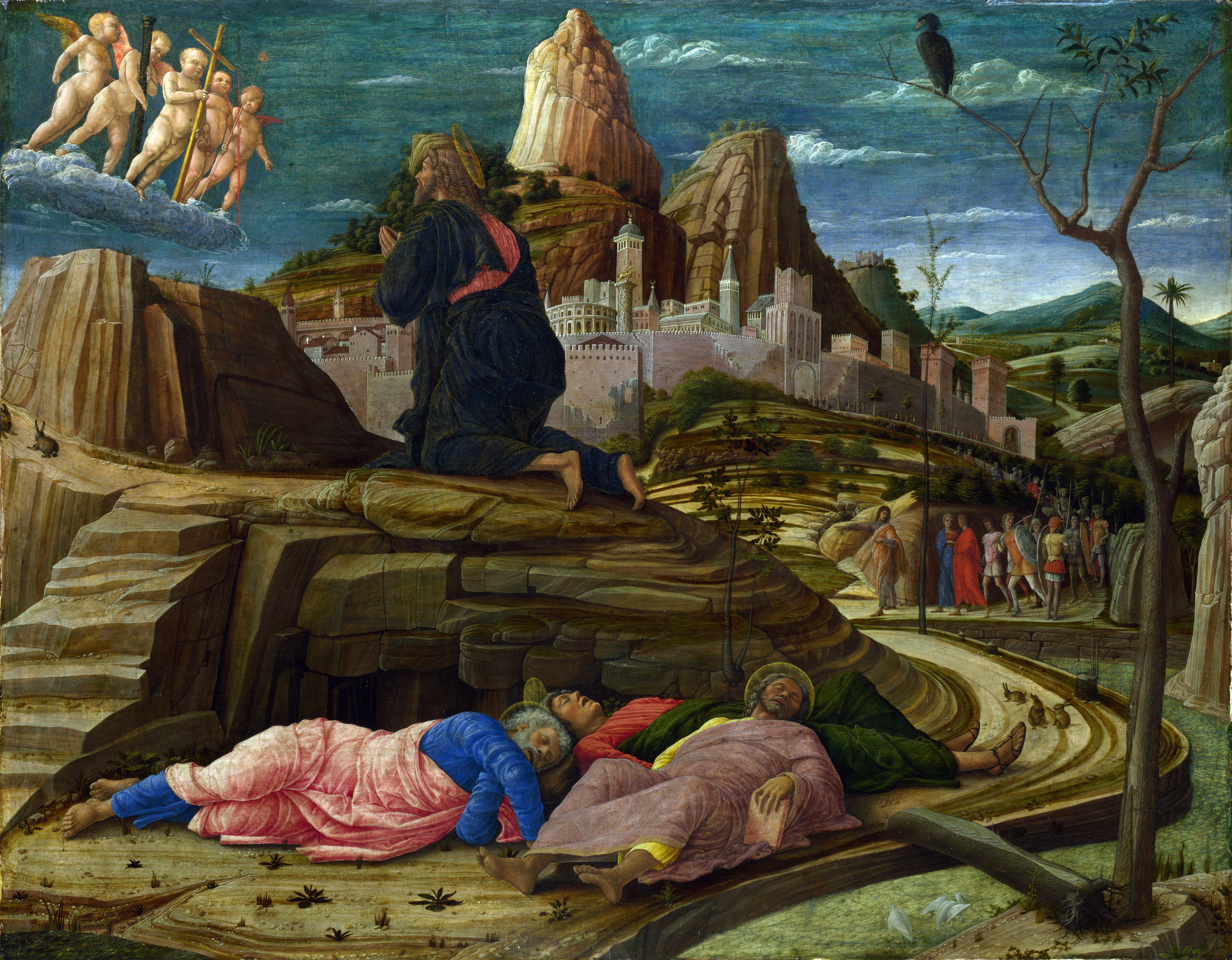
Мантенья, Агония в саду.

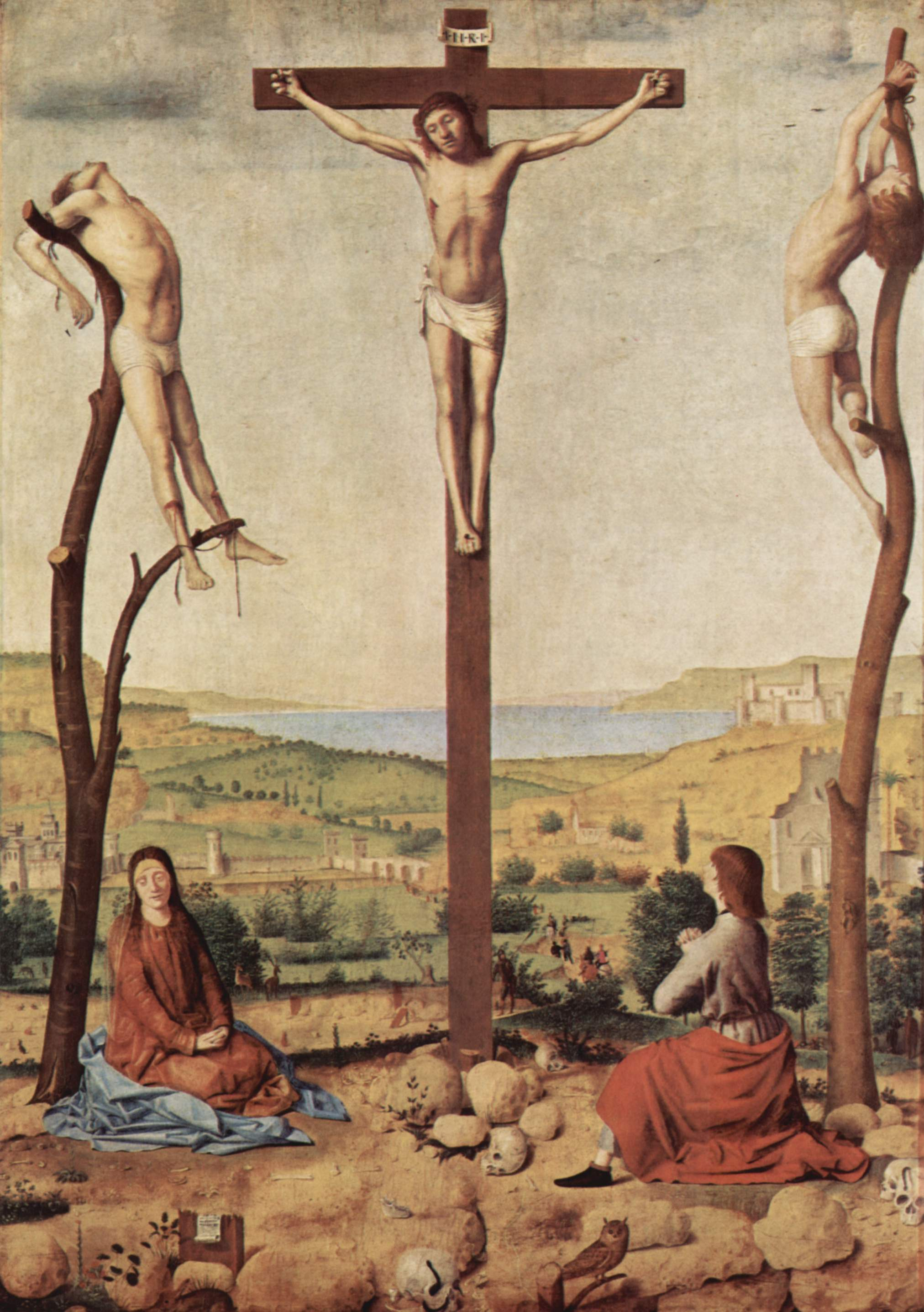
Антонелло да Мессина, Распятие.
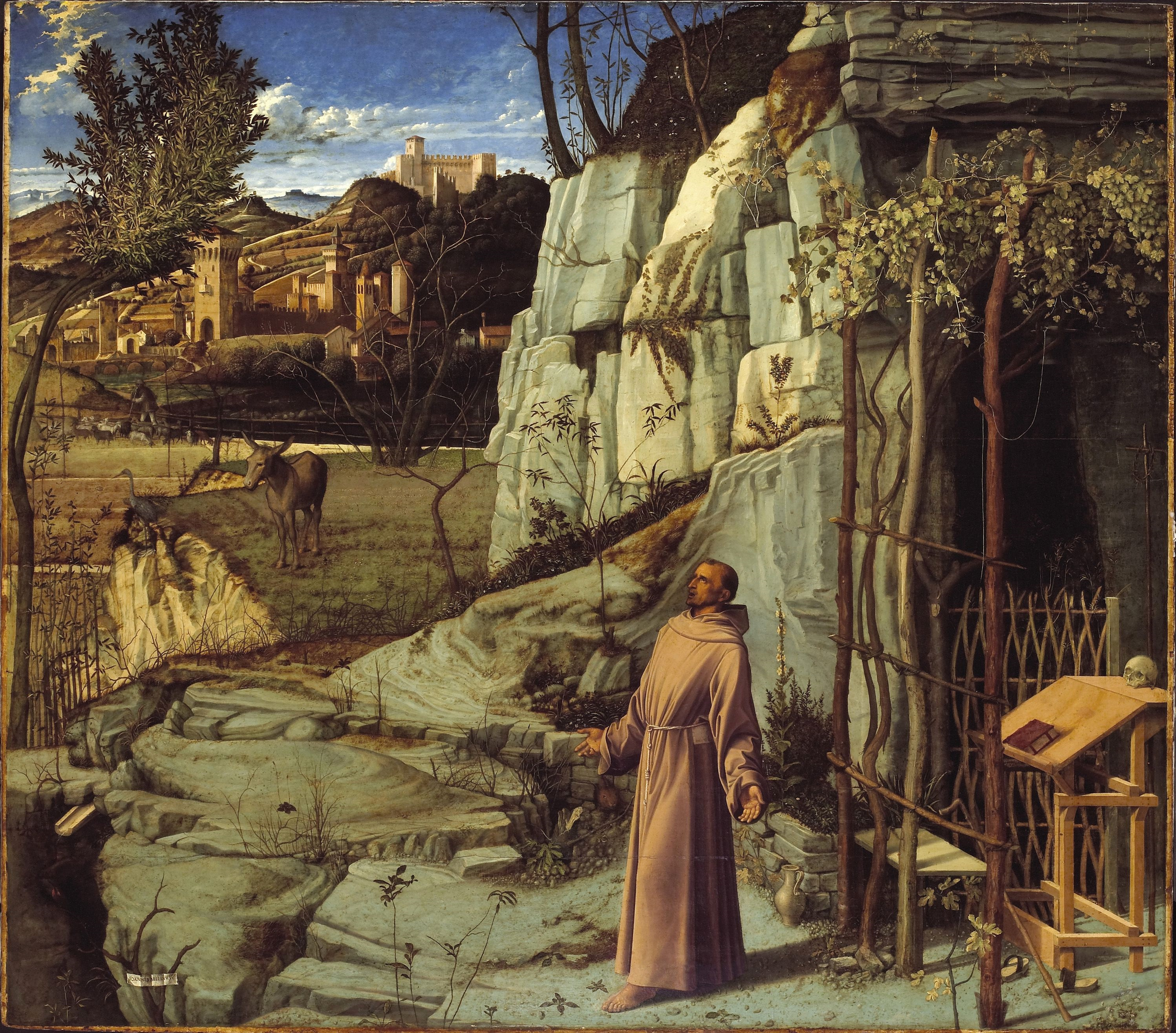
Джованни Беллини, Св. Фрэнсис в Ecstasy.
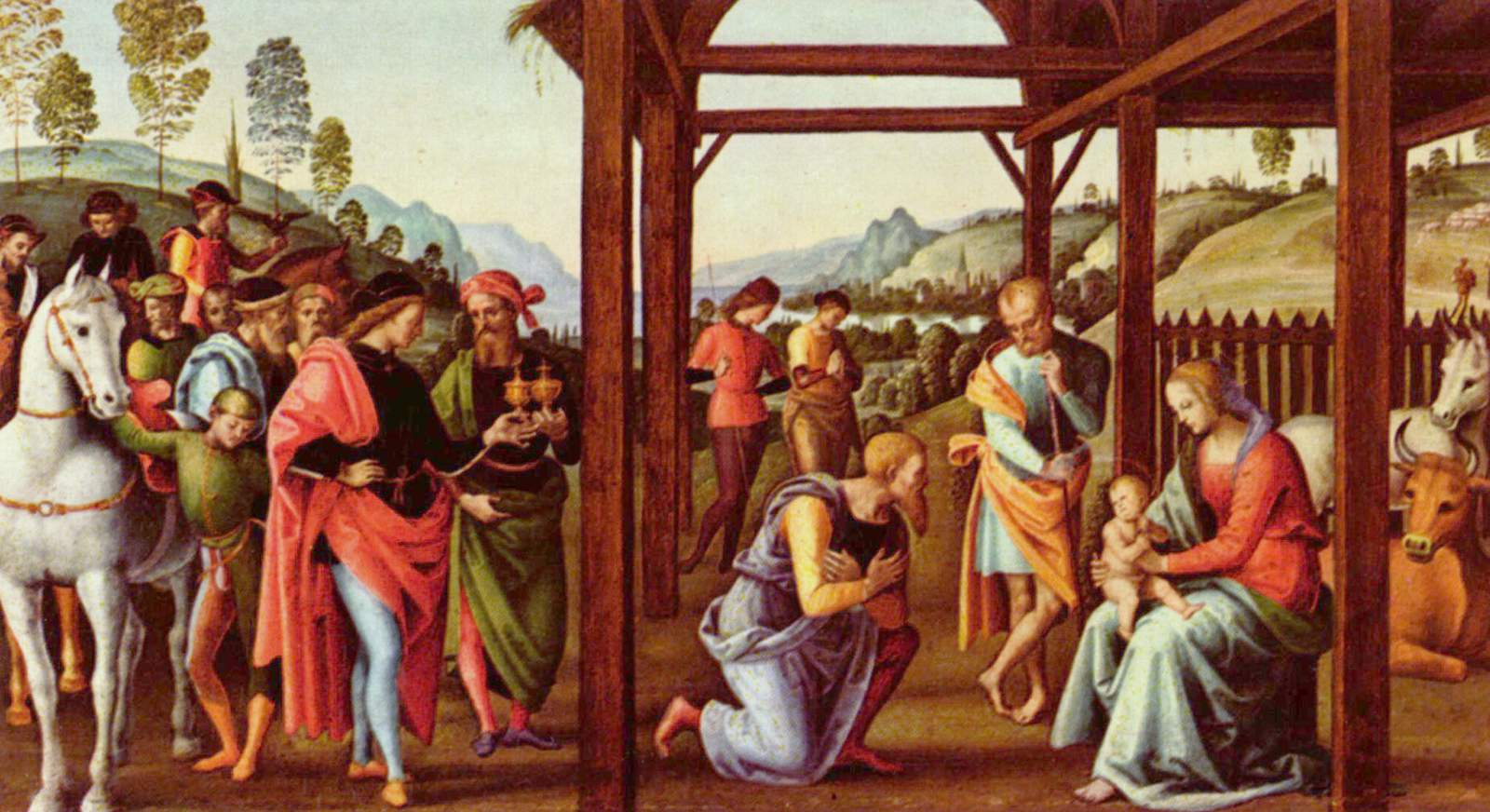
Перуджино, Поклонение волхвов, 1496.
Леонардо да Винчи, Мадонна с младенцем и Святой Анной.

### Свет
Свет и тень в живописи существуют в двух формах. Тон — это просто свет и промежуточные области изображений, градуированные от белого до черного. Тональная композиция является очень важной особенностью некоторых картин. Светотень является моделью видимых поверхностей в картине из света и тени. Несмотря на то, что тон был важной чертой картин средневекового периода, светотеней с них не было. Светотень становилась все более важным элементом картин для художников XV века, переводящим изображение в кажущееся трехмерное пространство.
- Благовещение Пастухам Таддео Гадди является первой известной большой картиной с изображением ночного события. Внутренний источник света сосредоточен на изображении ангела.
- В картинах небесного покровителя всех художников Фра Анджелико дневной свет, который исходит из окна монастыря, мягко освещает фигуры и окружающую келью.
- В картине Сон императора Пьеро делла Франческа интересует ночная сцена, освещенный ангел. Художник применяет свои научные знания о распространении света. Тональный рисунок создает главный элемент в композиции картины.
- В картине Агония в Гефсиманском саду Джованни Беллини использует эффект закатного солнца в пасмурный вечер, чтобы создать атмосферу напряженности и надвигающейся трагедии.
- В парадном портрете Доменико Венециано светотени используются для моделирования формы. В картине контрастируют бледное лицо, фон и темная одежда с узорчатым лифом.
- Боттичелли использует светотень, чтобы моделировать лицо человека и детали его одежды. Свет и тени на краю окна задают угол падения света.
- Предполагаемый автор портрета начала 16-го века — Ридольфо дель Гирландайо, Мариотто Albertinelli или Джулиано Буджардини. Картина включает в себя множество световых эффектов. Форма моделируется за счет света и тени, заходящее солнце дает драматический эффект, усиливаемый пейзажем. Тональный рисунок создает темную одежду и белое белье.
- В картине Леонардо да Винчи Иоанн Креститель элементы живописи, включая глаза и рот человека, маскируются в тени, создавая атмосферу неопределенности и таинственности.

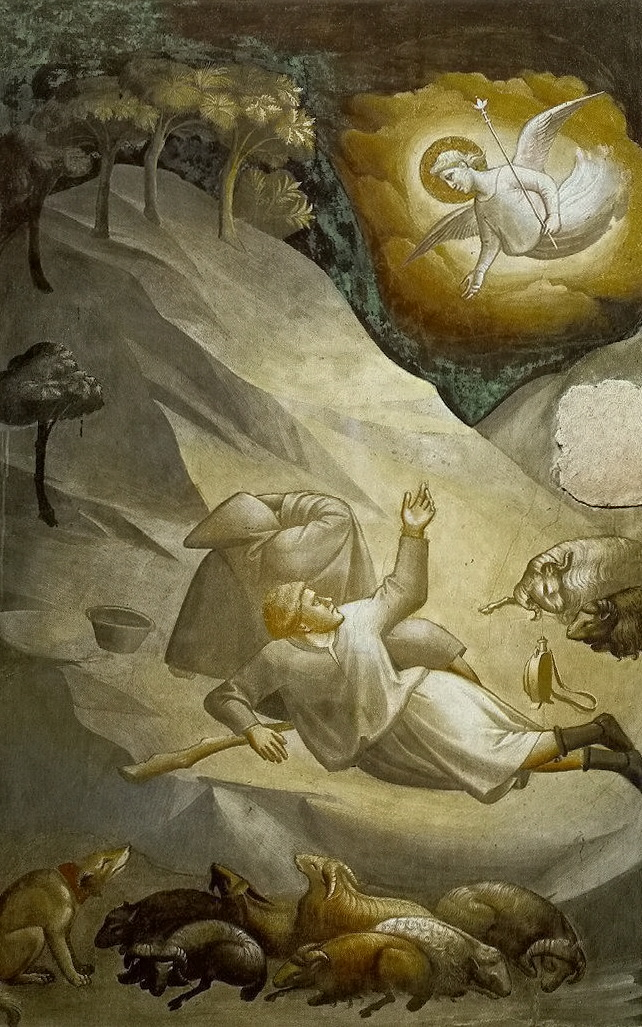
Таддео Гадди, Благовещение.
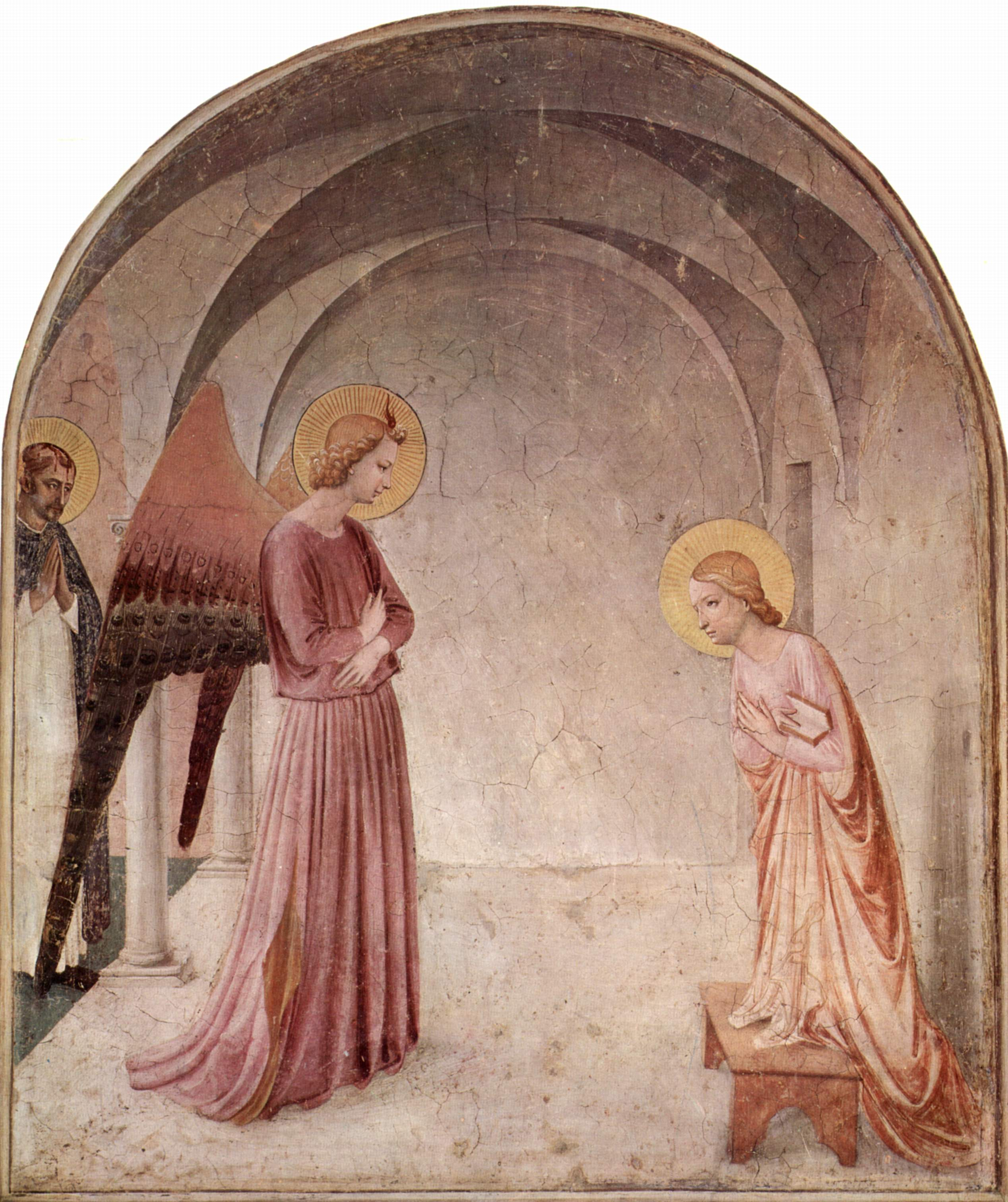
Фра Анджелико, Благовещение.
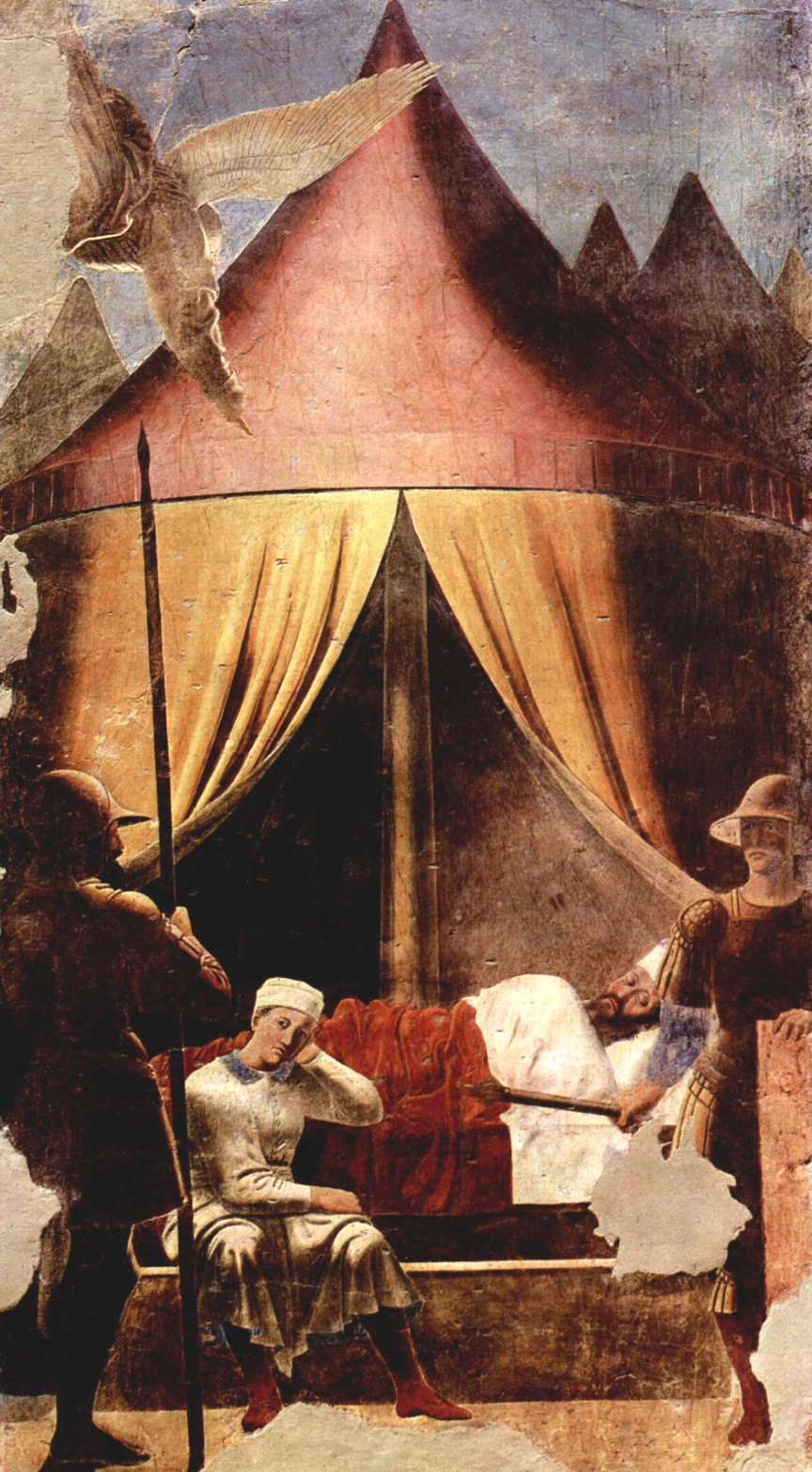
Пьеро делла Франческа, Сон императора.
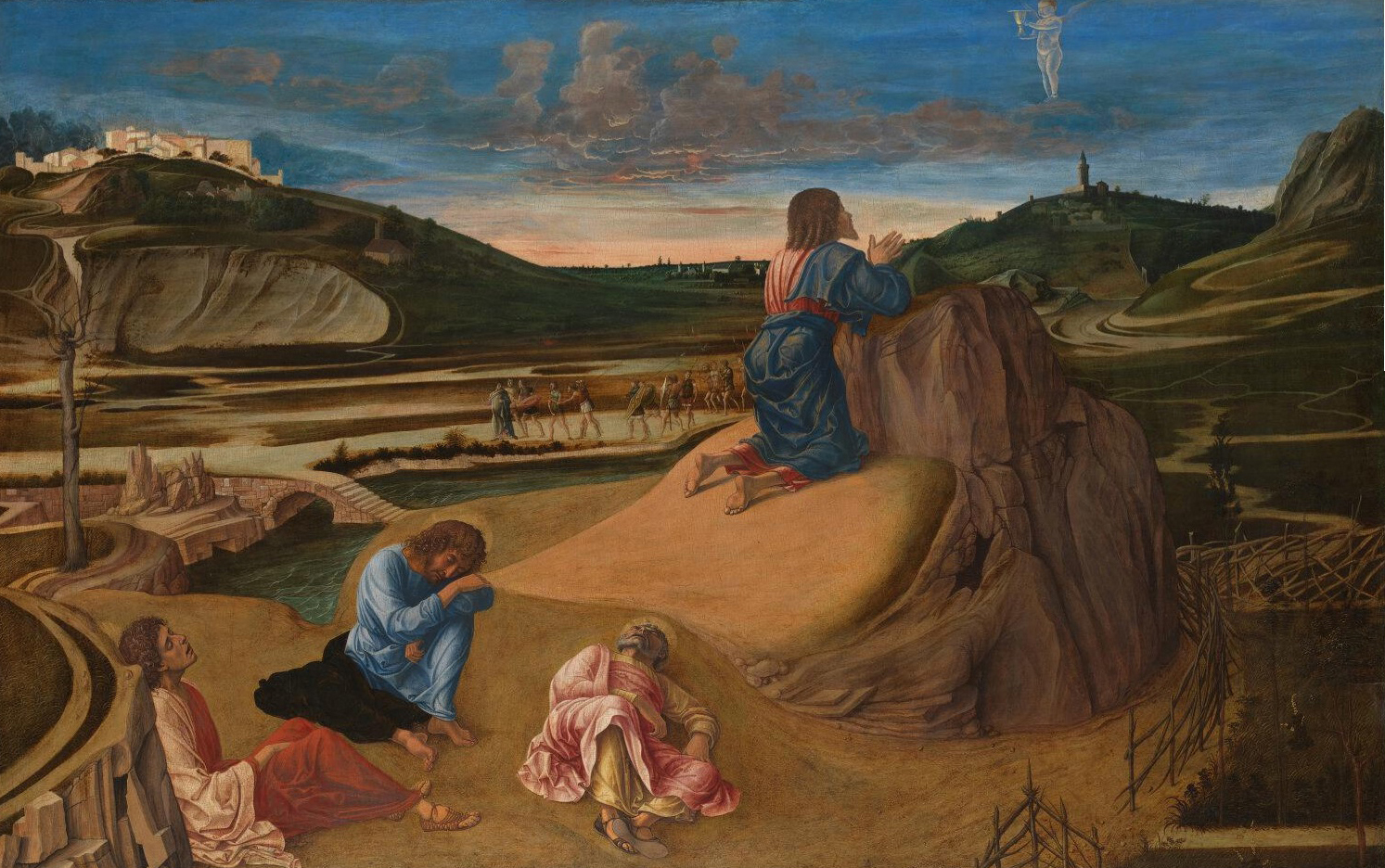
Джованни Беллини, Агония в Гефсиманском саду.

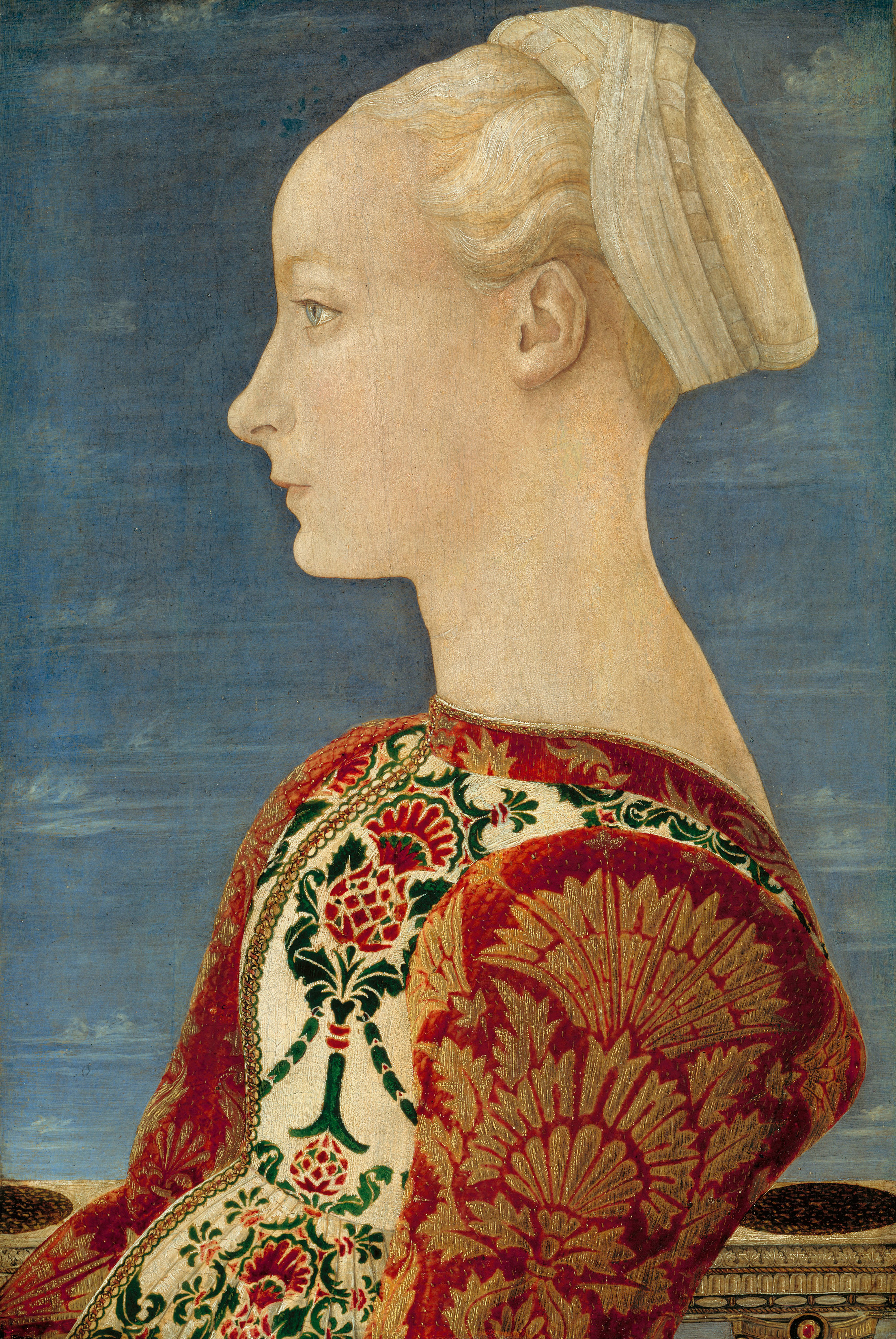
Доменико Венециано, Портрет дамы.
Ботичелли, Портрет молодого человека.
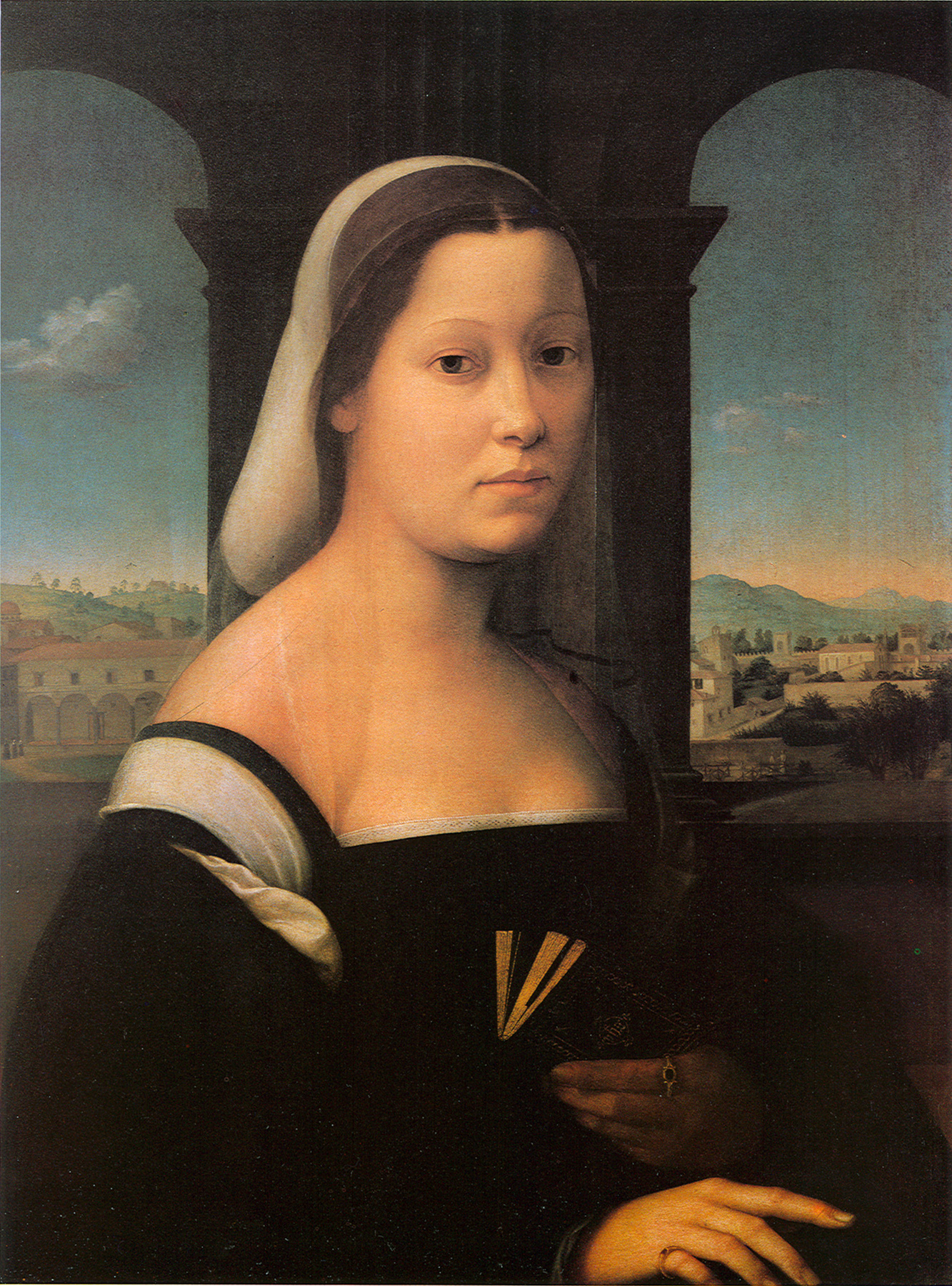
Приписывается Джулиано Буджардини and others, Портрет дамы, 1510
Леонардо да Винчи, Иоанн Креститель.

### Анатомия
Основываюсь в значительной степени на наблюдениях, знания анатомии были приобретены Леонардо да Винчи изучением 30 трупов. Леонардо учил студентов необходимости пристального наблюдения за жизнью, призывал делать рисунки живой модели неотъемлемой частью живописи.
- Тема картины Чимабуэ Распятие, сильно испорченной от наводнения 1966 года, с изгибающимся телом и опущенной головой, была распространена в средневековом искусстве. Анатомия сильно стилизована в соответствии с традиционной формулой.
- Джотто отказался от традиционной формулы и занимался наблюдениями форм.
- У Мазаччо фигура Христа укорочена, если смотреть снизу. Верхняя часть туловища напряжена, Христос как будто с усилием дышит.
- Джованни Беллини не пытается показать жестокость распятия, а создает впечатление от смерти.
- В картине Пьеро делла Франческа Крещение фигура Иисуса написана с простотой и отсутствием резко выраженной мускулатуры, что указывает на его естественность.
- Фигура Иисуса на картине, являющейся совместной работой Верроккьо и молодого Леонардо, была, вероятно разработана Верроккьо. Контуры сохраняют готическую нелинейность. Большая часть туловища, однако, как полагают, была написана Леонардо, здесь показано хорошее знание анатомии человека.
- Картина Леонардо да Винчи «Святой Иероним» показывает результаты детальной проработки плечевого пояса.
- Микеланджело использовал анатомию человека для выразительности эффекта. Он был известен своими способностями создания выразительных поз, чему подражали другие художники и скульпторы.

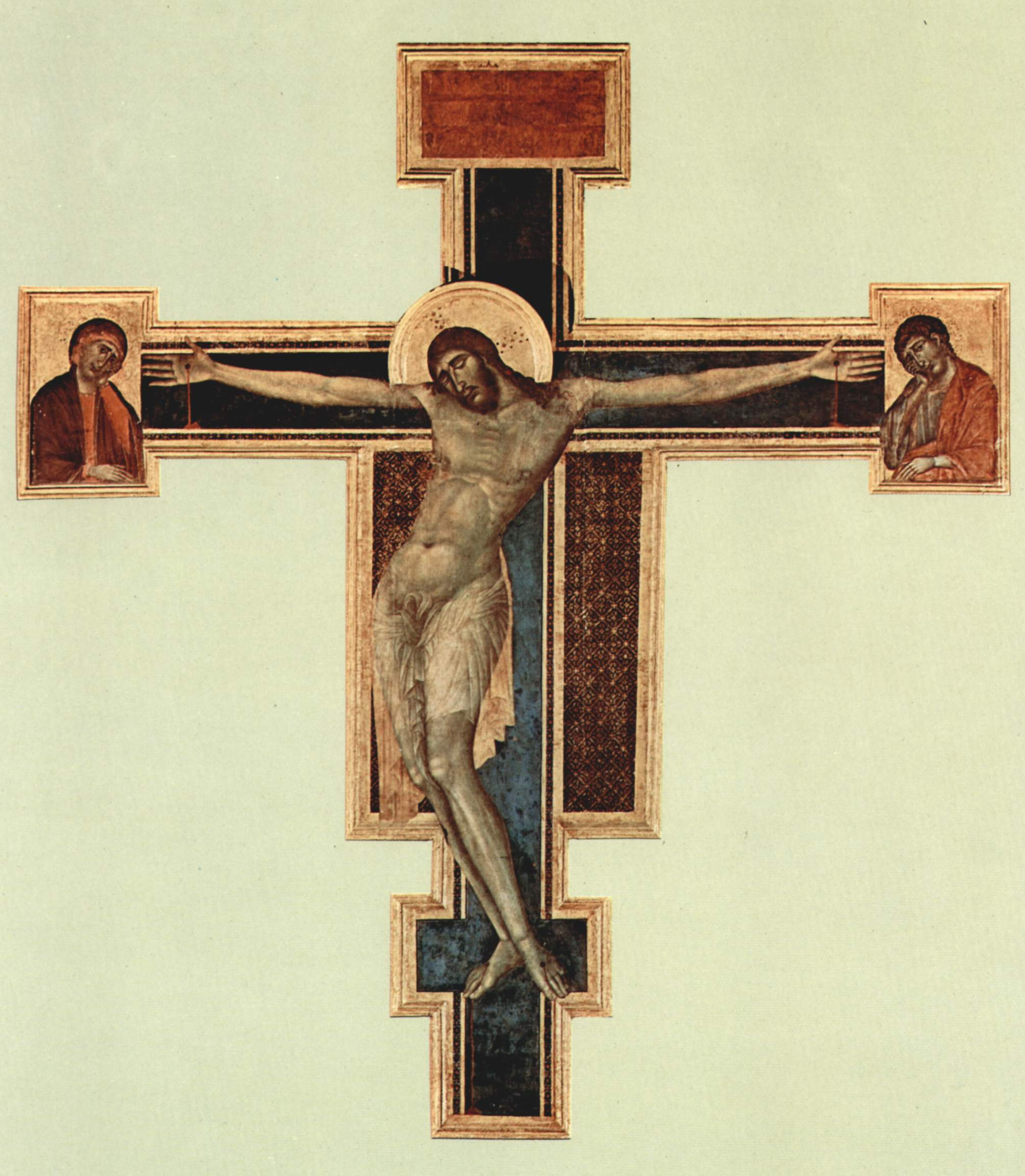
Чимабуэ. Распятие Санта - Кроче, 1287
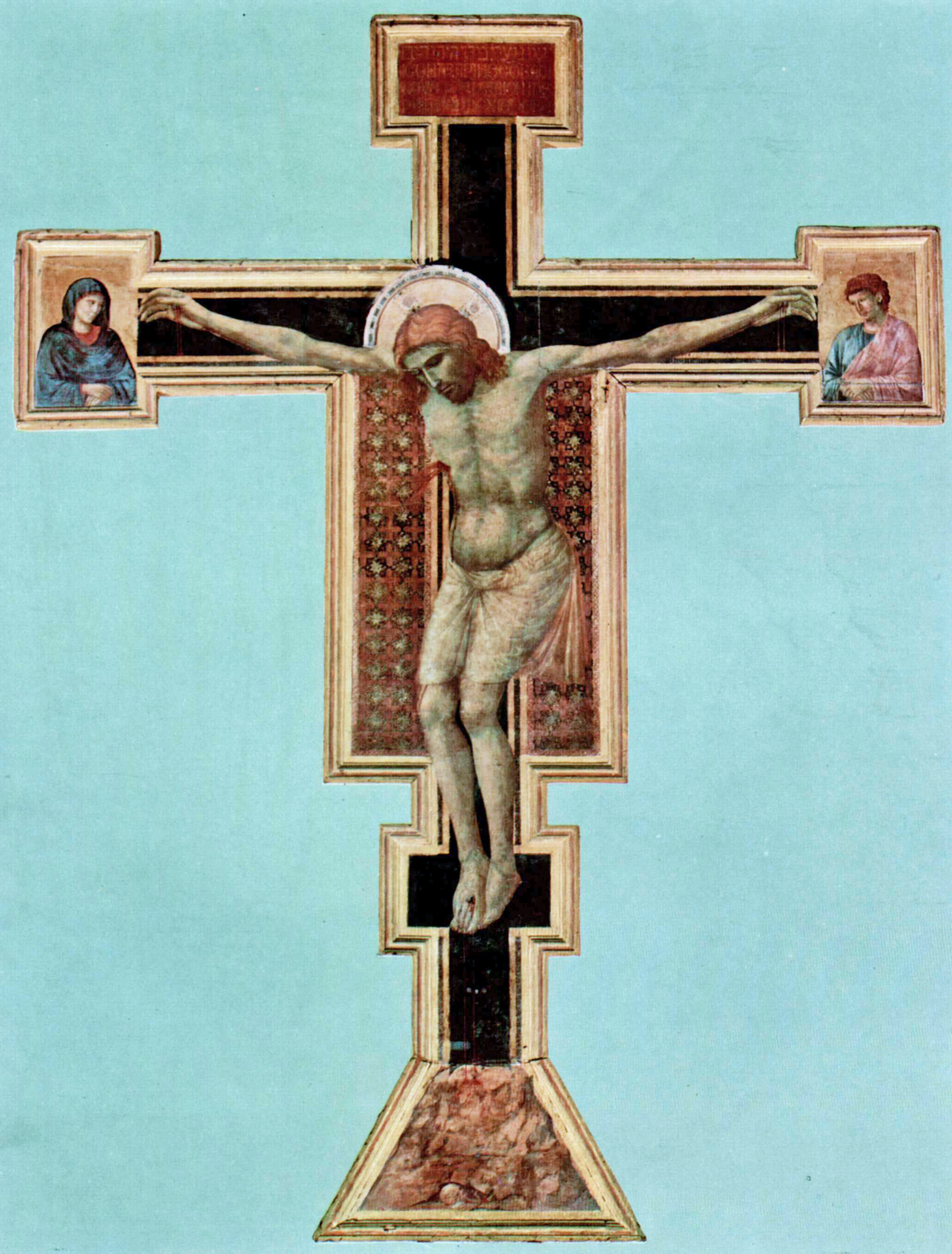
Джотто, Распятие Санта - Мария - Новелла, 1300
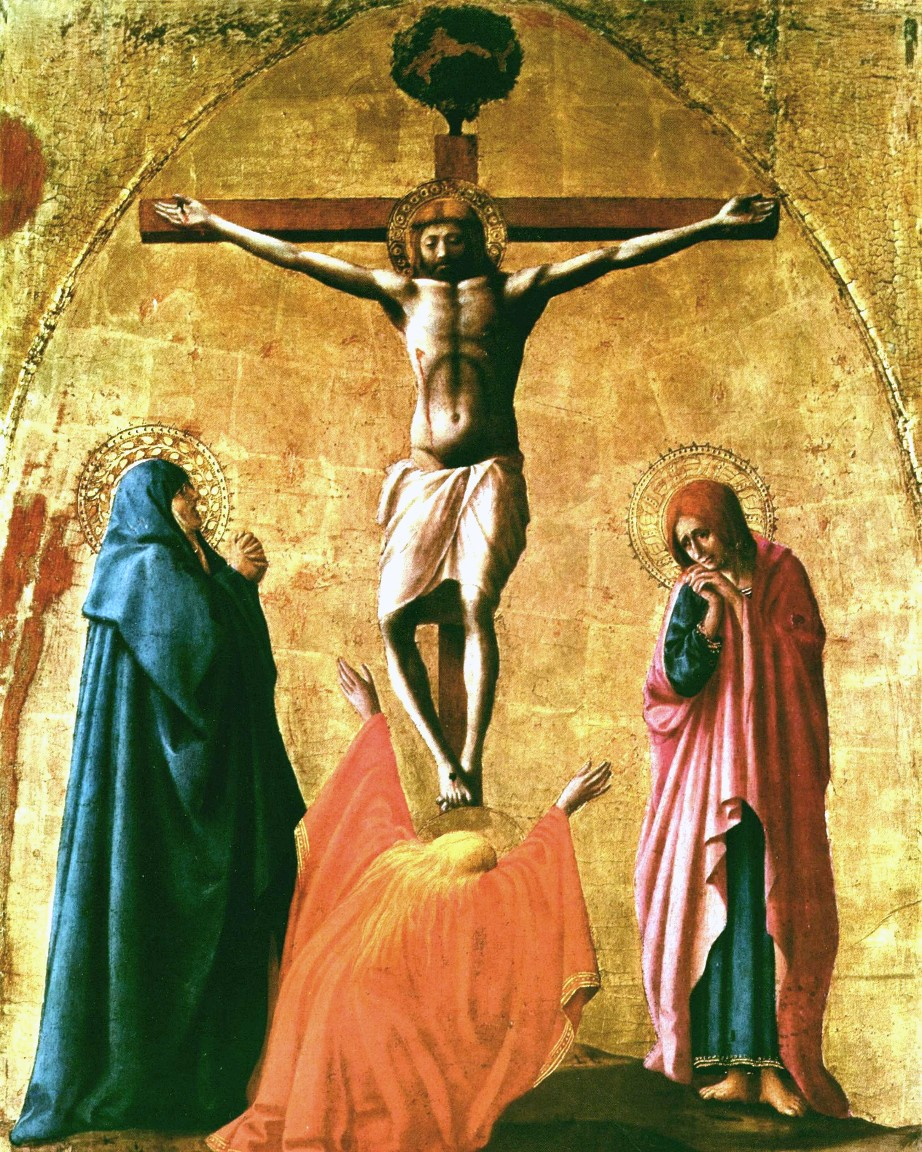
Мазаччо, Распятие Санта - Мария дель Кармине (Пиза), 1420
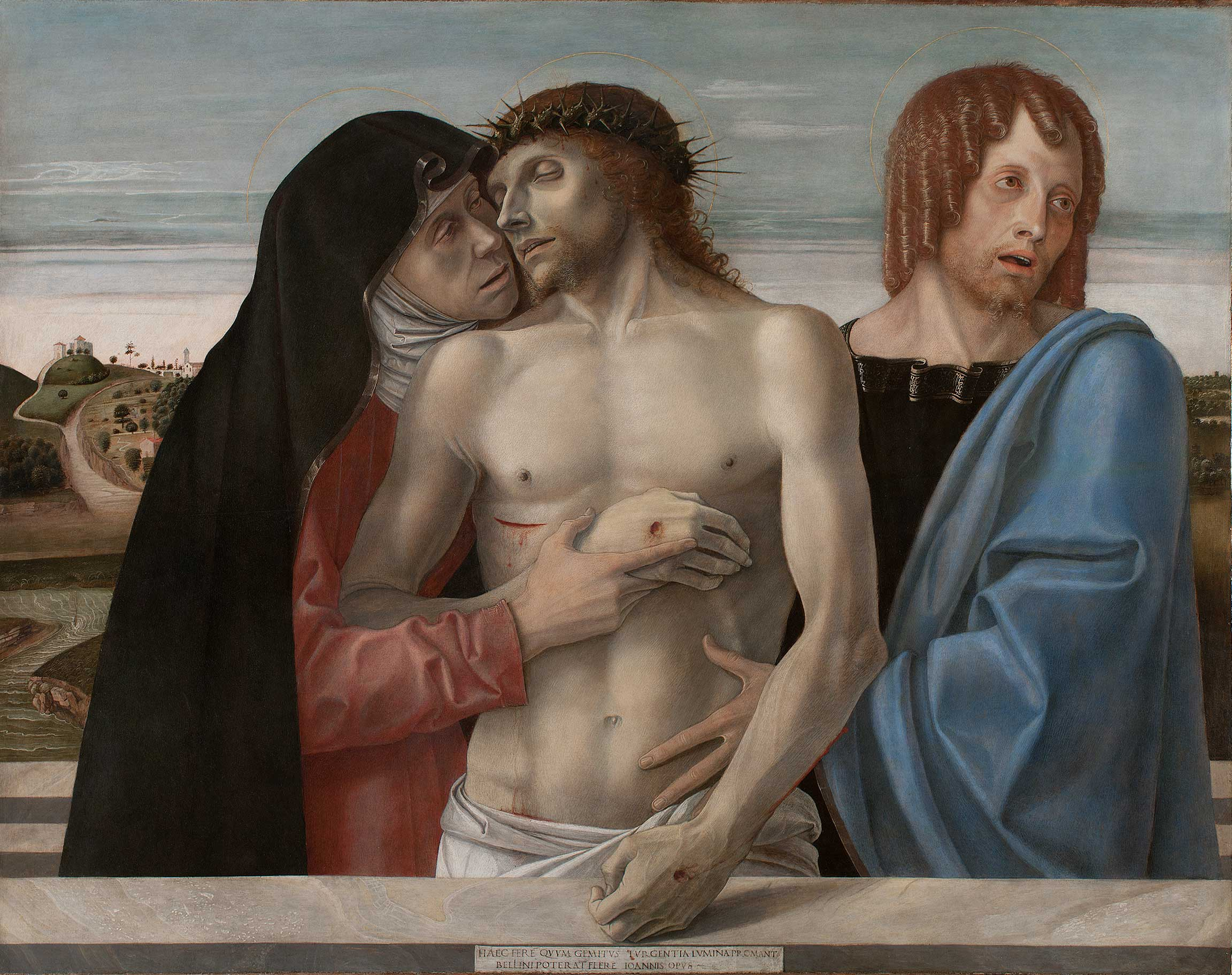
Джованни Беллини, Осаждение

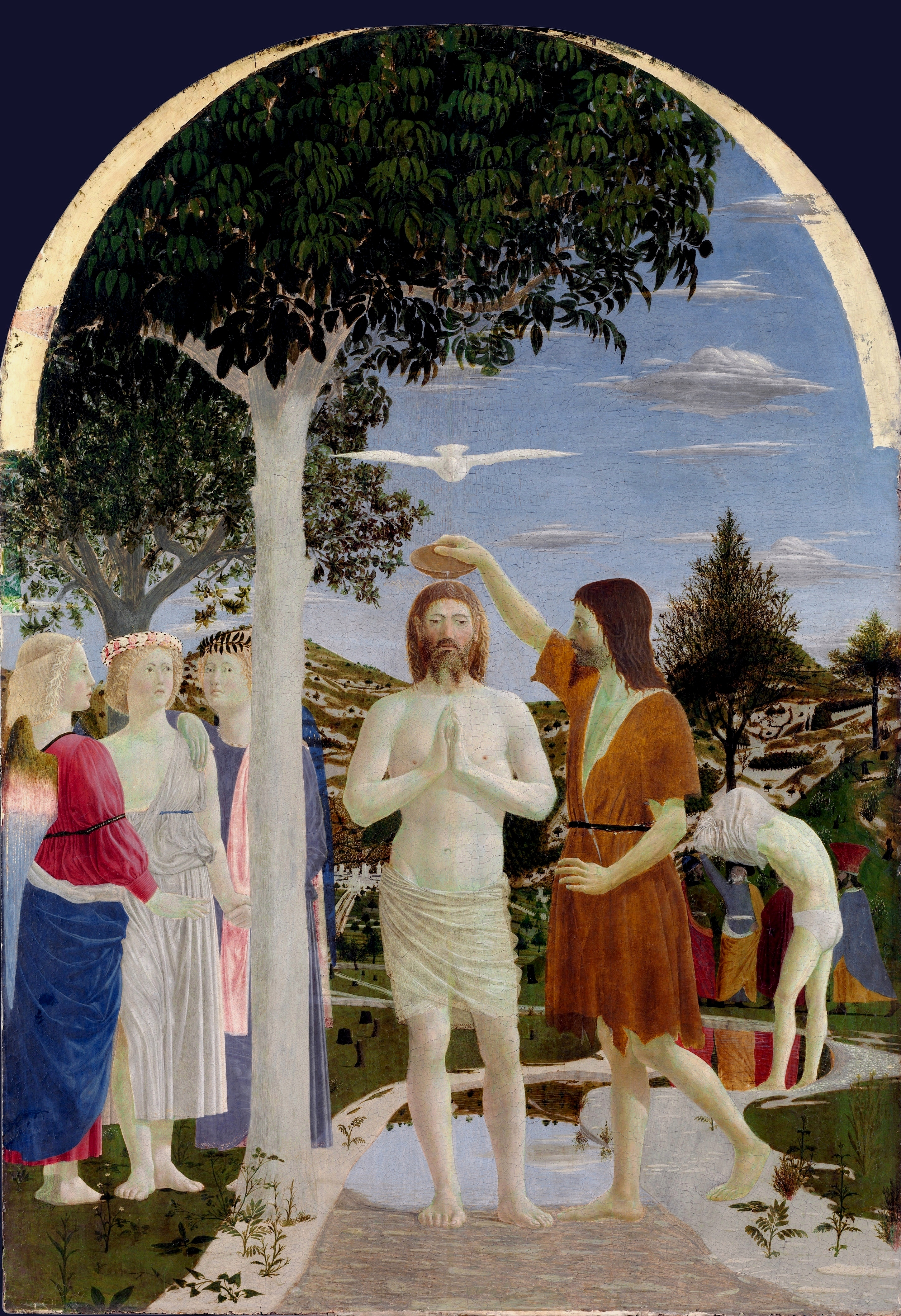
Пьеро делла Франческа, Крещение
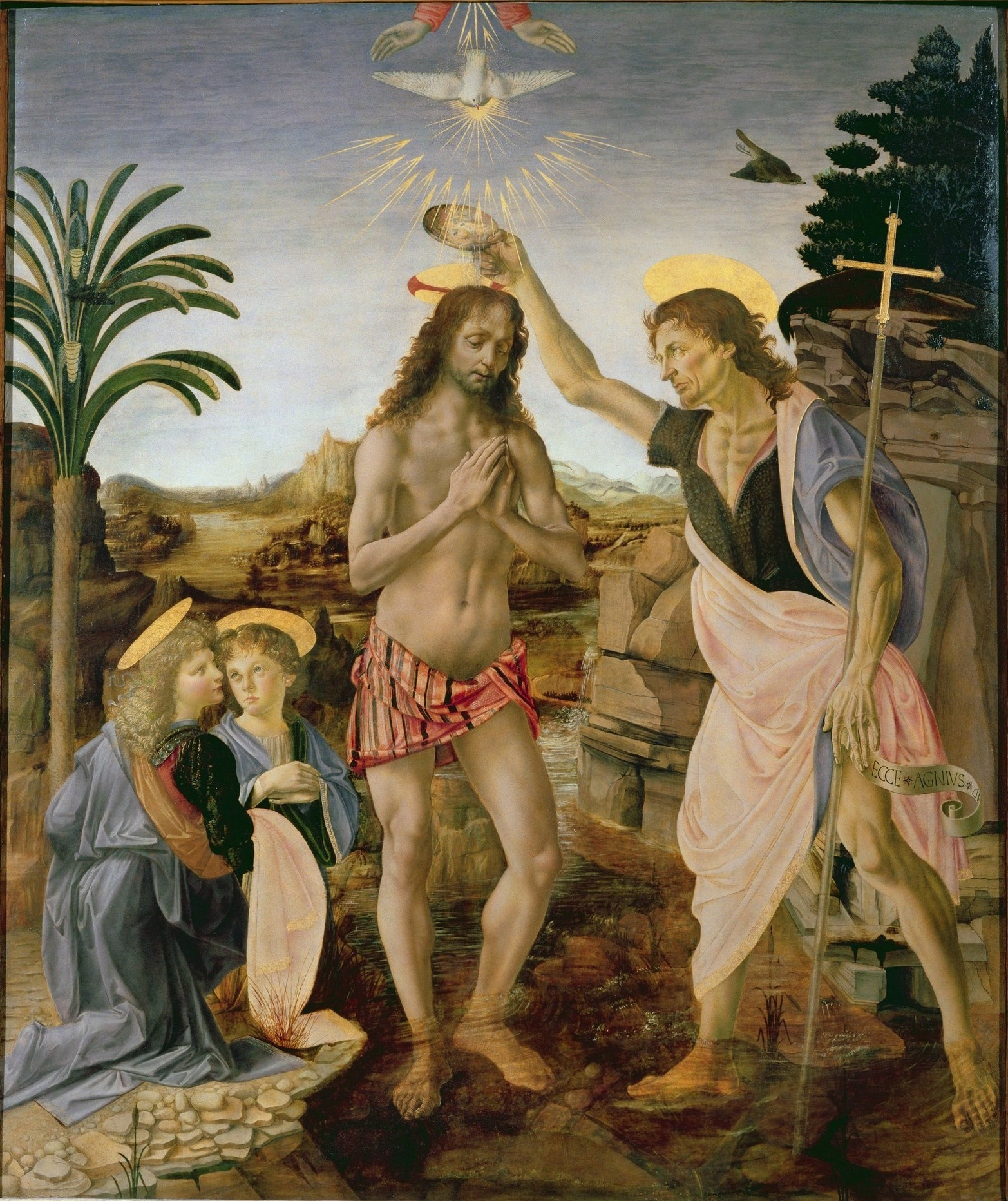
Верроккьо and Леонардо да Винчи, The Bapism of Christ
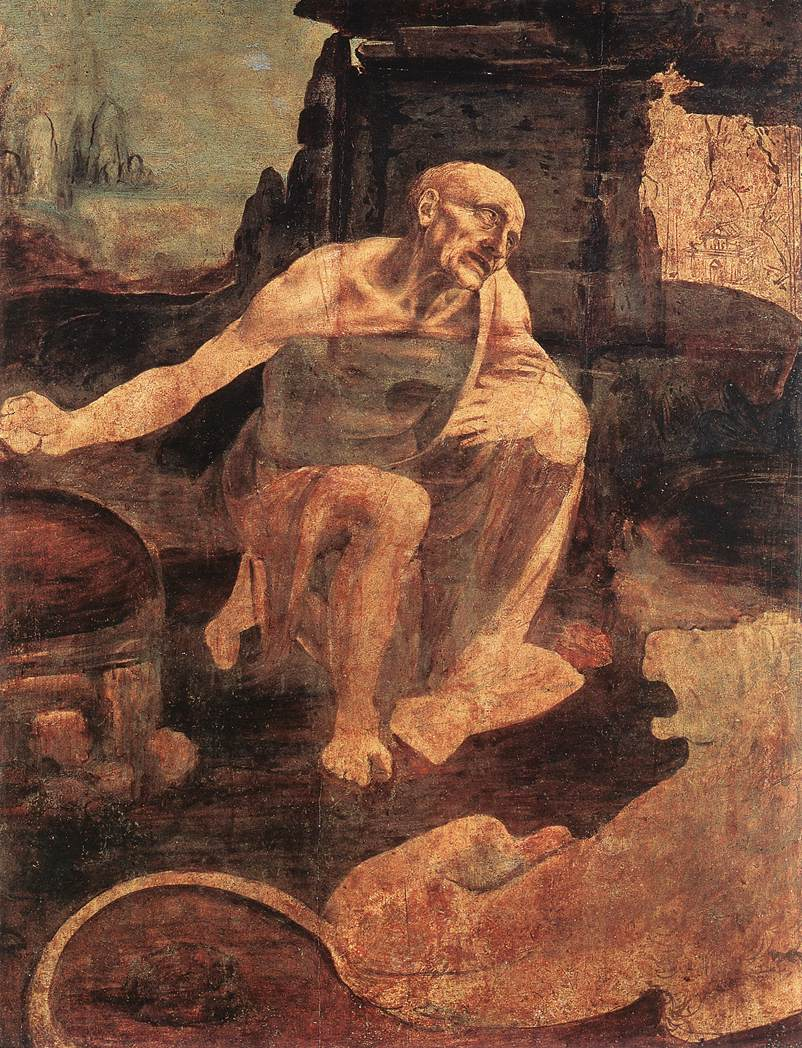
Леонардо да Винчи, Св. Иероним,
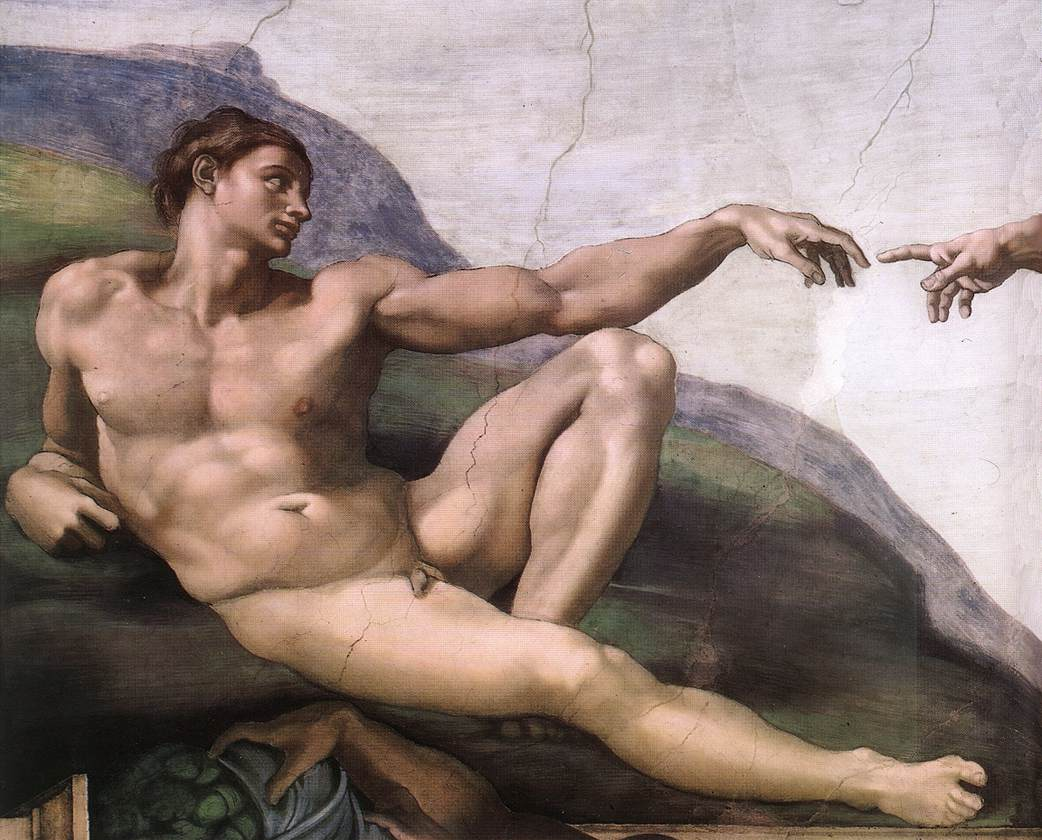
Микеланджело, Адам, 1510

### Реализм
В итальянском изобразительном искусстве зародилась новая тенденция: пристальное внимание к окружающей природе, людям, общественным отношениям. Появился стиль — реализм. Распространенные в византийской живописи методы изображения символических жестов были заменены на отображение человеческих эмоций, раскрывающий смысл картины.
- В картине Воскресение, Джотто показаны спящие солдаты с сонными лицами, скрытыми под шлемами, что подчеркивает непринужденность поз.
- Андреа дель Кастаньо изобразил в полный рост кондотьера Пиппо Спано с целеустремленным выражением лица. Ноги и рука с мечом выступают за пределы нарисованной ниши.
- Филиппо Липпи в свой ранней работе очень натуралистично изобразил группу детей, столпившихся вокруг Девы Марии, невинным любопытством смотрящим на зрителей. Из них один ребенок имеет синдромом Дауна.
- Мазаччо изобразил страх и горе на лицах изгнанных из рая Адама и Еву.
- Антонелло да Мессина нарисовал несколько версий Ессе Номо, измученного Христа, как он был представлен народу Римским правителем. Такие картины обычно показывают Христа в трагической, но и героической роли, сводя к минимуму изображение страданий. Антонелло изобразил поразительно реалистичные эмоции.
- В картине Оплакивание Мертвого Христа художник Мантенья изобразил тело Иисуса со смелым ракурсом, как будто бы зритель стоял рядом.
- В этой детали более крупной картины, Мантенья изобразил маленького ребенка, сосущего палец, в дырявых тапочках.
- В этом портрете Джорджоне очень натурально изобразил старую женщину, обращают на себя внимание ее неопрятные волосы, открытый рот с кривыми зубами.

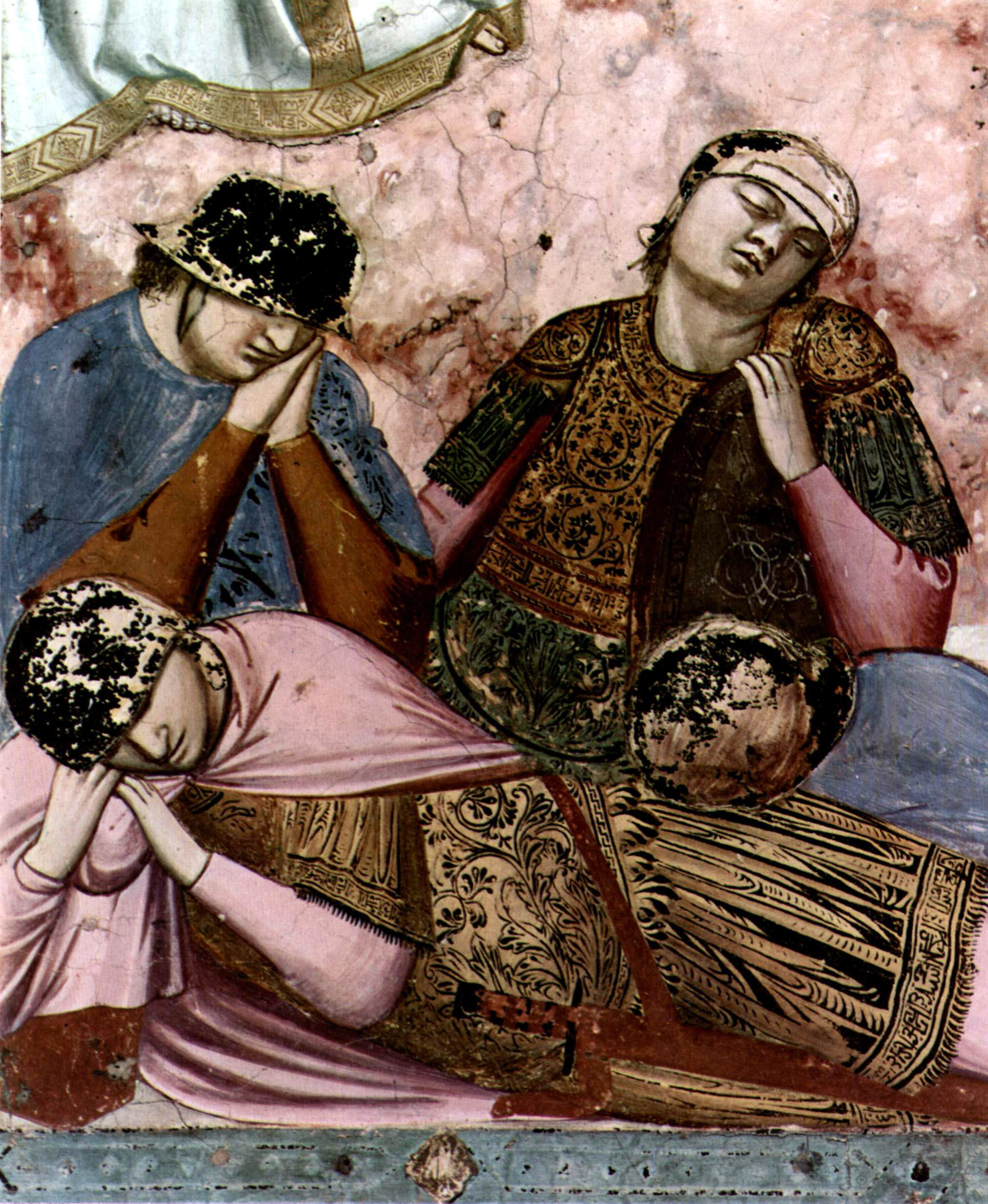
Джотто, Воскресение.
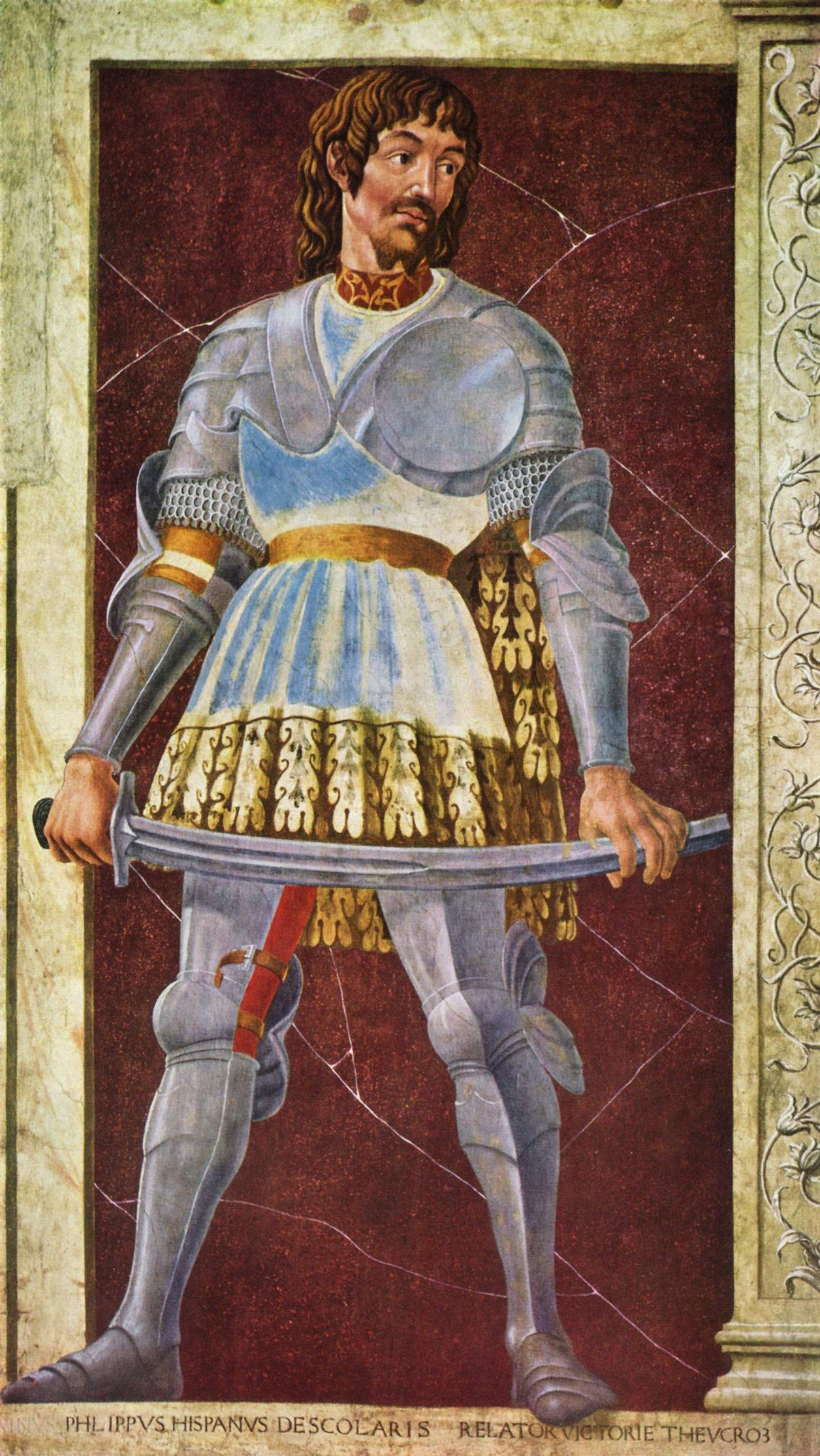
Андреа дель Кастаньо, Пиппо Спано.
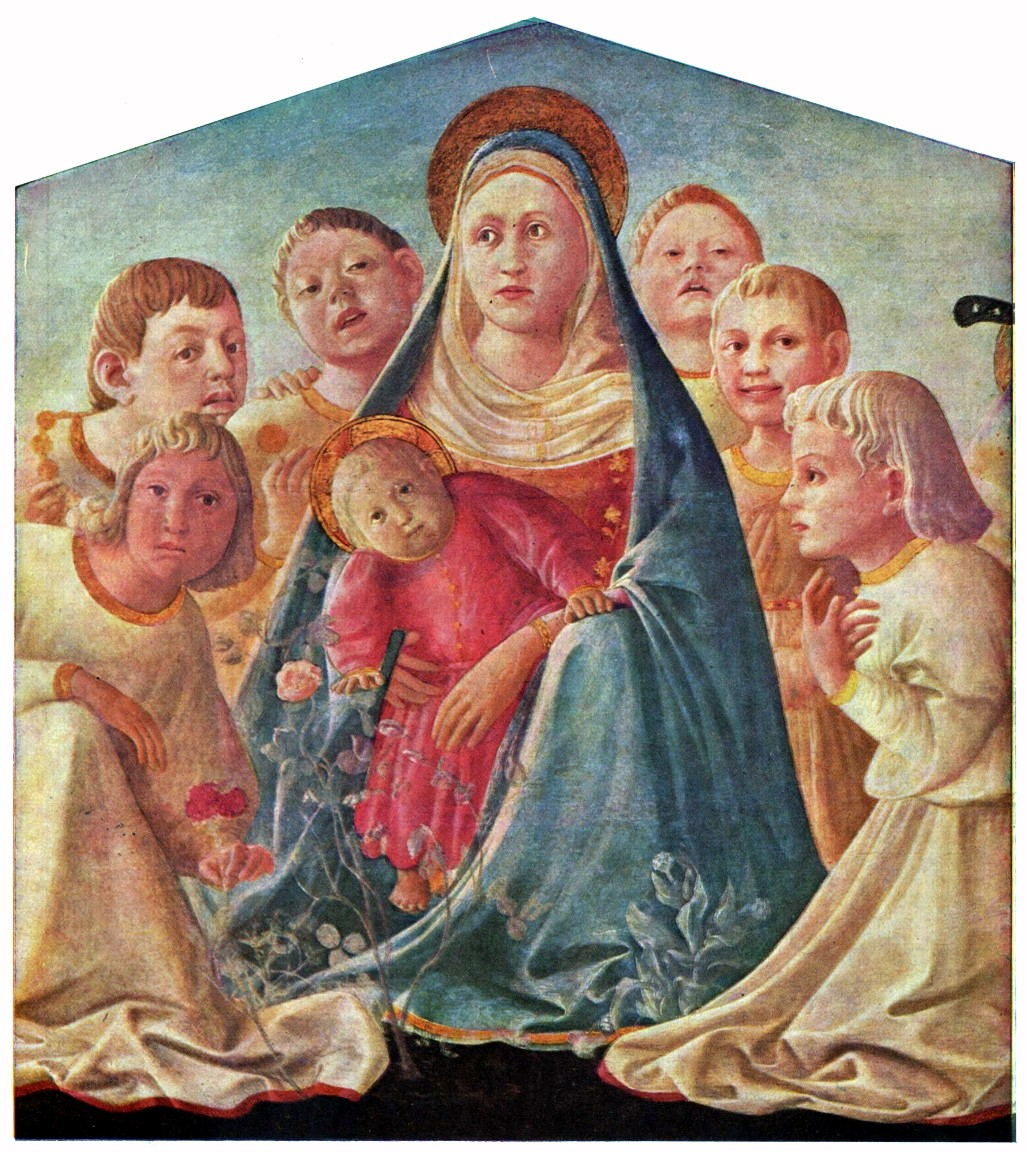
Фра Филиппо Липпи, Мадонна Тривульцио.
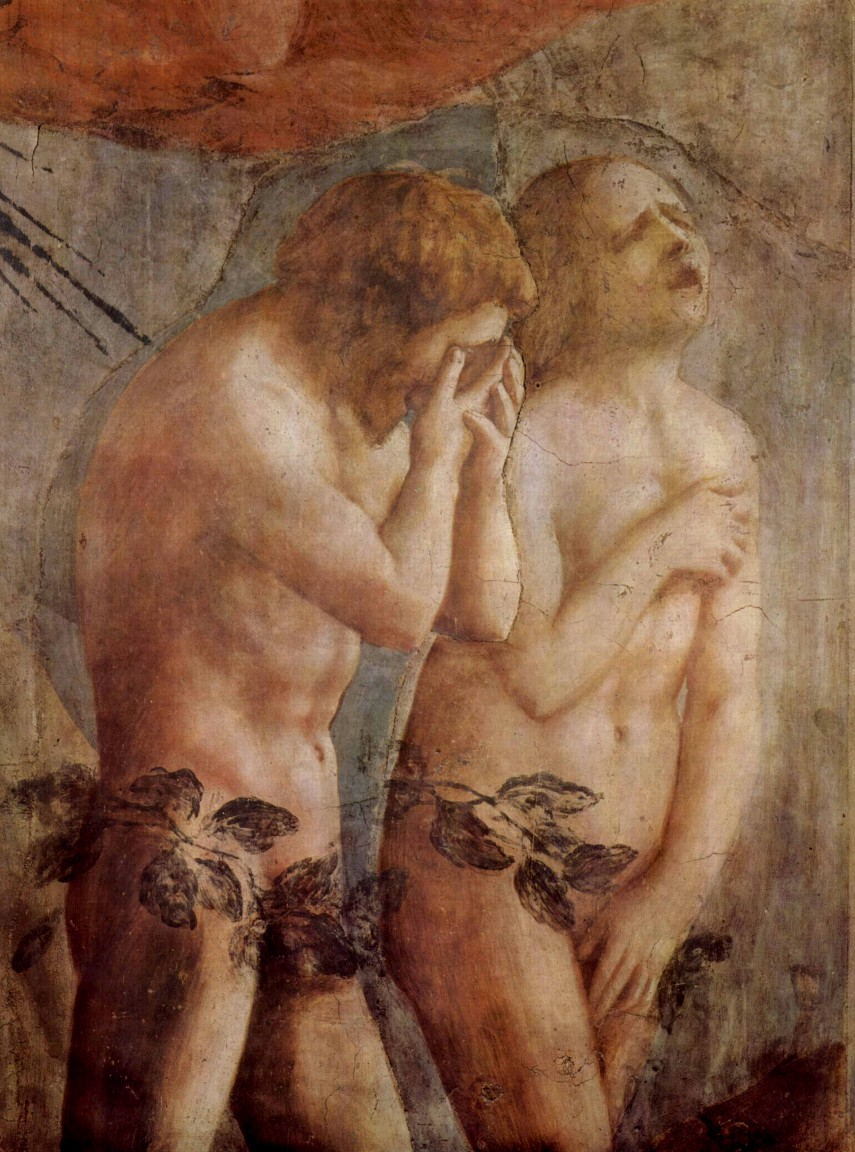
Мазаччо, Aдам и Ева из Капеллы Бранкаччи.

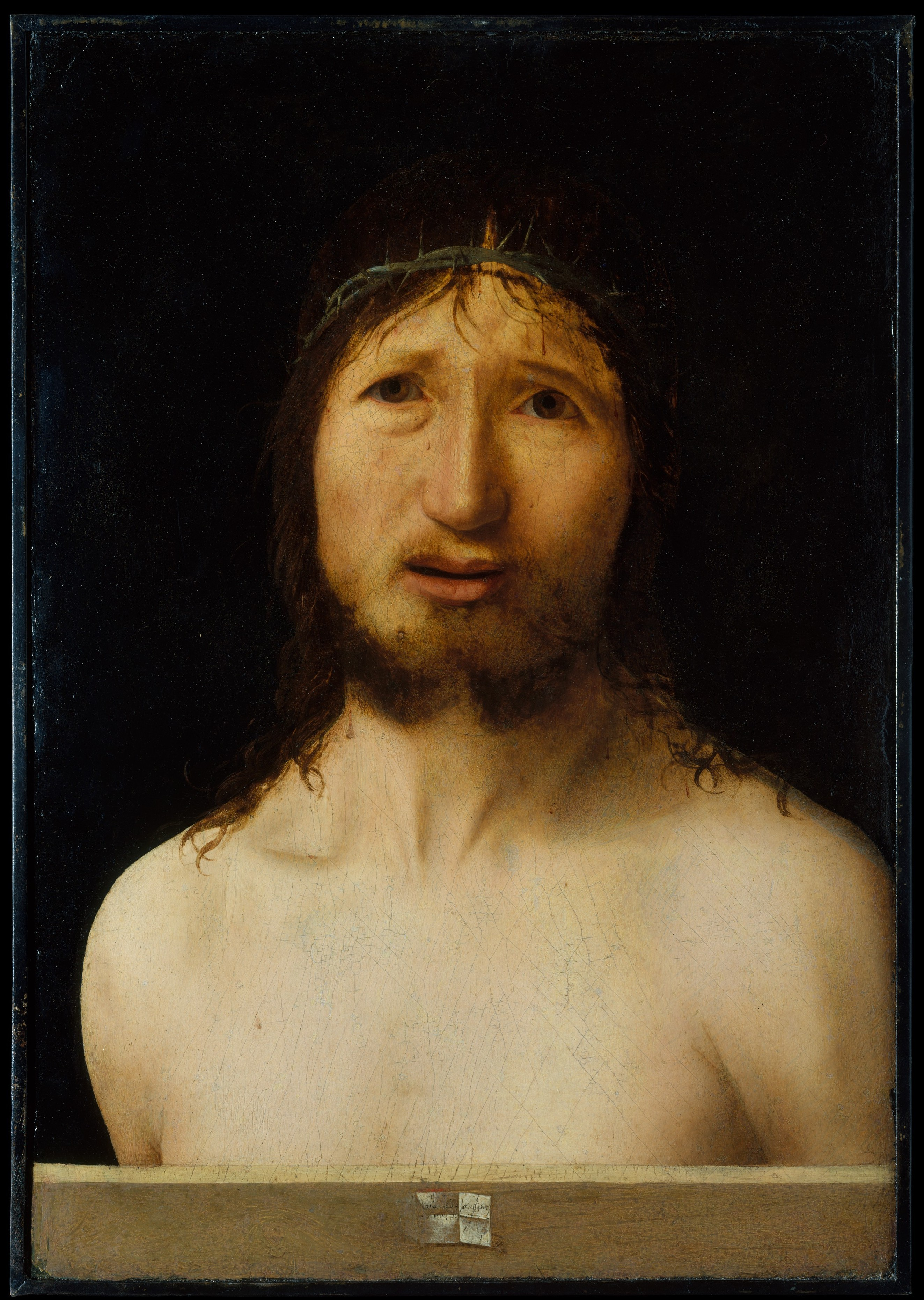
Антонелло да Мессина, Ecce Homo.
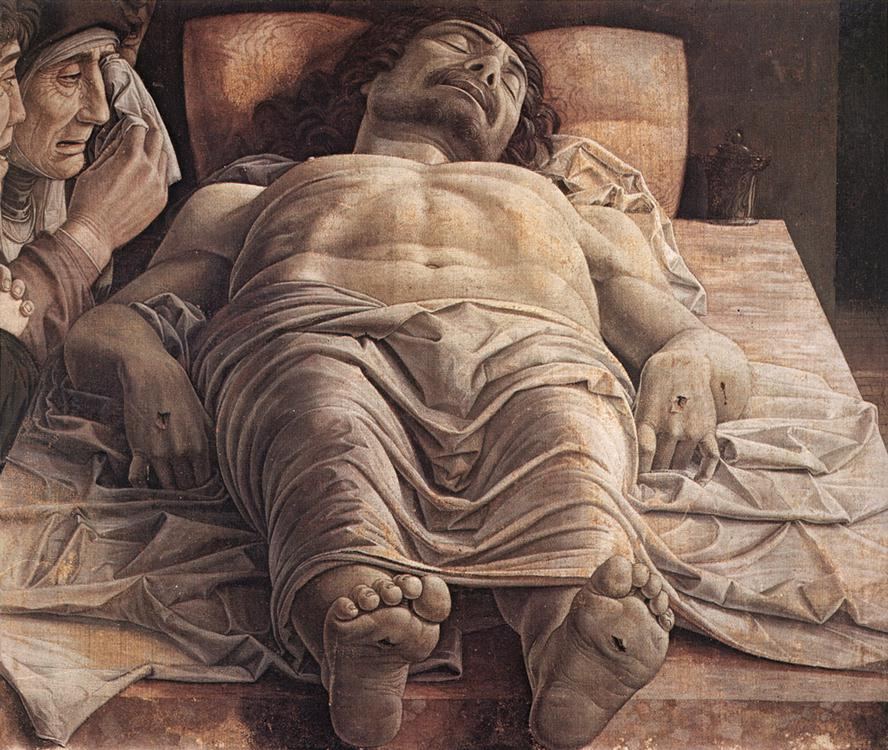
Мантенья, Мертвый Христос.
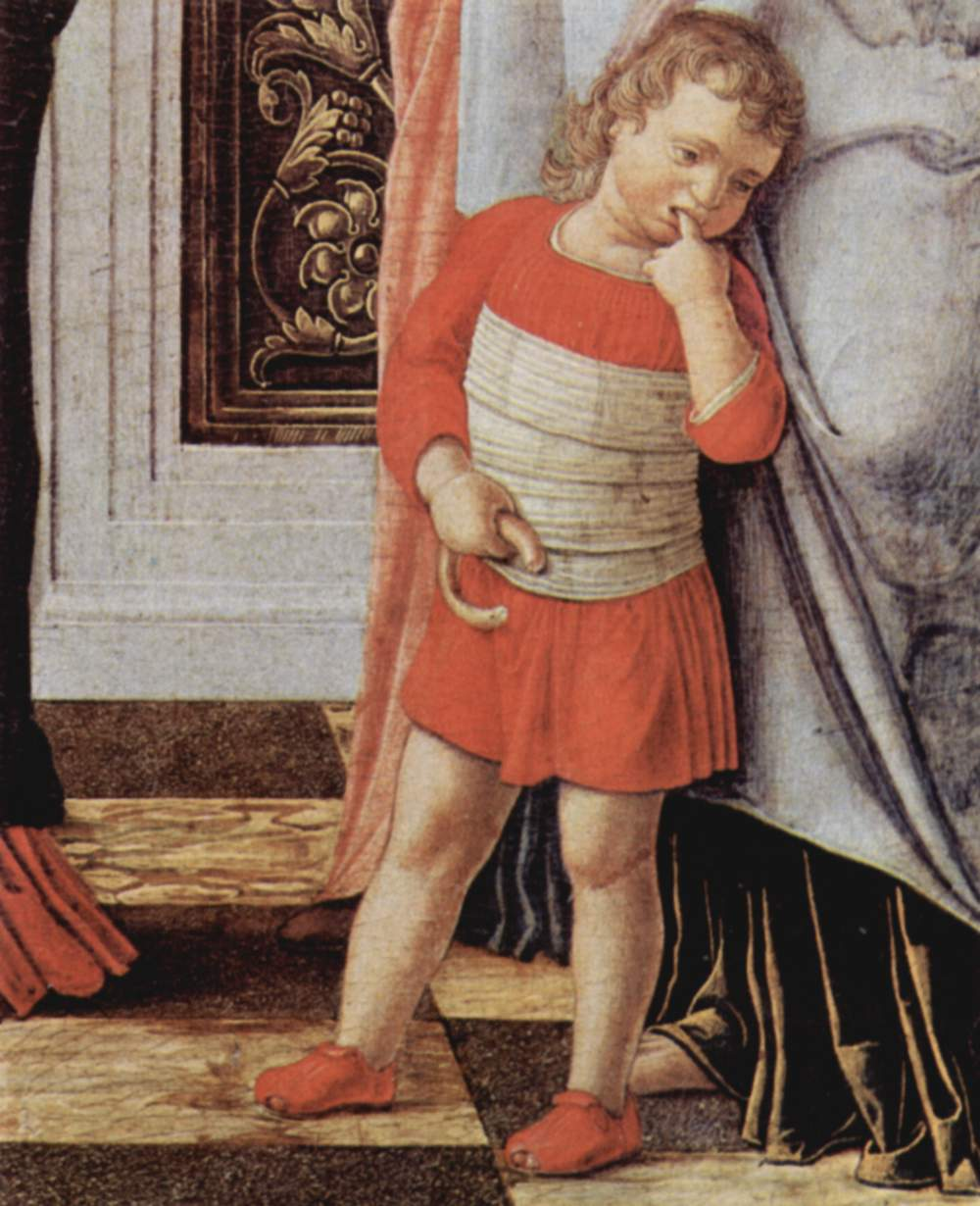
Мантенья, деталь картины  Обрезание Христово.
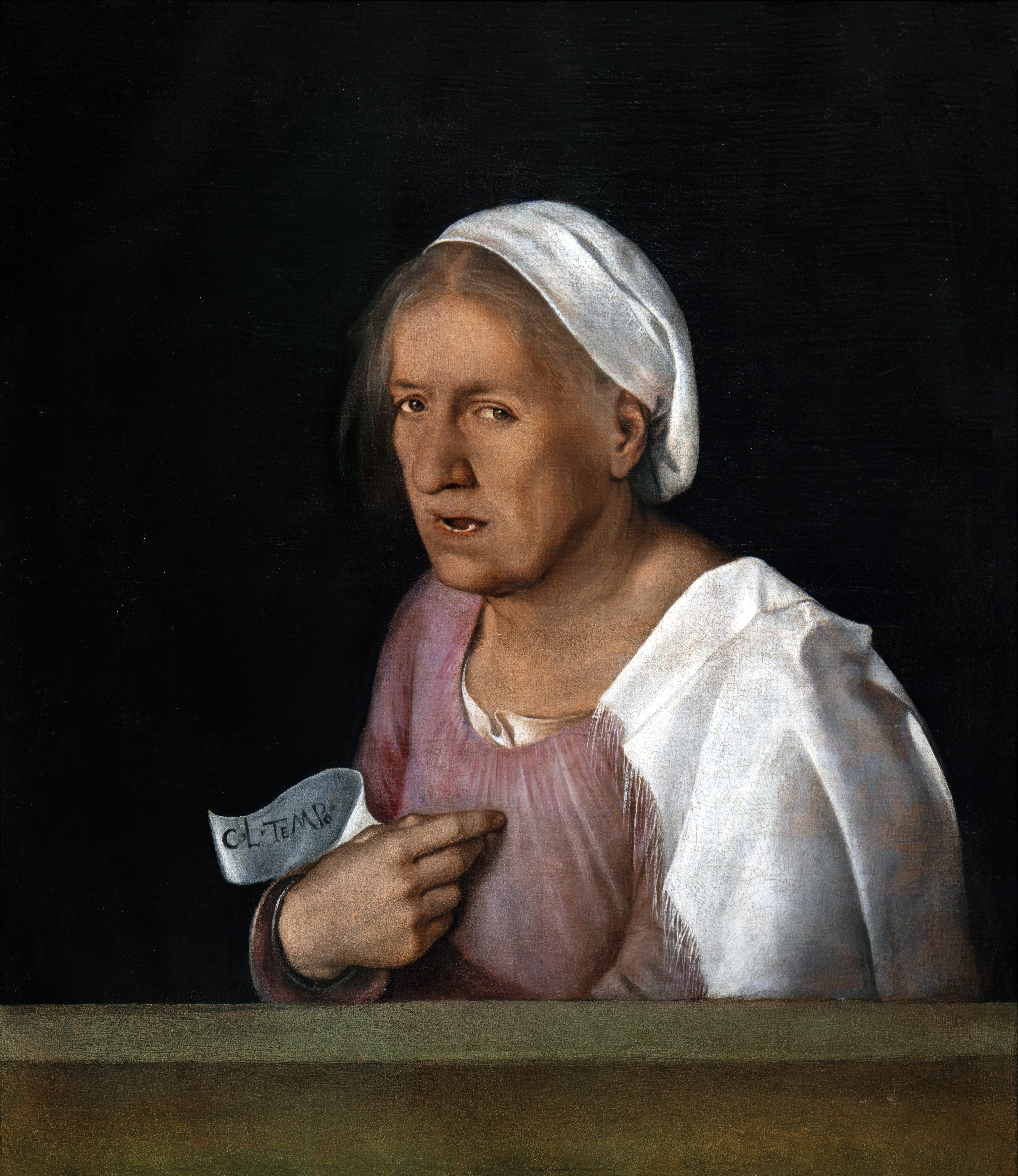
Джорджоне, Портрет пожилой женщины.

### Композиция рисунка
Важнейшим компонентом художественной формы, придающим произведению единство и цельность является композиция картины. Композиционное решение связано с распределением предметов и фигур в пространстве, соотношениями размеров, света и тени, пятен цвета и др.
- Композиция картины Джотто сочетает в себе три отдельных сюжетных линии на фоне драматической сцены. Иуда предает Иисуса, целуя его. Поцелуй, выбранный Иудой как условный знак для воинов, является традиционным приветствием у евреев[1]. Первосвященник пытается схватить его. Петр разрезает ухо раба и делает шаг вперед, чтобы возложить руки на Иисуса. На переднем плане изображены пять фигур, окружающих Иисуса так, что видна только его голова. При умелой компоновке художником цветов и жестов лицо Иисуса становится координационным центром картины.
- В картине Смерть Адама, Пьеро делла Франческа уложил умирающего патриарха в окружение членов его семьи. Его значение для истории подчеркивают арки фигур, образуемых вокруг него и диагонали рук, которые ведут к его голове.
- Картина Воскрешение сына Теофила является удивительно цельным произведением, учитывая, что она была начата Мазаччо, недорисована, испорчена, и в итоге завершена художником Филиппино Липпи. Мазаччо расписал центральную часть картины.
- В картине Поллайоло арбалеты лучников на переднем плане составляют основу ее композиционной структуры. В созданной большой треугольной композиции существует и задний план.
- Картина Боттичелли Марс и Венера имеет композицию буквы W. Влюбленные пребывают в расслабленном состоянии. Композицию поддерживают четверо маленьких оленят.
- Мастерство Микеланджело в композиции рисунка Погребение вдохновляло многих художников на протяжении столетий. В этом панно вертикальная фигура Христа является тяжким грузом для тех, кто пытается его нести.
- На первый взгляд, Синьорелли в Осени проклятых изображено ужасающее нагромождение тел, но умелое размещение фигур по непересекаяющимся линиям придают картине волнообразное движение. Композиция состоит из большого количества отдельных сцен.
- В картине Битва при Остии Рафаэля помощником является дизайн. Передний план картины состоит из двух пересекающихся дугообразных форм. Избиение пленников на переднем плане соседствует с пленниками, стоящими на коленях перед папой. Изображение папы возвышается над действием, великолепный головной убор солдат является визуальный ступенькой к папе. Две фигуры по краям картины создают некое напряжение, прием одна отталкивает край картины, а другая тянет ее вверх.

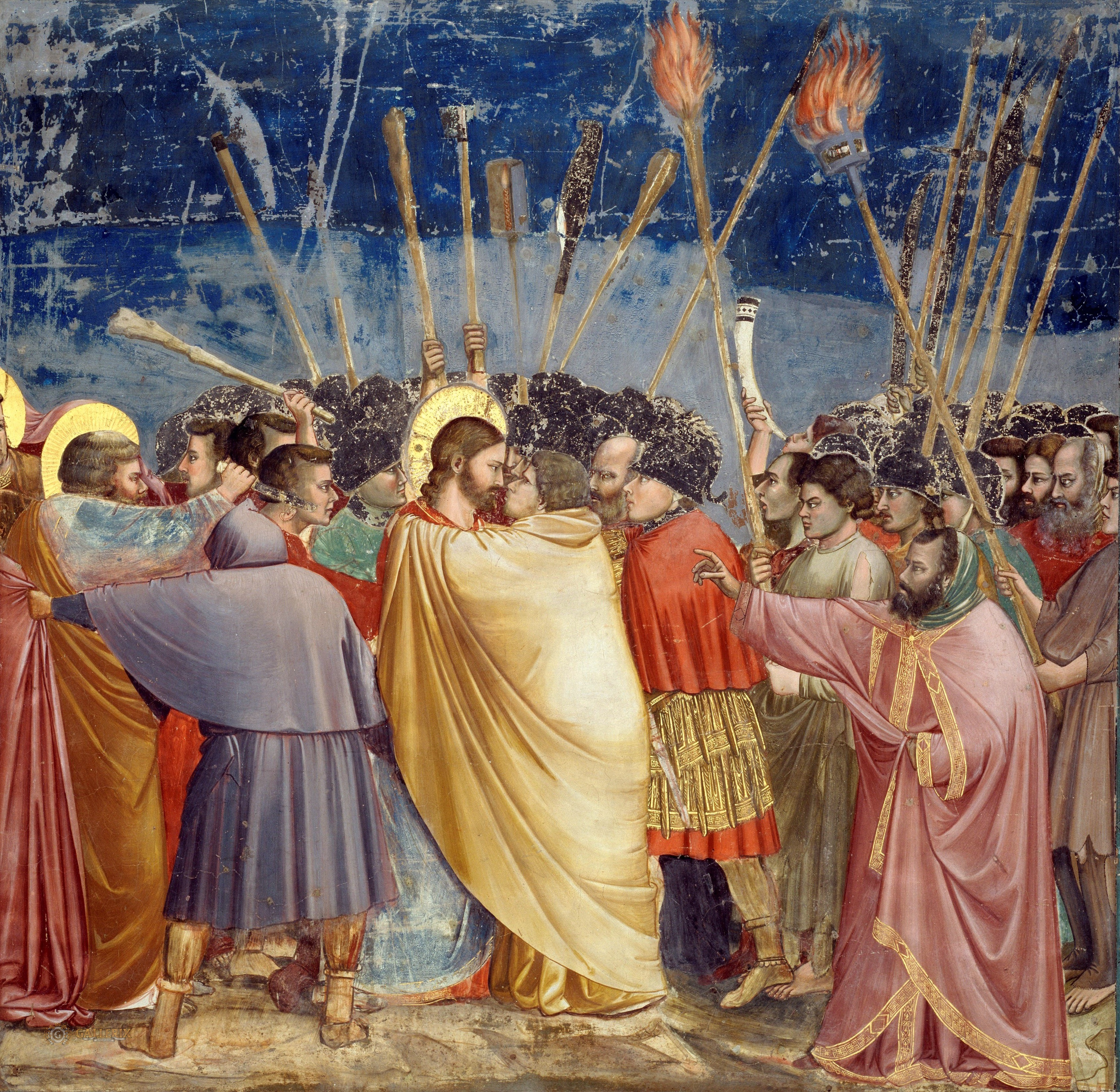
Джотто, Поцелуй Иуды из часовни Скровеньи.
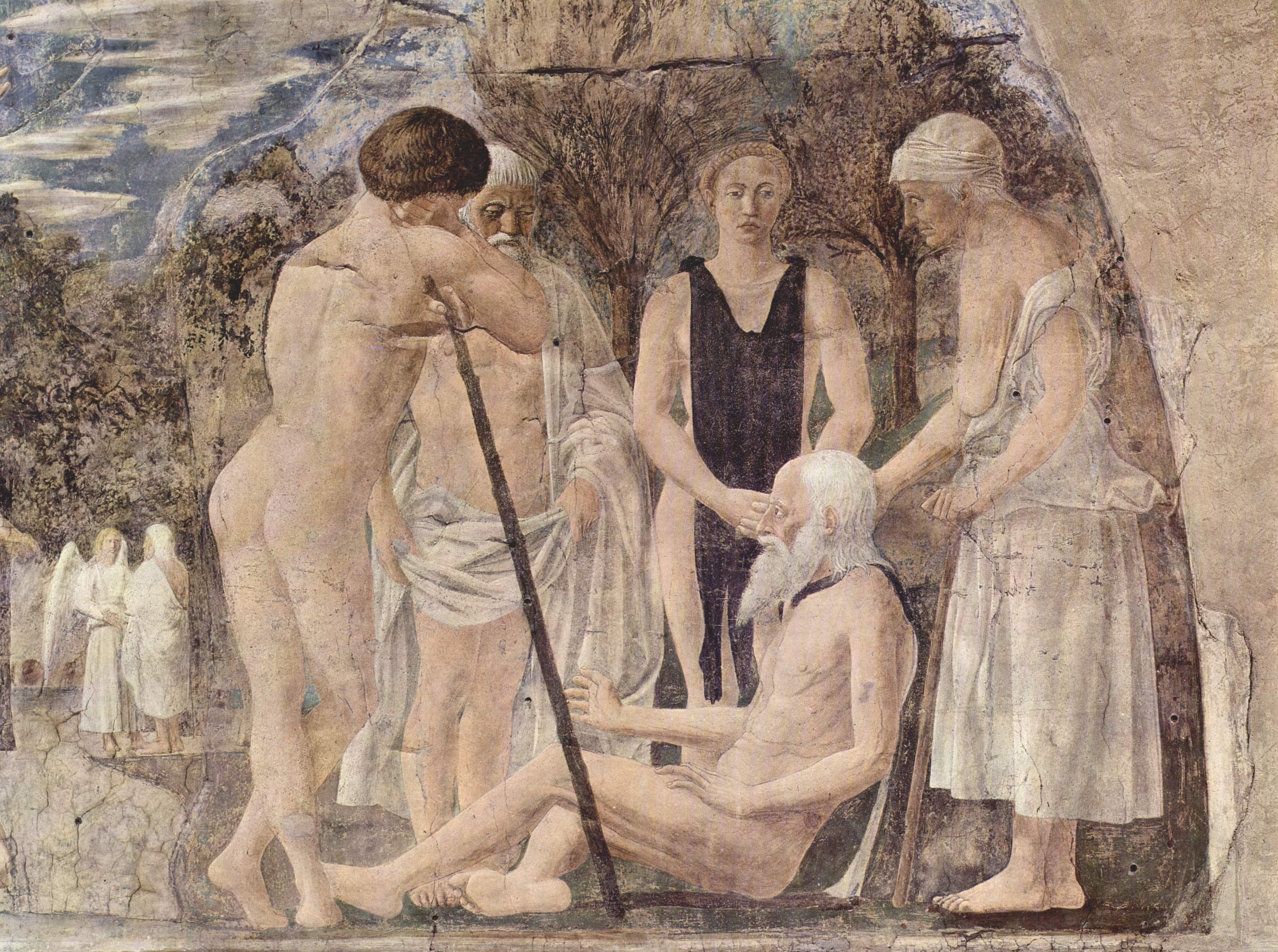
Пьеро делла Франческа Смерть Адама, из легенды об Истинном Кресте.
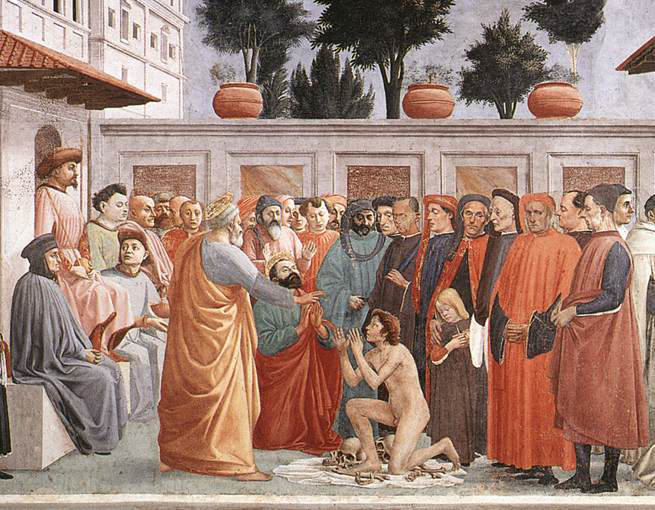
Мазаччо и Филиппино Липпи,  Воскресение Сына Феофила и из капеллы Бранкаччии.
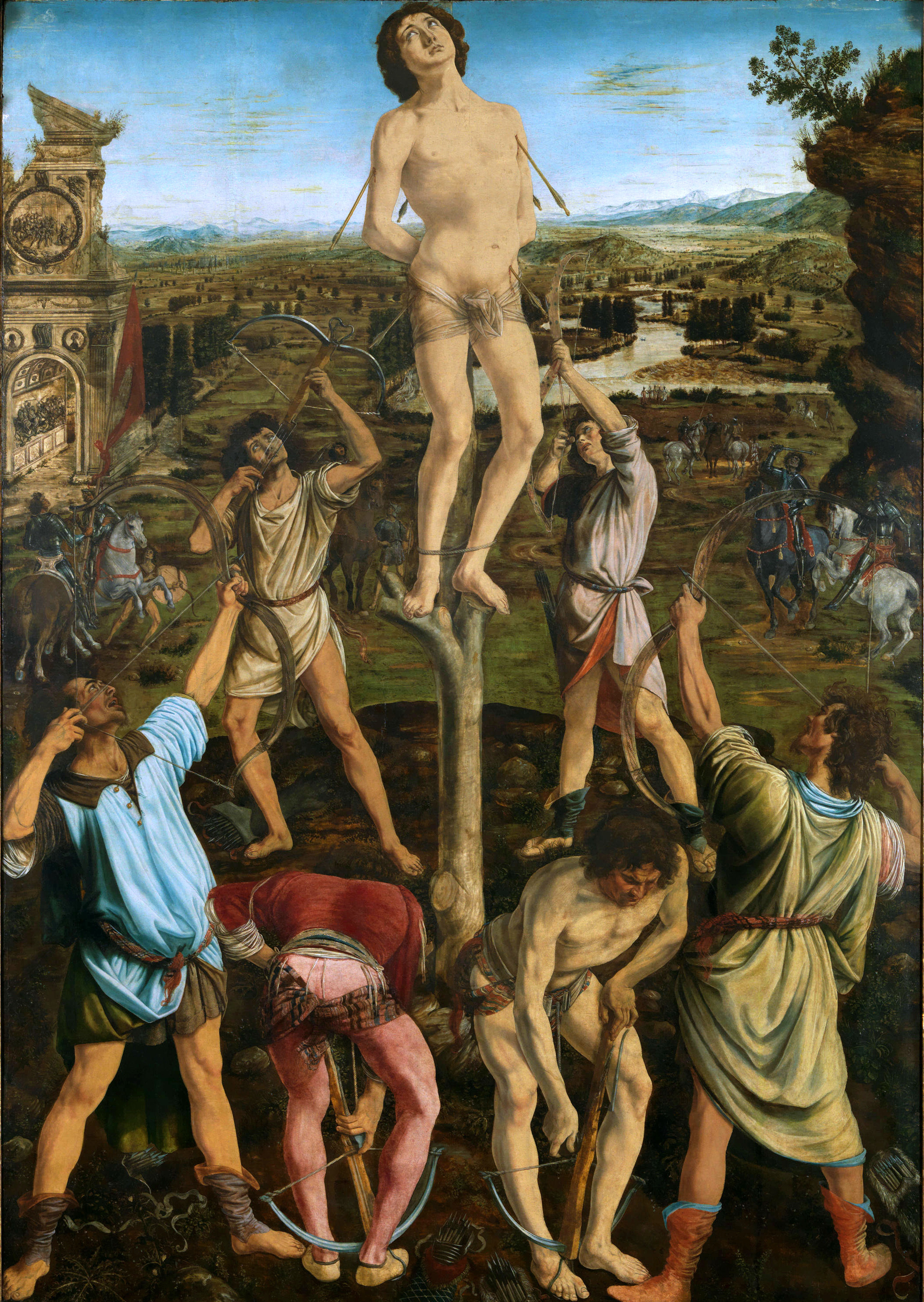
Антонио Полладио, Мученичество святого Себастьяна.

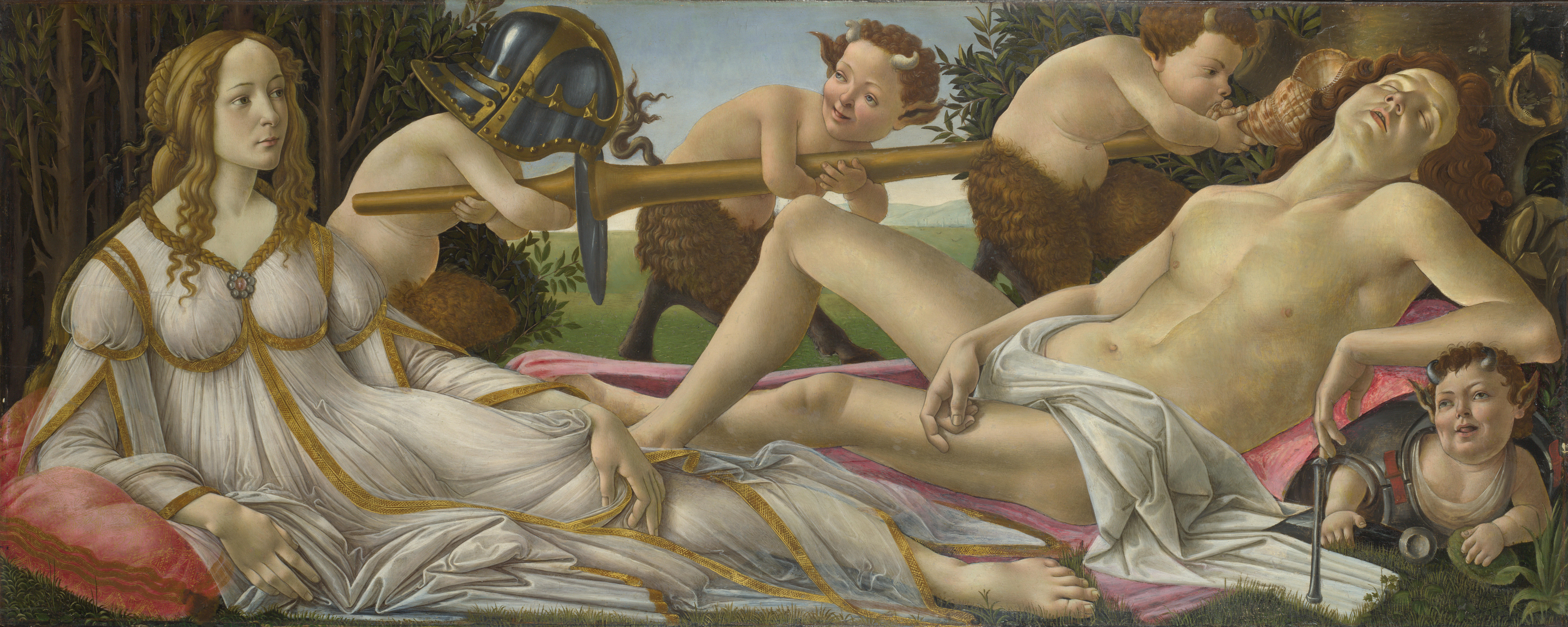
Боттичелли, Венера и Марс.
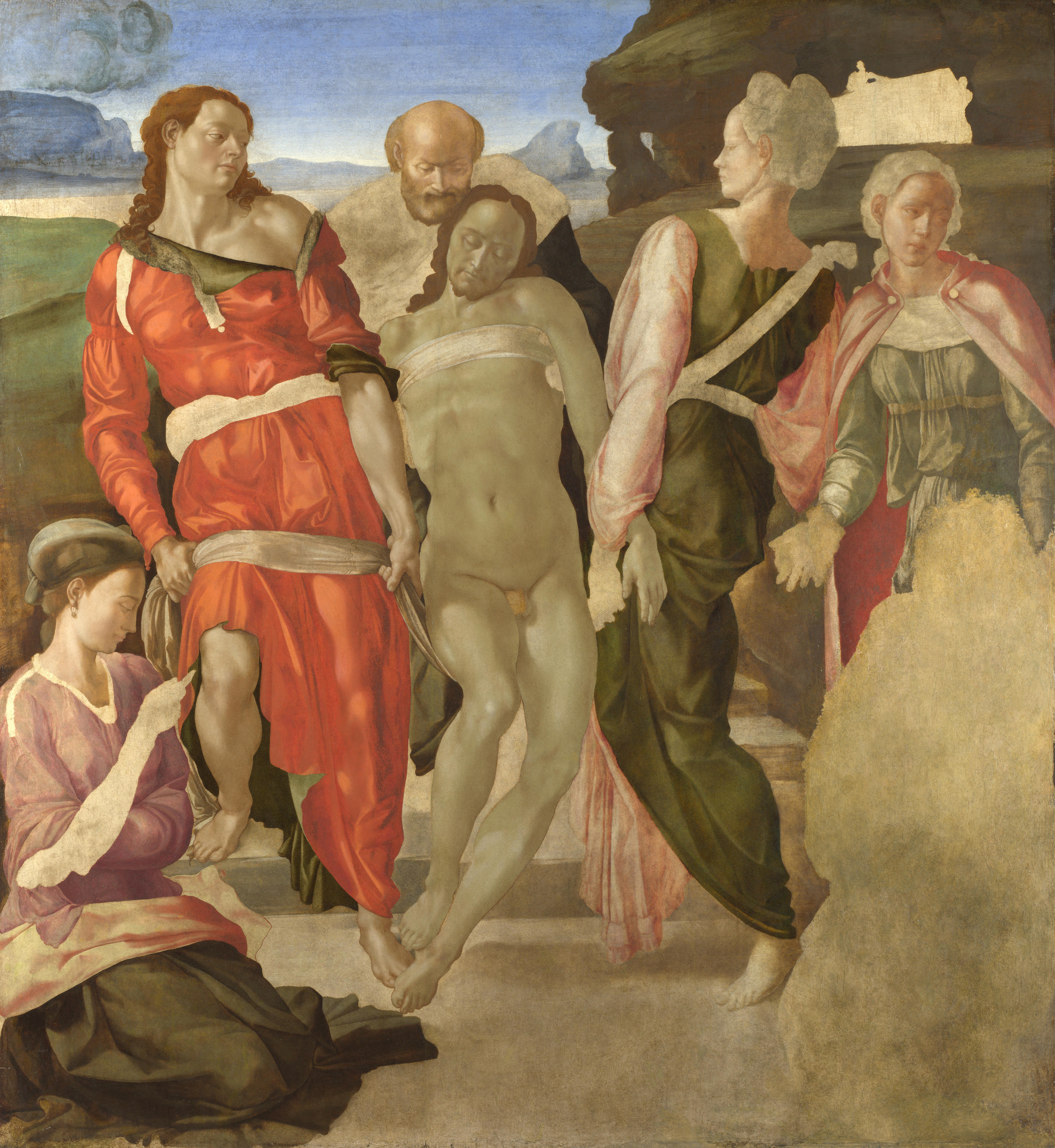
Микеланджело, Погребение.
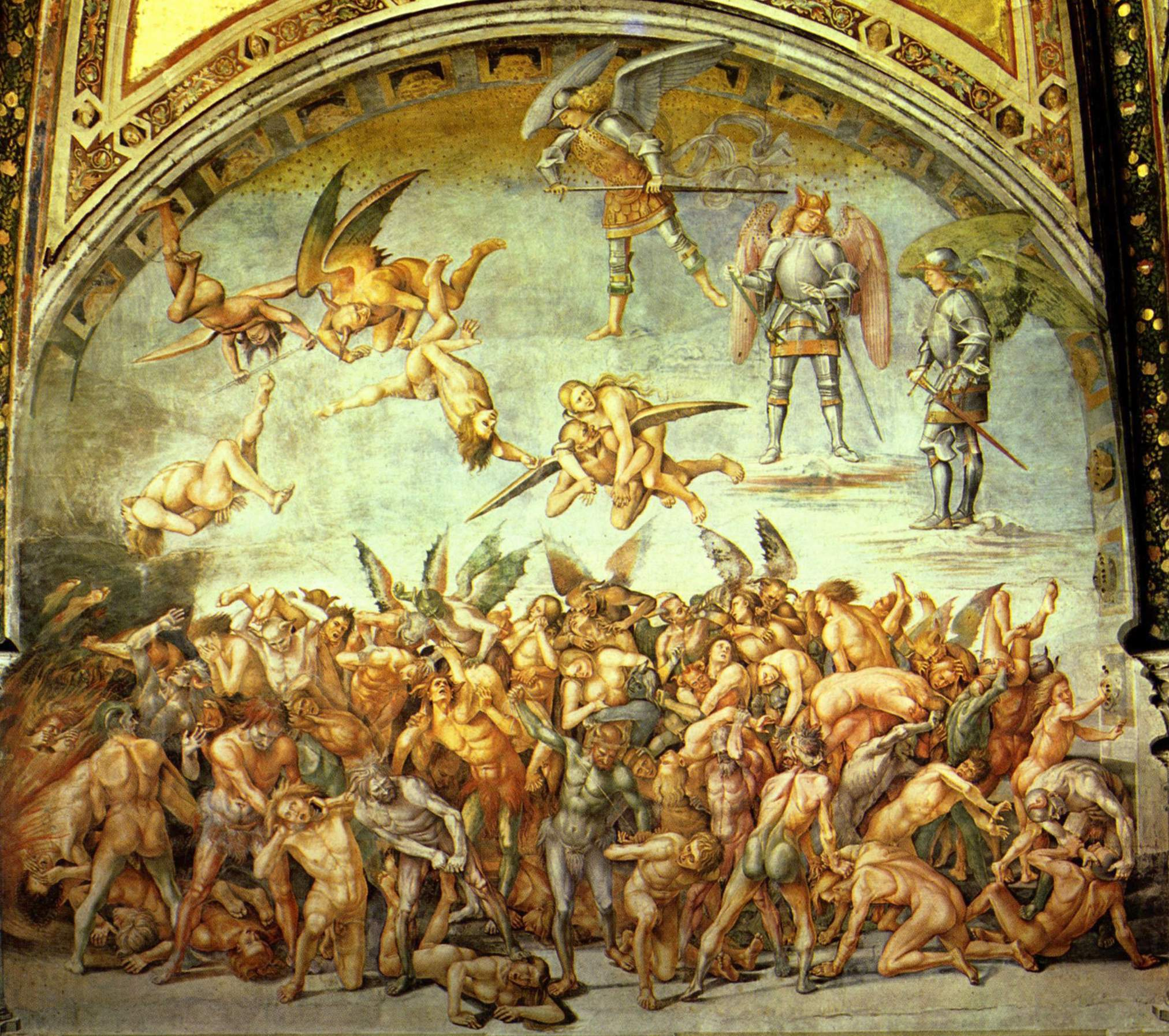
Синьорелли, Падение проклятых из собора Орвието.
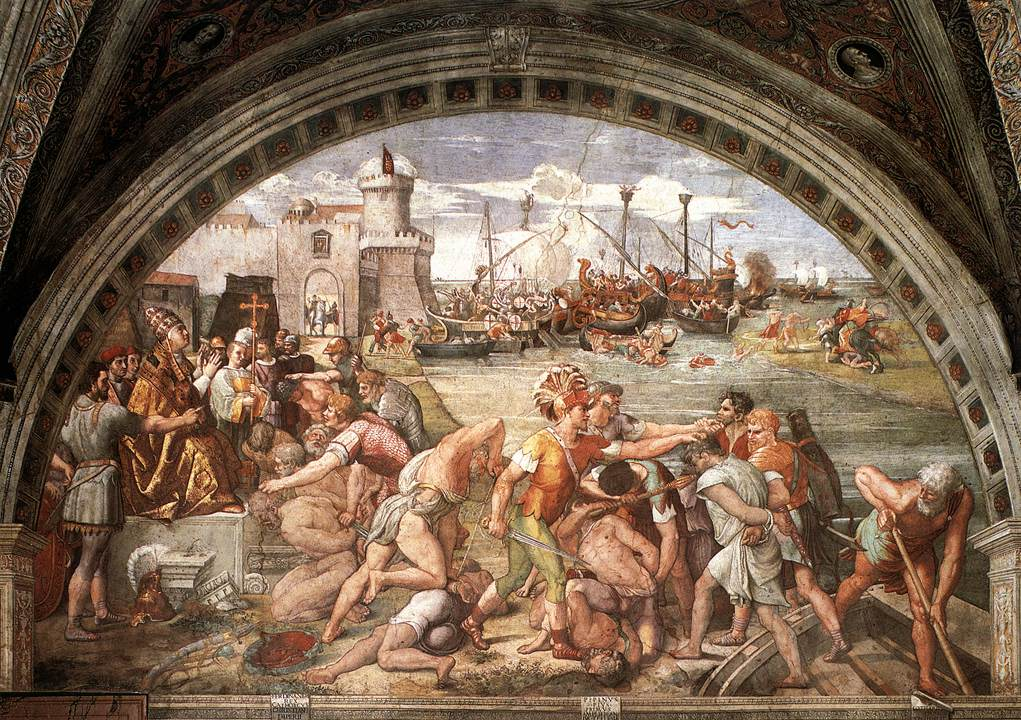
Мастерская Рафаэля, Битва при Остии

### Фресковые циклы
Фресковые циклы представляют собой самую трудоемкую и масштабную работу, которую выполняли итальянские художники эпохи Возрождения для храмов, дворцов или общественных зданий. Ими расписывалась в конце средневекового периода Базилика Святого Франциска Ассизского, за ней последовали работы Джотто времен Прото-Ренессанса, работы Гоццоли Беноццо по заказу Медичи в Капелле волхвов. Высшим достижением в этой области является работа Микеланджело по заказу папы Юлия II в Сикстинской капелле.
- Джотто расписал большую часовню Скровеньи в Падуе сюжетами из жизни Богородицы и жизни Христа. Отказываясь от средневековых традиций, он установил новый стандарт натуралистической живописи.
- Два большие фрески Аллегории хорошего и плохого правительства Лоренцетти показывают жизнь горожан, подчеркивают необходимость общественного порядка.
- В противоположность этому, фрески цикла Триумф Церкви Андреа Бонайути показывают роль церкви в жизни общества. Картина включает в себя вид Флорентийского собора.
- Мазаччо и Мазолино да Паникале работали в капелле Бранкаччи, выполнив цикл фресок Жизнь Св. Петра. Цикл известен реалистичными инновациями Мазаччо, элегантным стилем Мазолино.
- Цикл фресок Пьеро делла Франческа в Базилике Сан-Франческо в Ареццо связан с Легендой Истинного Креста. Фрески показывают достижения художника в области света и линейной перспективы.
- Фрески Беноццо Гоццоли в Капелле волхвов Палаццо Медичи-Риккарди написаны в готическом стиле с затейливым и богато орнаментальным изображением Медичи (в процессии Молодого короля на восточной стене Капеллы художник изобразил себя в красной шапке с надписью Opus Benotii) и тремя волхвами.
- Сложный цикл работ Дома Эсте Палаццо Скифанойя в Ферраре, выполненный частично художником Франческо дель Косса причудлив в своих описаниях классических божеств и знаков Зодиака, которые включены в сцены из жизни семьи.
- Фрески Андреа Мантеньи также показывают семейную жизнь с элементами реализма, изображениями помещений, лестниц. Верхняя часть камина образует пол для изображаемых фигур.
- В то время, как в капелле Бранкаччи историки пытаются идентифицировать среди апостолов лица Мазаччо, Мазолино и, возможно, Донателло, Доменико Гирландайо в часовне Сассетти часовне не делает никаких попыток маскировать свои модели. Каждая фреска в его религиозном цикле имеет два набора фигур: те, кто рассказывают истории, и те, кто их слушает. В сцене Рождества Пресвятой Девы Марии изображены флорентийские женщины, которые вошли, как будто бы поздравить Деву Марию.
- В цикле Наказание восставших Левитов художника Сандро Боттичелли показаны эпизоды из жизни Моисея, связанные с жизнью Христа. Цикл был создан в 1480-х годах для украшения Сикстинской капеллы художниками Боттичелли, Перуджино, Доменико Гирландайо и Козимо Росселли. Художники работали слаженно, по заранее разработанной схеме.
- В росписи Микеланджело потолка Сикстинской капеллы, которую он исполнил в одиночку за пять лет, показаны сцены из Бытия, фигуры пророков и предков Христа. Росписи было суждено стать одним из самых известных произведений искусства.
- Рафаэль Санти со своими помощниками совместно расписывали папские палаты. На фреске Афинская школа Рафаэля показаны знаменитые люди того времени, в том числе Леонардо да Винчи, Микеланджело, Браманте, а также изображения самих художников, представленных как философов древних Афин[2]. Созданные Рафаэлем фрески — аллегорические изображения человеческой деятельности: «Афинская школа» — философия, «Диспута» — богословие, «Мудрость, умеренность и сила» — правосудие, «Парнас» — поэзия. В этом фресковом цикле Рафаэль показал четыре основания, на которых, по его мнению, должно покоиться человеческое общество: разум (философия, наука), доброта и любовь (религия), красота (искусство), справедливость (правосудие).

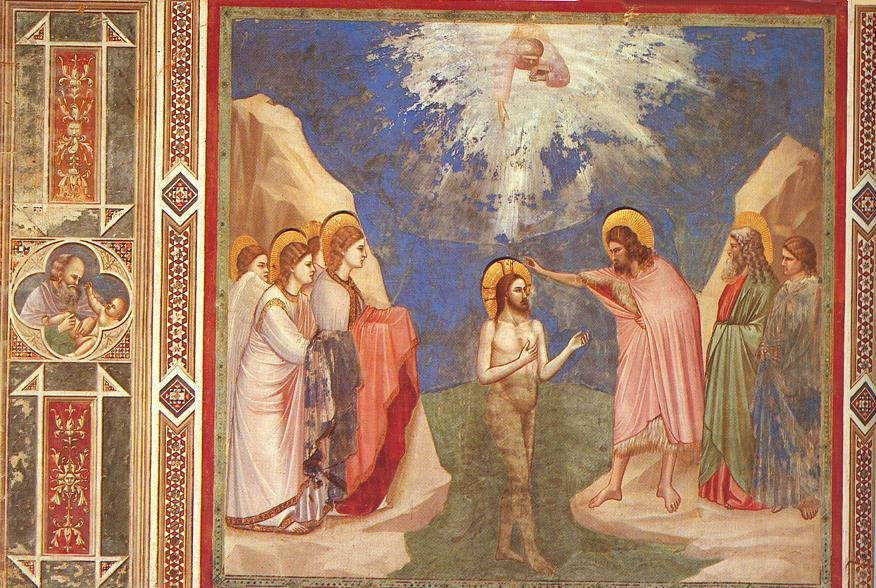
Джотто,  Капелла Скровеньи, Падуя 1305-1310.
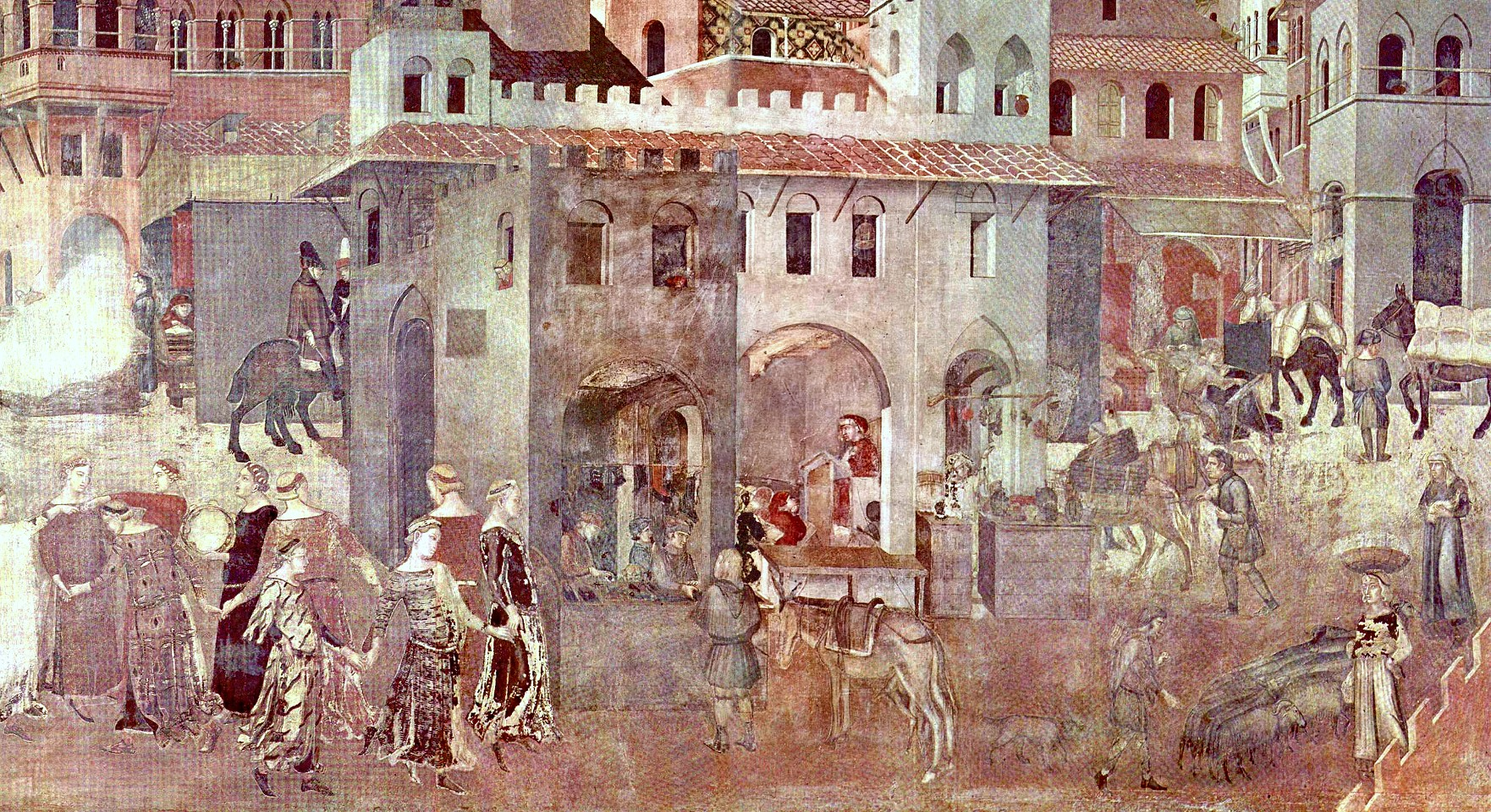
Лоренцетти, Аллегория хорошее правительство, Сиена, 1338.
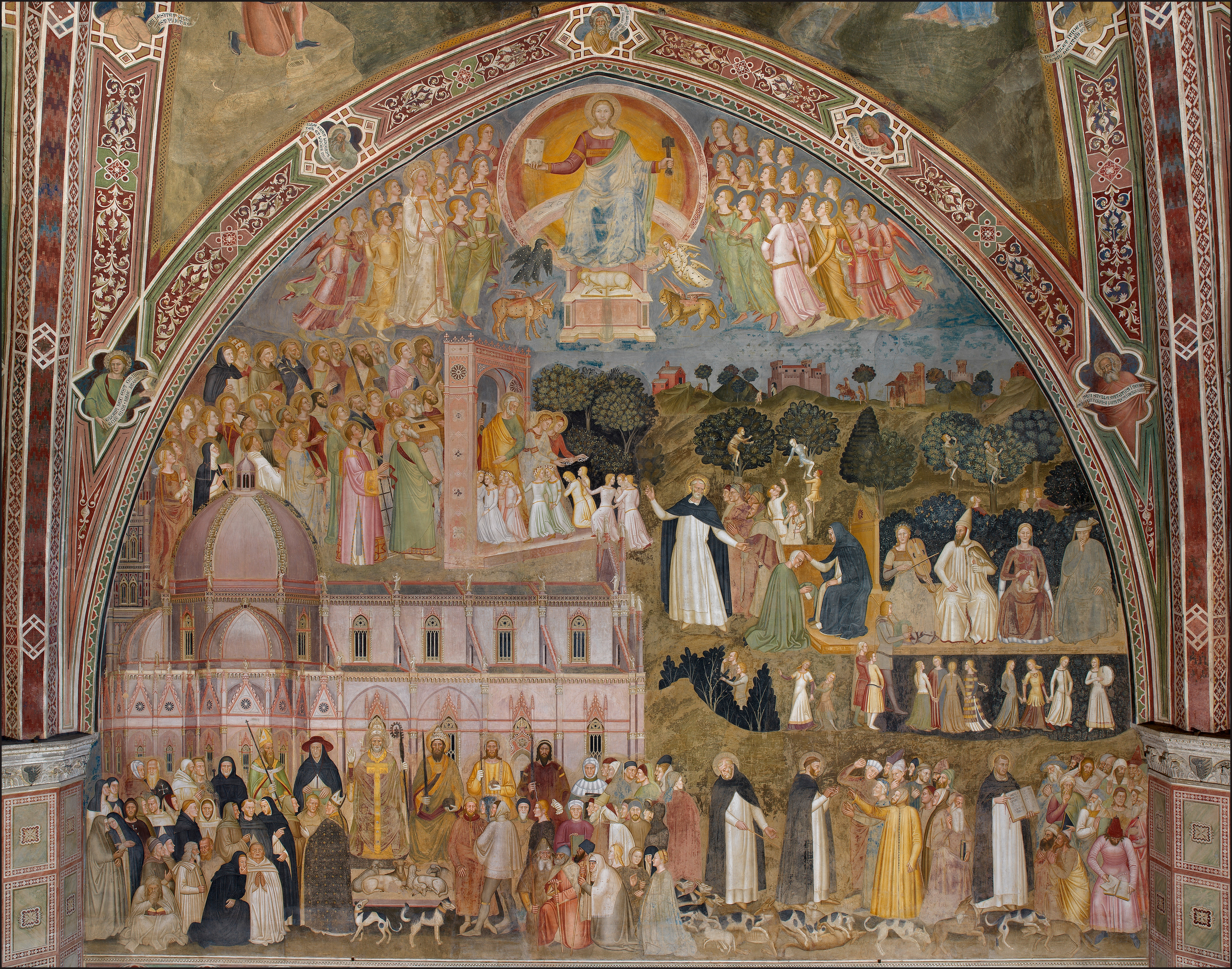
Андреа Бонайути, Испанская часовня в церкви Санта - Мария - Новелла, 1350.
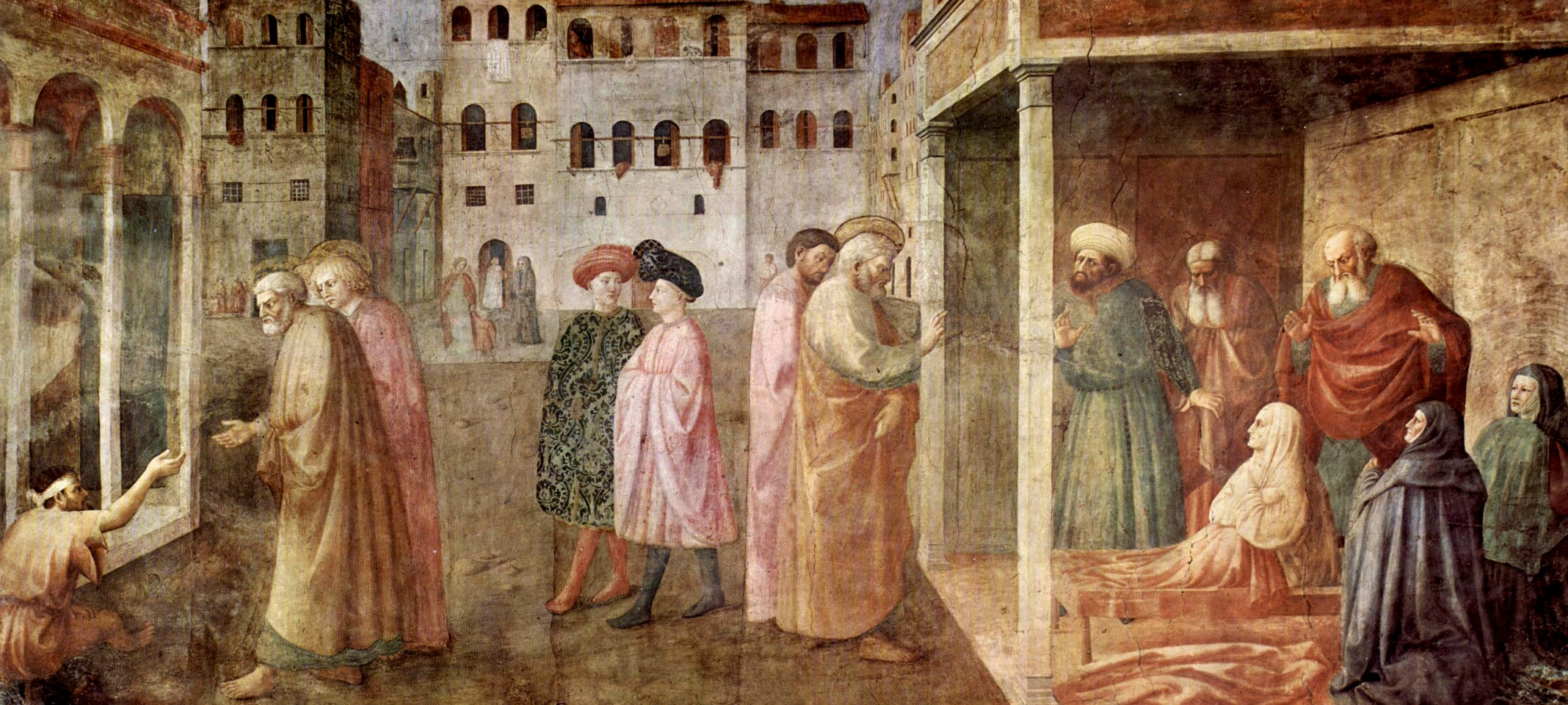
Мазолино,  часовня Бранкаччи. 1424-1427.

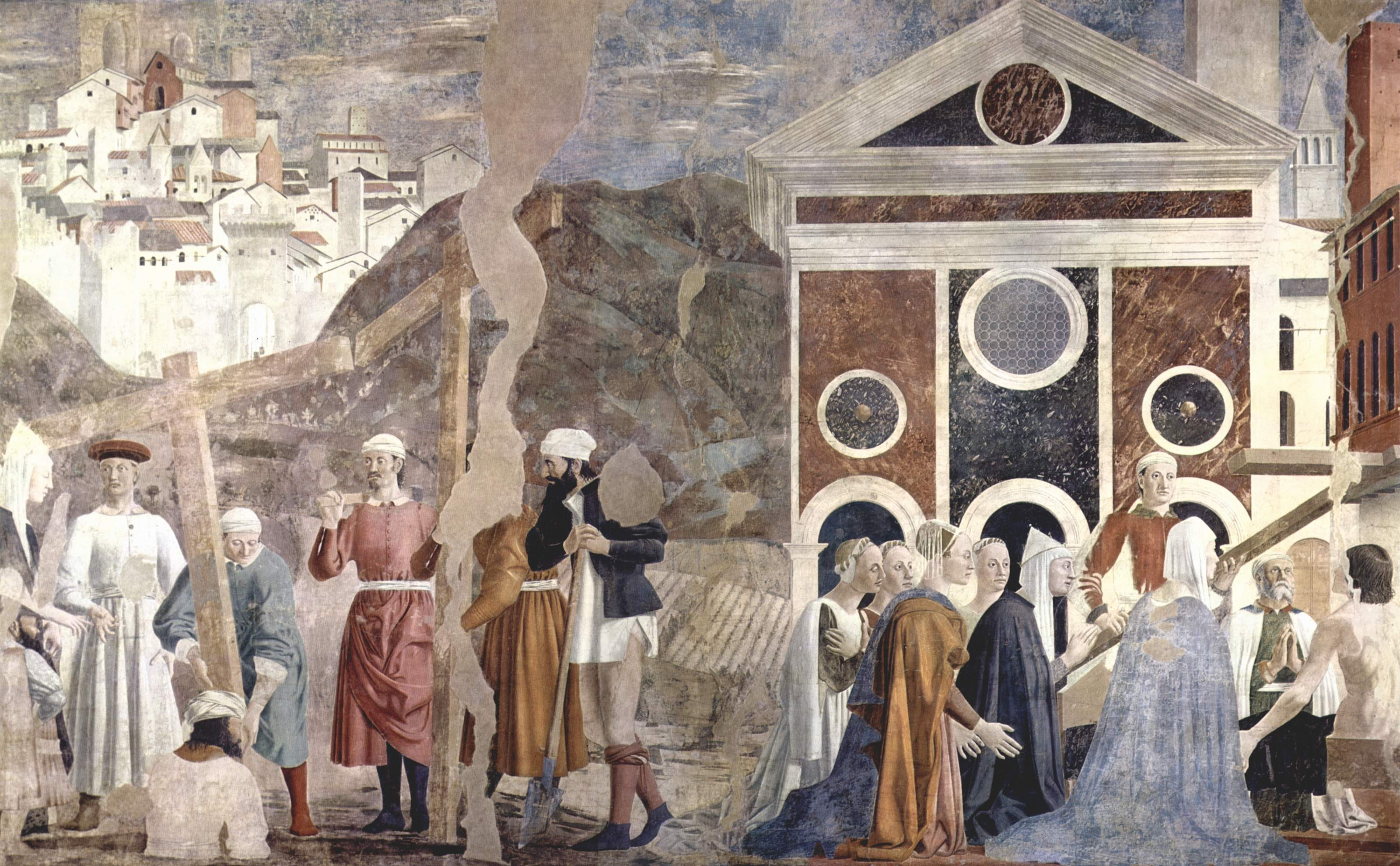
Пьеро делла Франческа, Легенда Истинного Креста, Aреззо, 1450.
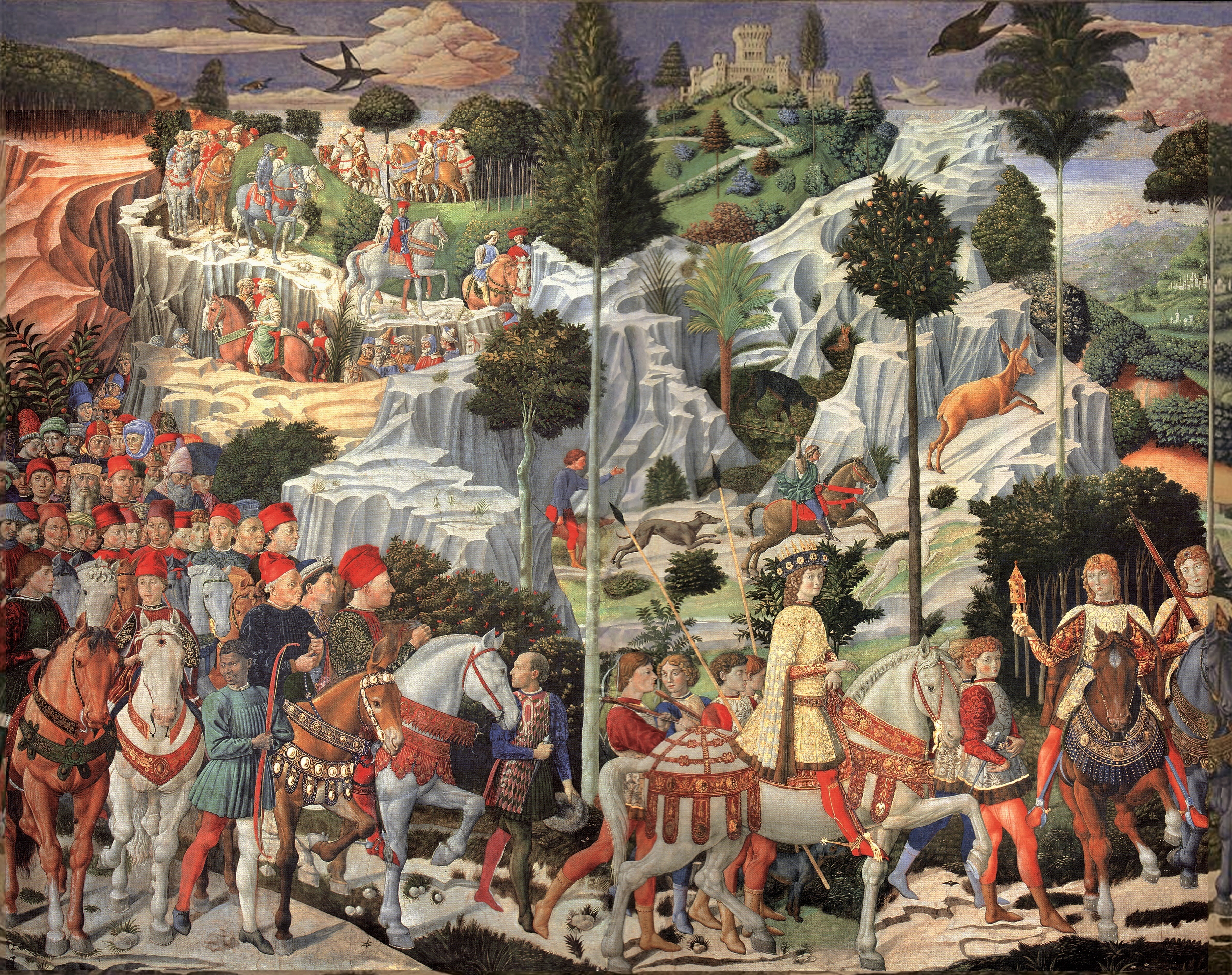
Беноццо Гоццоли, Капелла волхвов, Флоренция, 1459.
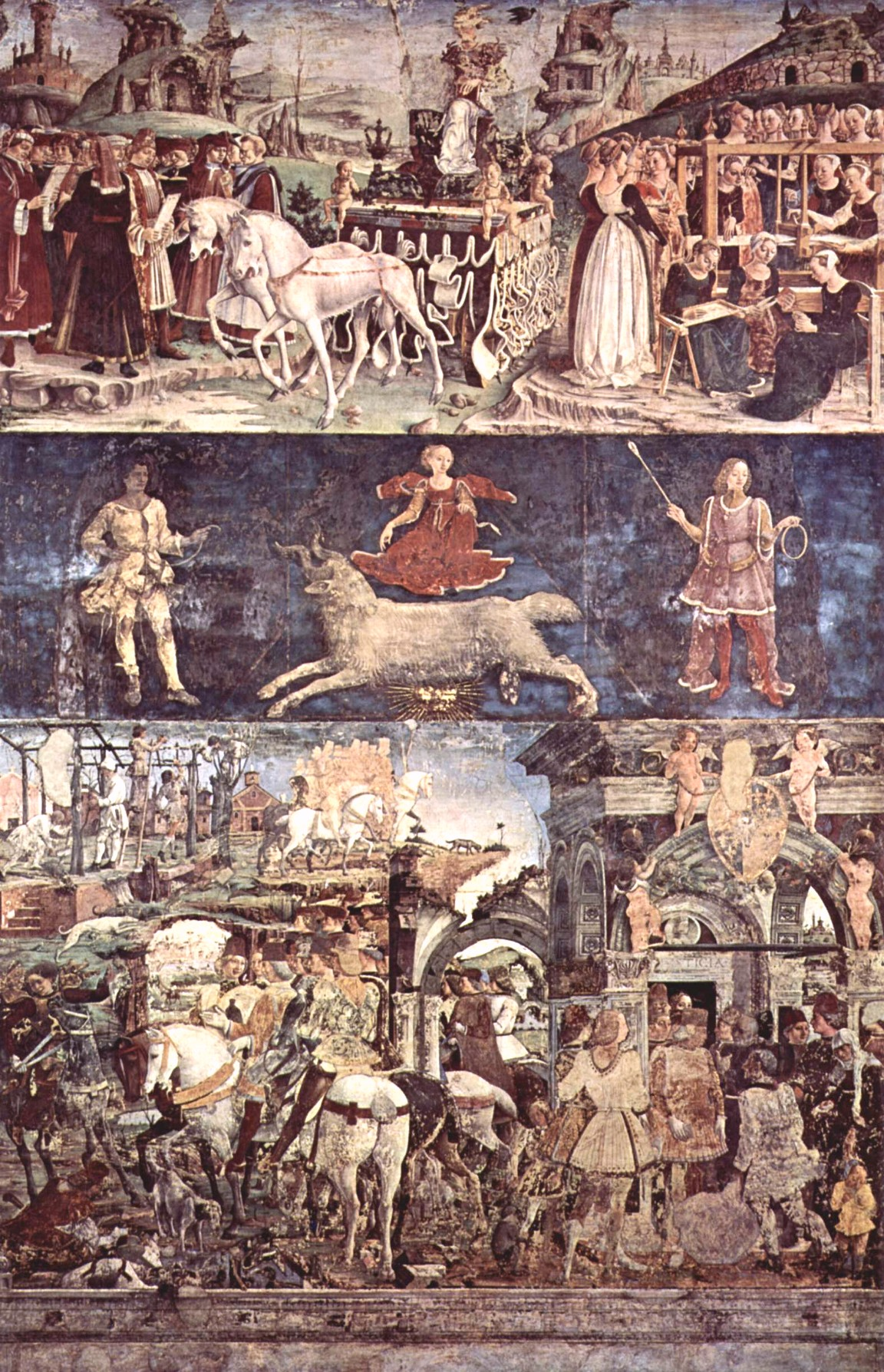
Франческо дель Косса, палаццо Чифания, Феррара, 1470.
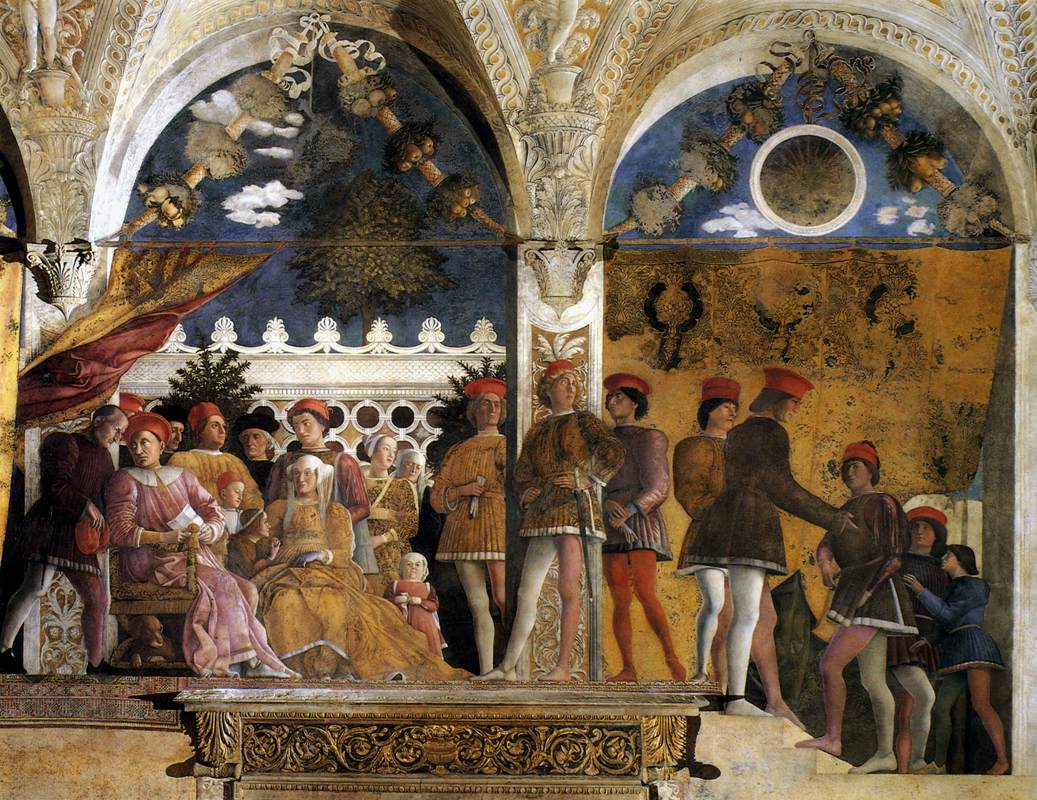
Андреа Мантенья, Суд Гонзага, Мантуя, 1471-1474.

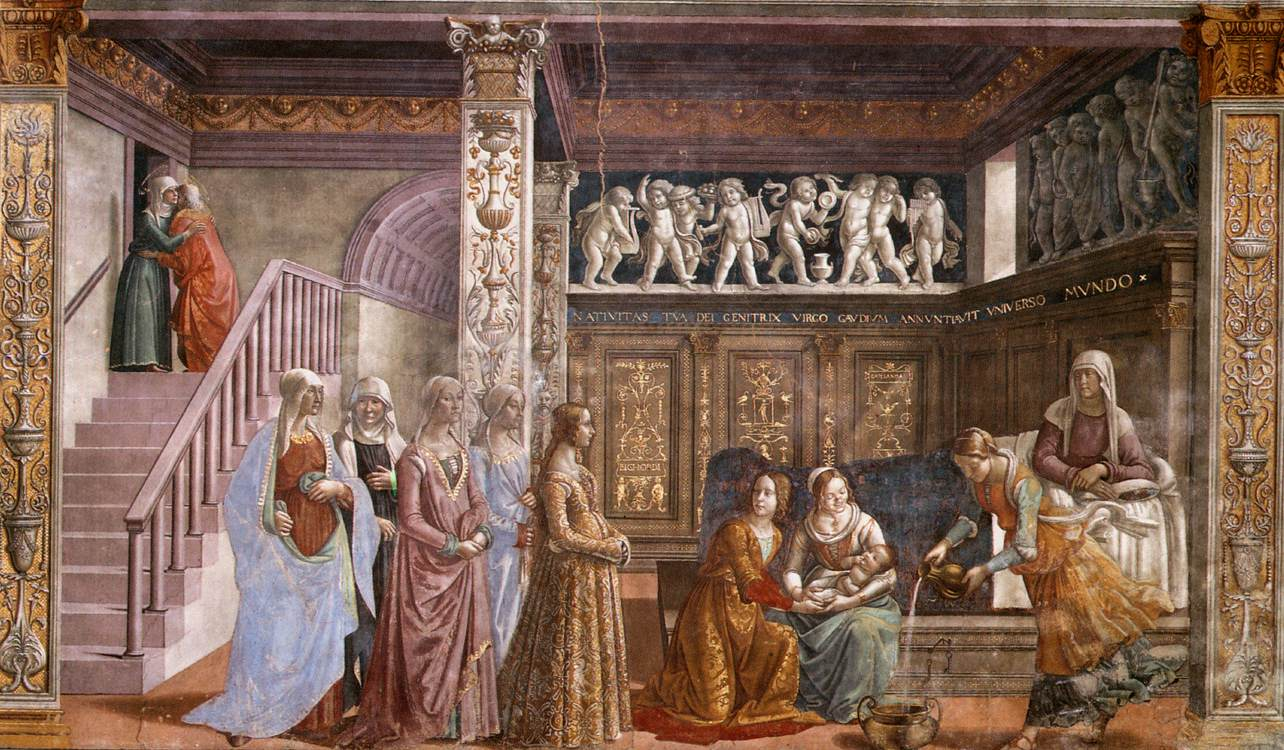
Доменико Гирландайо,  часовня Сассетти, Флоренция, 1483-1486.
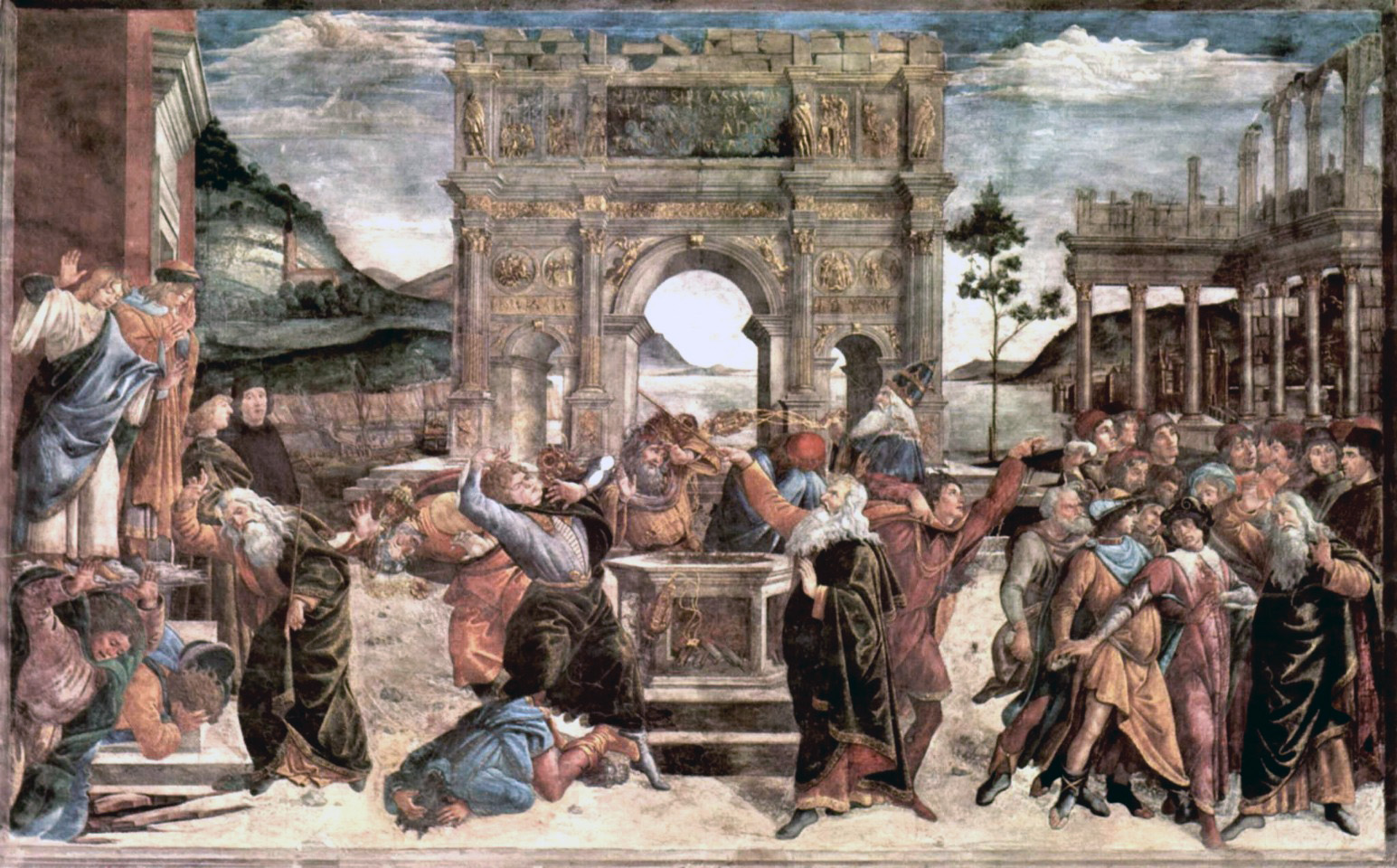
Боттичелли, Сикстинская капелла, Ватикан, 1480.
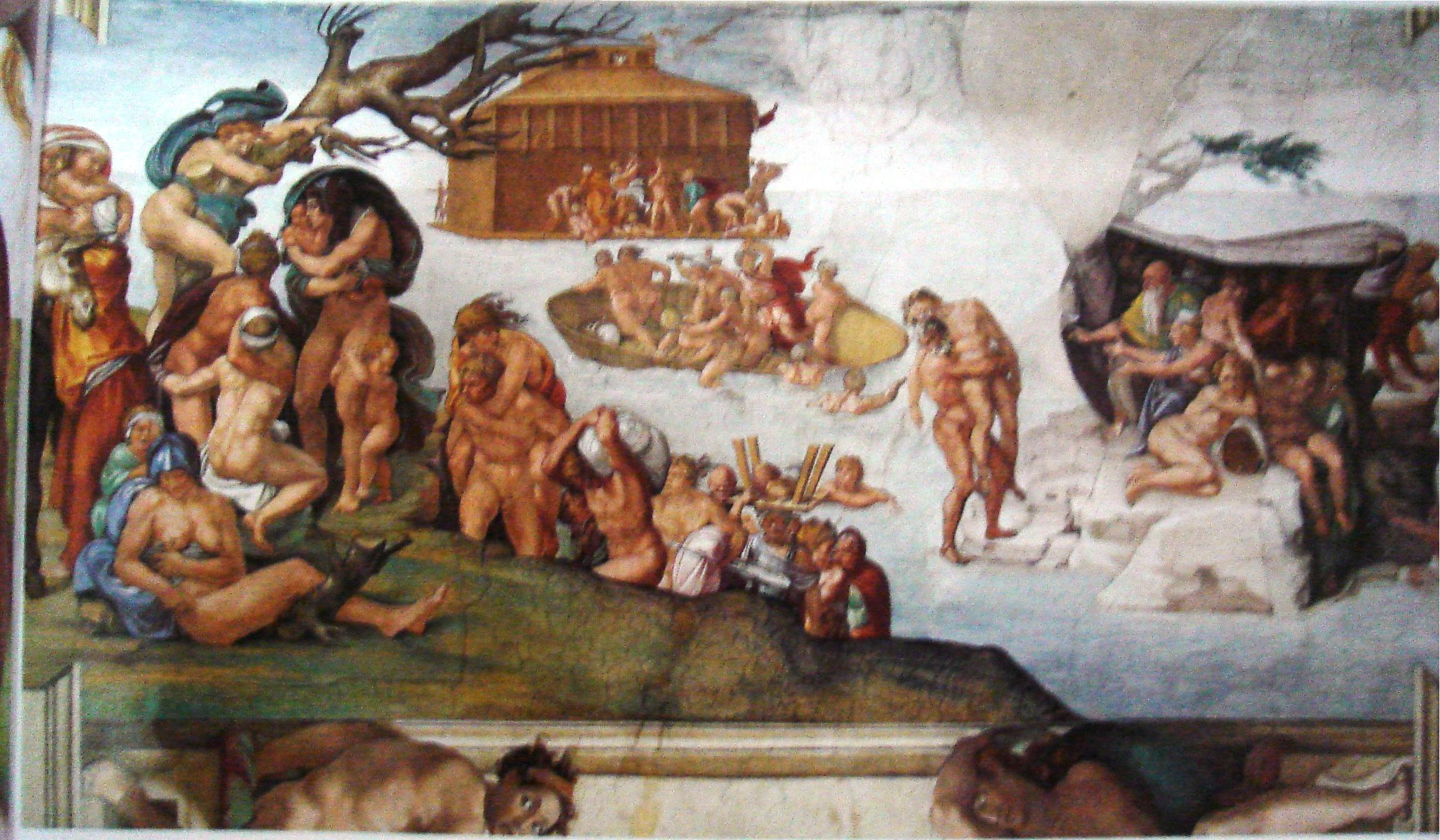
Микеланджело, Микеланджело, потолок Сикстинской капеллы, Ватикан, 1508-1511.
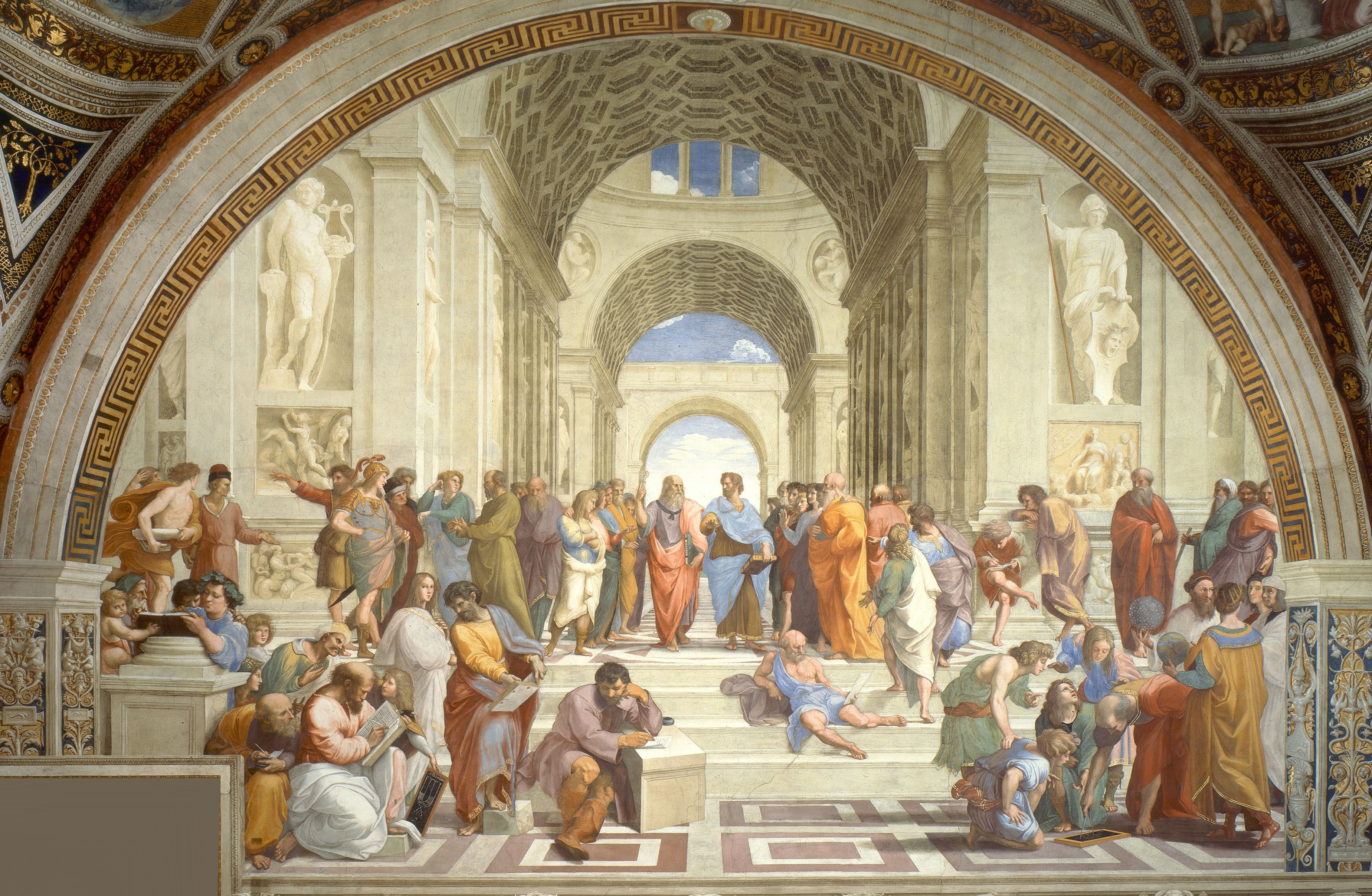
Рафаэль, Афинская школа, Ватикан, 1509-1510.

### Алтарные картины
Алтари занимали в храме центральное место. На Западе часто алтарём называли также алтарную картину — живописное изображение или композиция из живописных, скульптурных и архитектурных элементов, размещённых над престолом. В Италии в центральной части алтаря, как правило, изображалась Мадонна или святой покровитель, а на створках — разные святые, сцены из жизни которых помещены в нижней части.
- Два Мадонны в алтарях Чимабуэ и Дуччо ди Буонинсенья демонстрируют разные подходы к теме, которая была формализована и стеснена существующими традициями. Хотя позиции Мадонны с младенцем на двух картинах очень похожи, художники изобразили Мадонну по-разному. Трон Чимабуе изображен с перспектиой. Окружающие ангелы, их лица, крылья и нимбы, расположены так, чтобы сформировать богатый ореол Мадонне. Ребенок сидит царски, его ноги висят под тем же углом, как и у его матери.
- В картине Дуччо ди Буонинсенья Мадонна Ручеллаи, размером 4,5 метров в высоту, трон установлен по диагонали. Ребенок сидит также по диагонали к матери. Положение коленопреклоненных ангелов изображено упрощенно, их одежды имеют разнообразные красивыми цветовые комбинации. На одеянии Мадонны изогнутая золотая окантовка определяет форму и контуры, оживляя всю композицию.
- Мадонна, изображенная Джотто в настоящее время находится в том же помещении Уффици, что и картины Чимабуэ и Дуччо. Использование Джотто определенной токи зрения, наблюдением за природой, позволяет сравнить его работы с работами других художников. Несмотря на то, что его картина расположена в алтаре, она отклоняется от существующих традиций письма. Изображение Мадонны трёхмерно. Изображенная ниша усиливает этот эффект. По бокам симметрично расположены ангелы с разной драпировкой в деяниях.
- Сто лет спустя, Мазаччо, находясь в рамках ограничений в выполнении алтарных картин, уверенно создает трехмерный рисунок пухлого младенца Христоса, сосущего пальчики. В перспективе изображены лютни, на которых играют маленькие ангелы.
- Художник Фра Беато Анджелико был известен своей деликатностью в изображении Мадонны, что демонстрируется тем, как группируются вокруг неё ангелы Как и в живописи Мазаччо, нимб Мадонны украшен псевдо-куфическими (псевдо-арабскими) надписями, вероятно, чтобы указать на ее ближневосточное происхождение.
- В картине Пьеро делла Франческа рама превращается в классическую нишу. Художник обращается к линейной перспективе при дневном свете. Мадонна традиционно изображена в более крупном масштабе, чем другие фигуры.
- В картине Беллини сочетается реализм в изображении фигур, с византийскими традициями в иконописи.
- Миланский художник Бергоньоне опирался на работы Мантеньи и Беллини, чтобы создать картину, в которой красный халат и золотые волосы Екатерины Александрийской эффективно уравновешивается контрастными черно-белыми одеждами Екатерины из Сиены. Картина обрамлена аркой из битого кирпича.
- В картине Aндреа Мантенья Мадонна делла Виттория Мадонна занимает центрально место, обрамленное гирляндами беседке, но в центре внимания также итальянский кондотьер, маркиз Мантуи Франческо II Гонзага и героические святые Майкл и Джордж.
- Леонардо да Винчи отказался от каких — либо формальностей и окружил Мадонну с младенцем с величественной природой.
- В Сикстинской мадонне Рафаэль использует форму парадного портрета с рамкой из зеленых занавесок, через которые можно увидеть папу Сикста II, в честь которого работа и названа. Эта работа стала образцом как для художника Мурильо, так и многих других художников.
- Андреа дель Сарто в своей картине использовал манеру реализма, расположив Мадонну на классическом постаменте, как будто это статуя. Каждая фигура на его картине находится в состоянии нестабильности, что видно по поднятию колен фигурами. В картина показаны тенденции, которые в дальнейшем были развиты в живописи маньеризма.

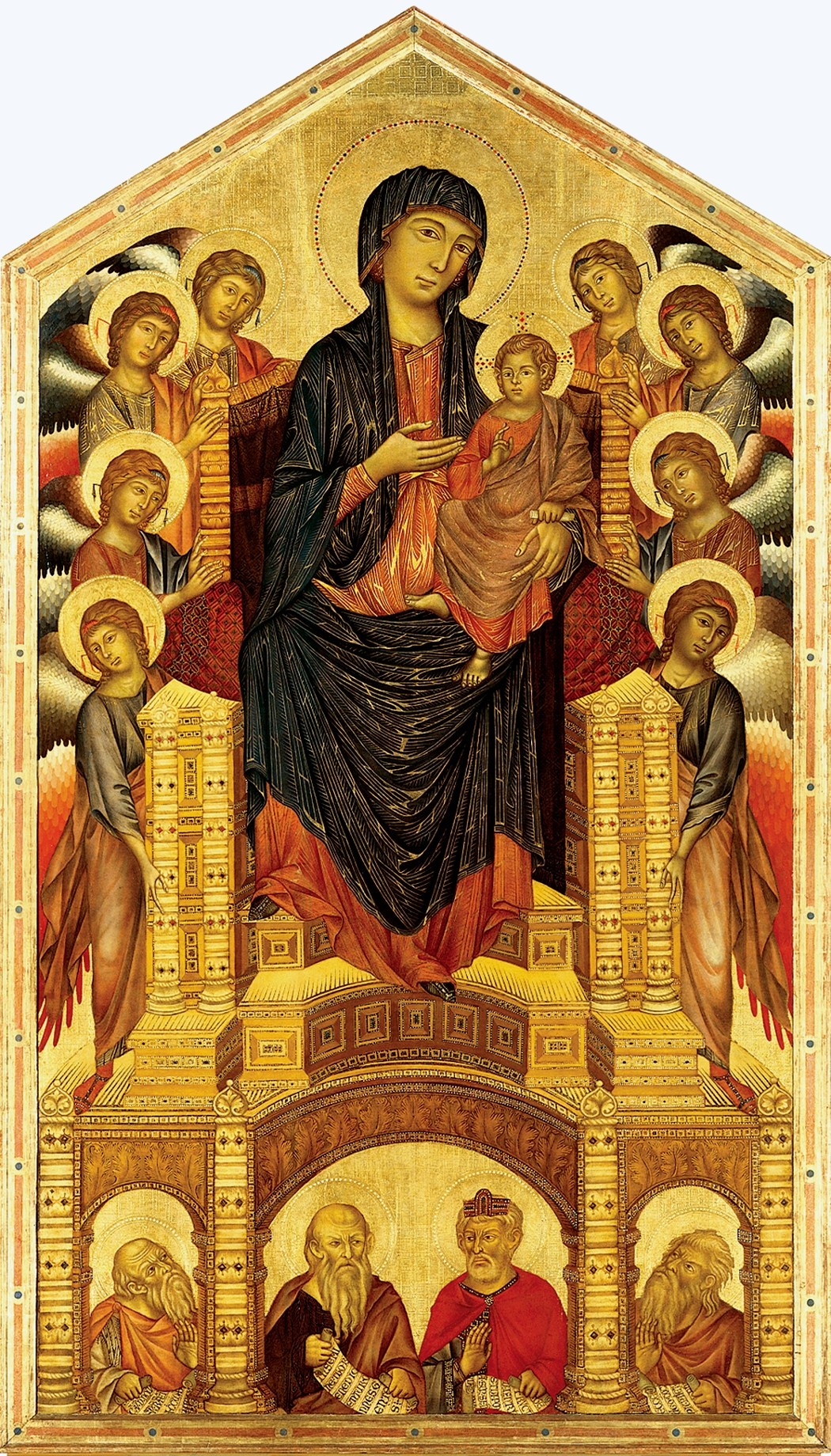
Чимабуэ, Мадонна Тринита, 1280
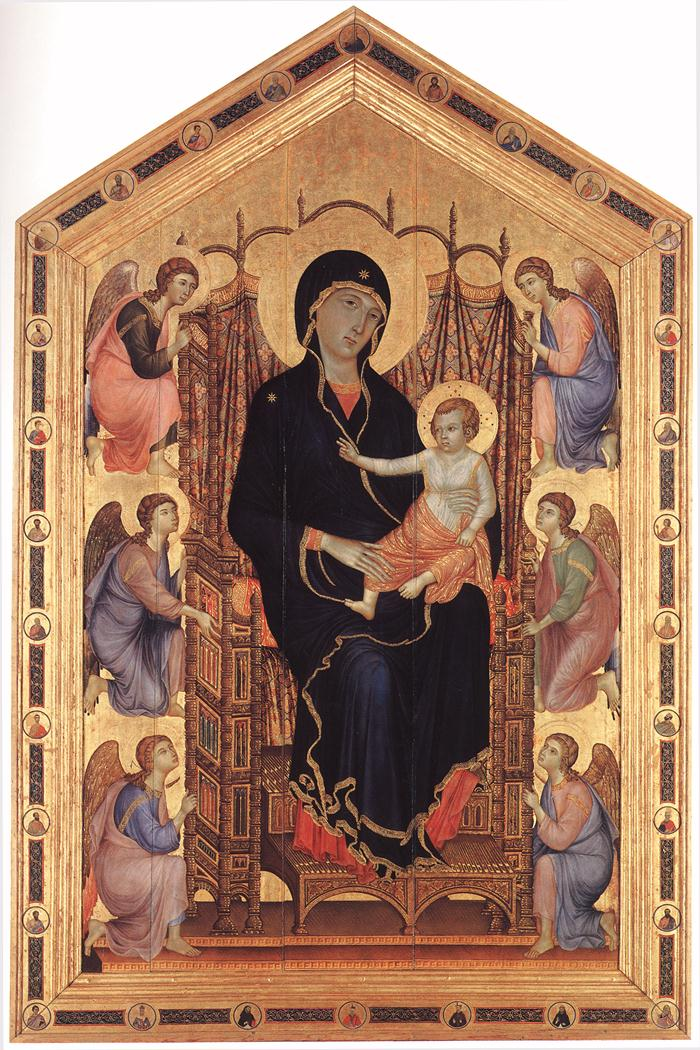
Дуччо , Мадонна Ручеллаи,  1285
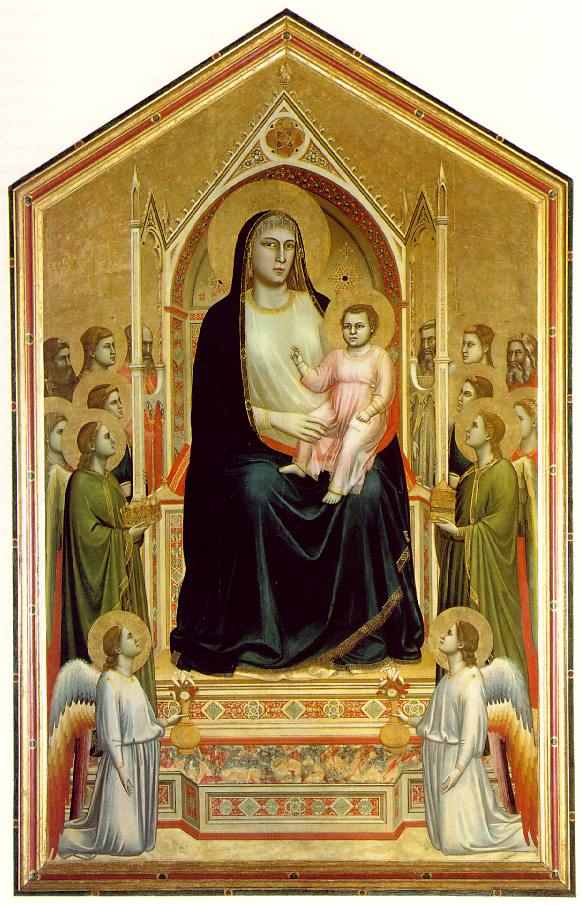
Джотто, Мадонна Огниссанти, 1310.
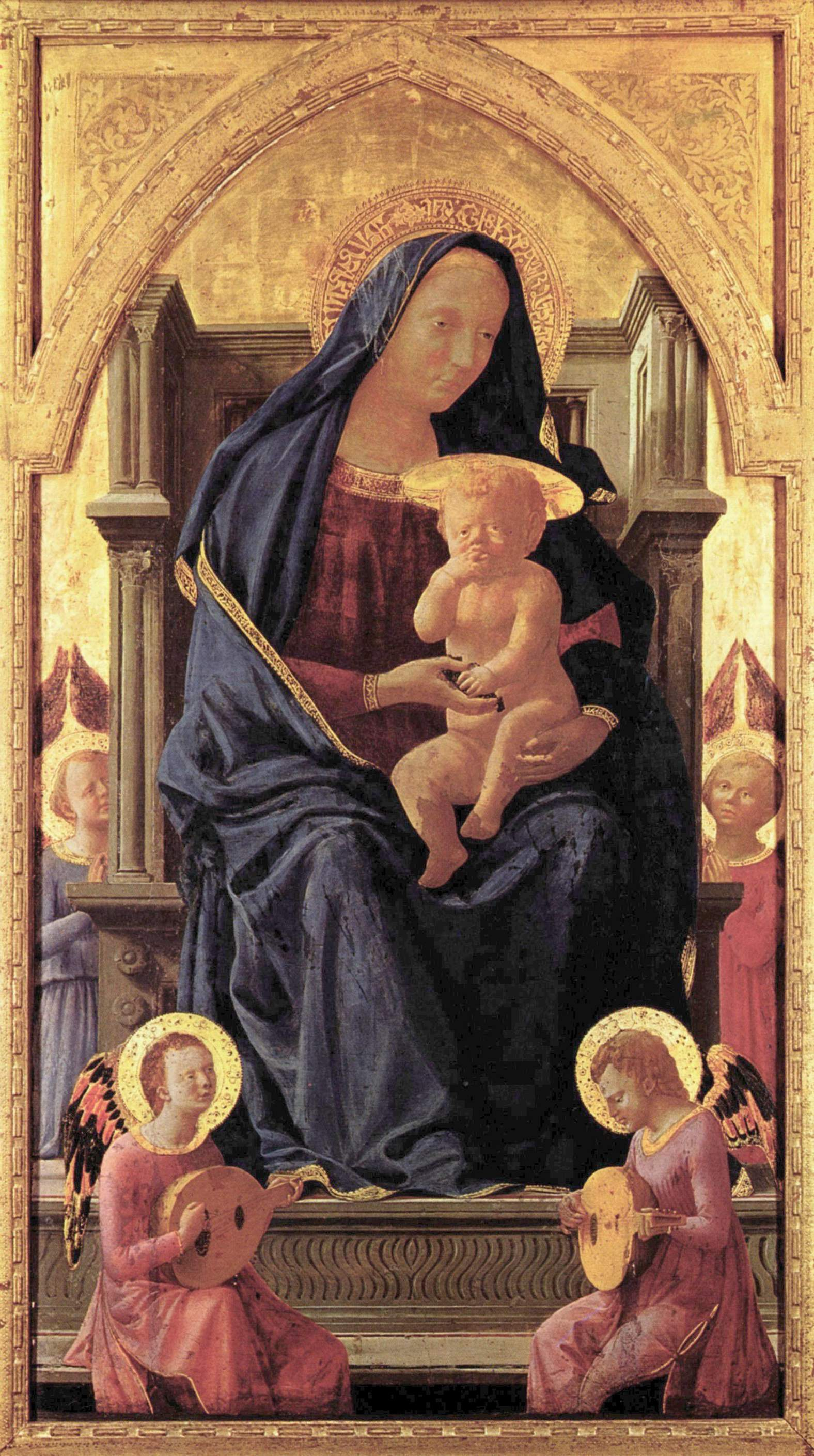
Мазаччо, Мадонна, 1420, Лондон

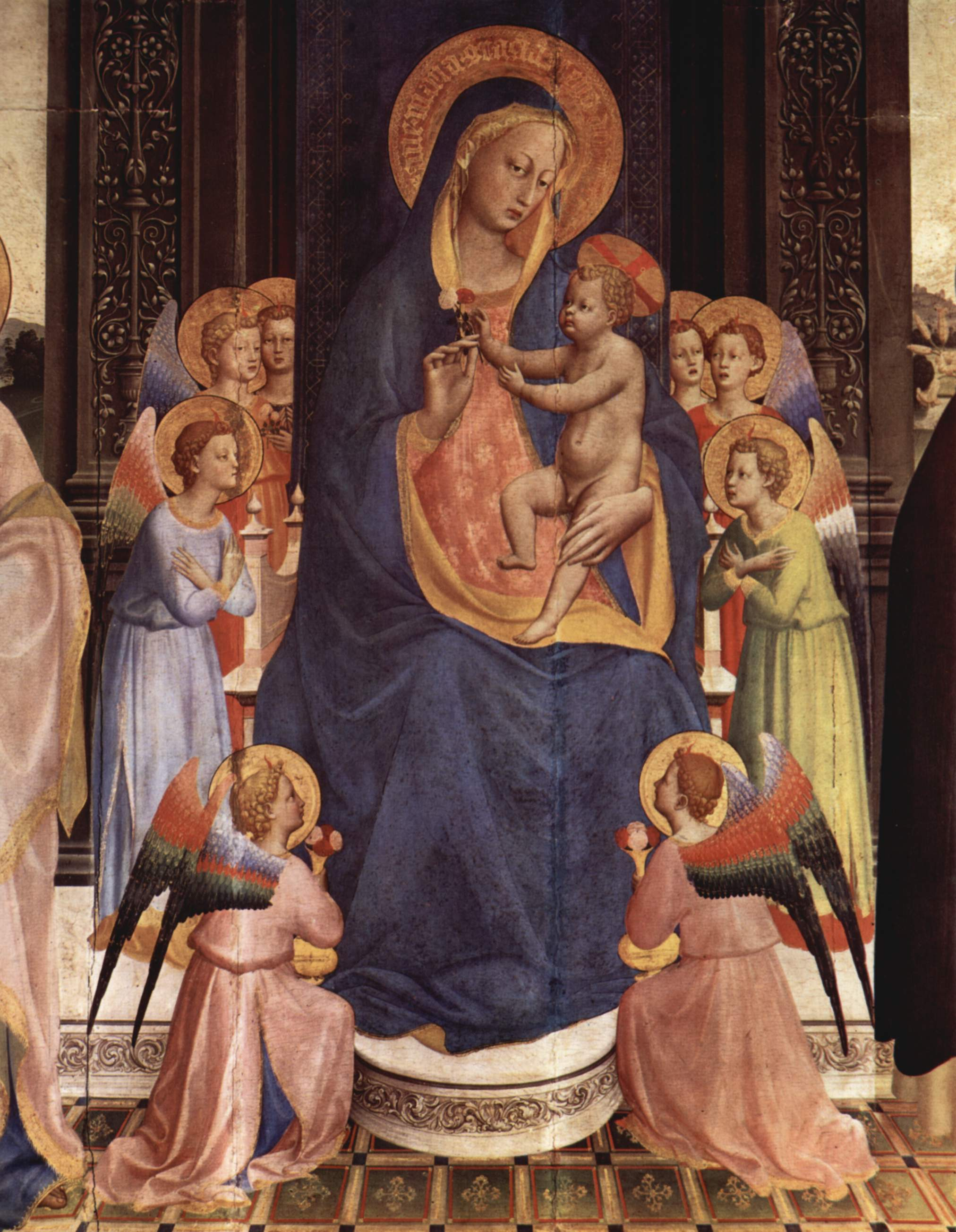
Фра Анджелико, Мадонна Сан - Доменико, Фьезоле , 1428-30.
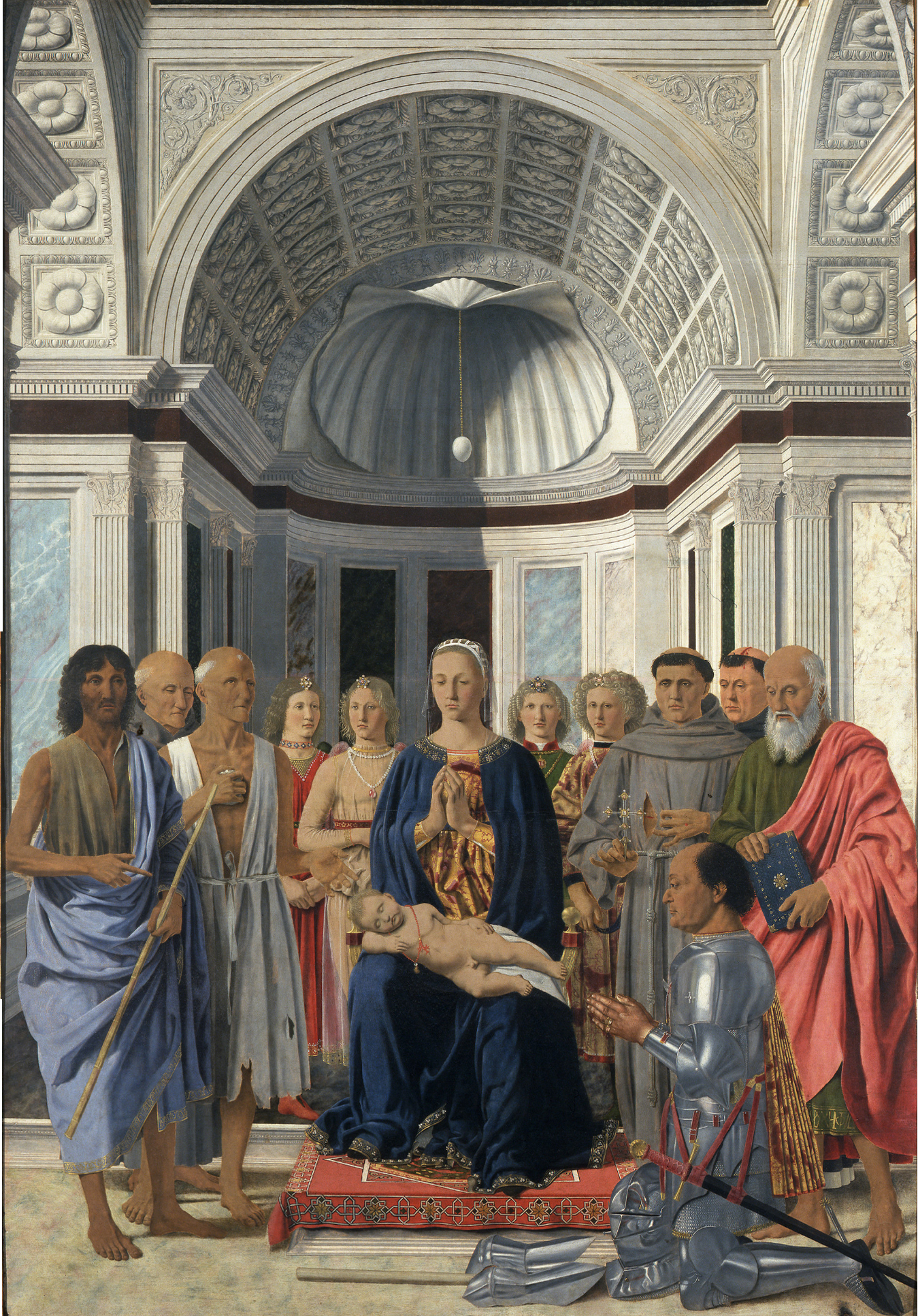
Пьеро делла Франческа, Мадонна Брера 1460.
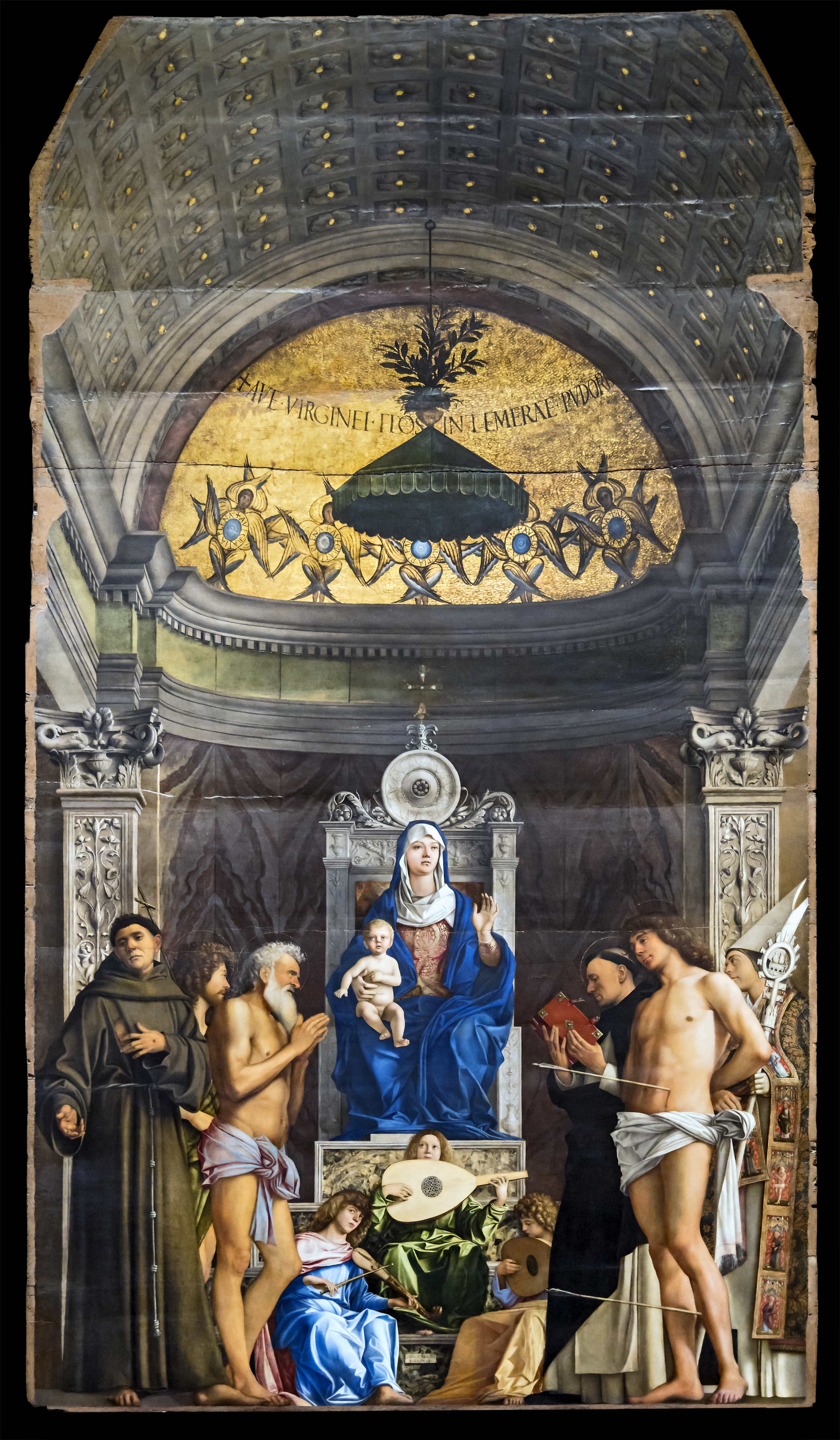
Джованни Беллини, Алтарь Сан Жоббе, 1487.
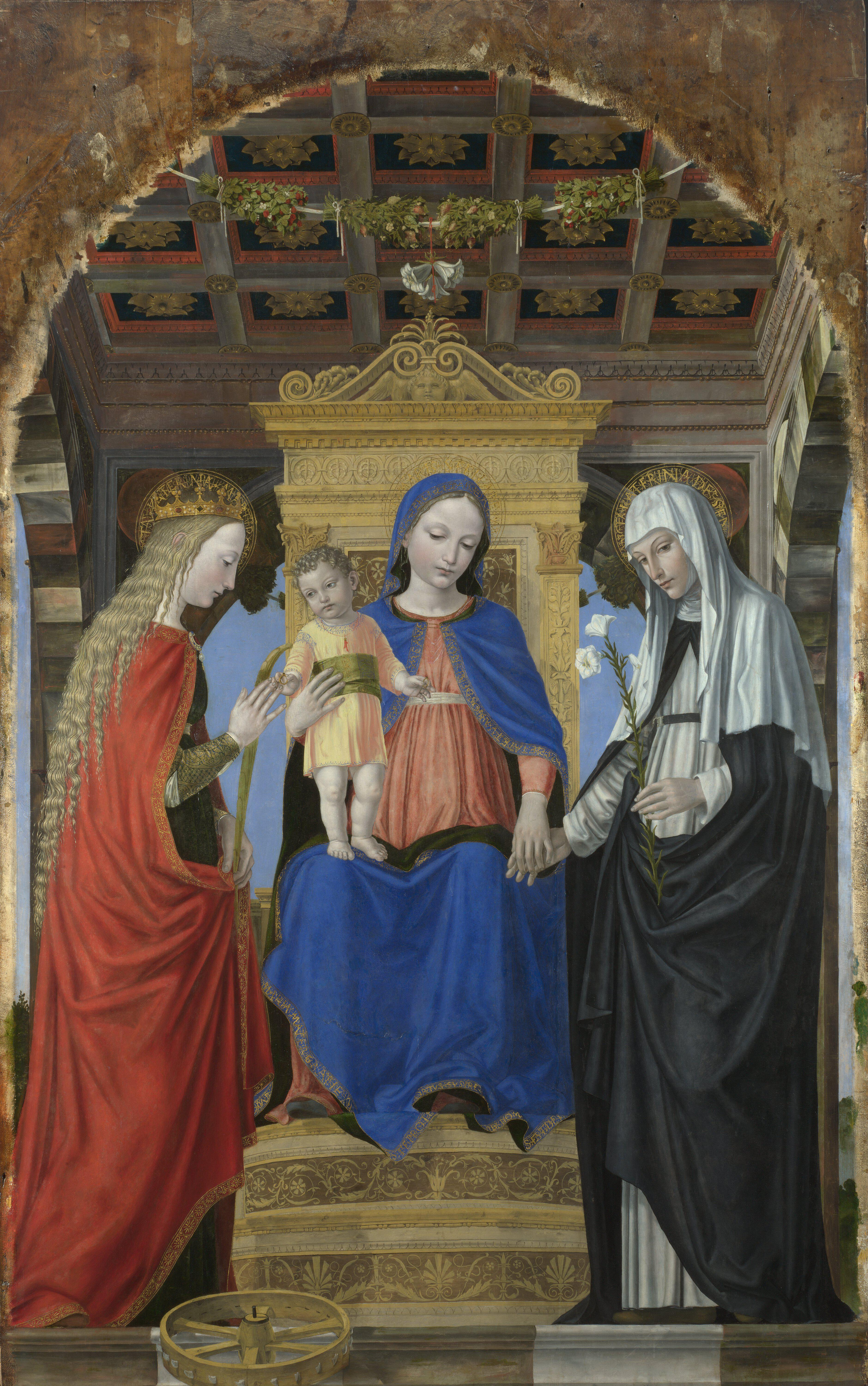
Бергоньоне Мадонна Святой Екатерины , Павия, Лондон 1490-1505?.

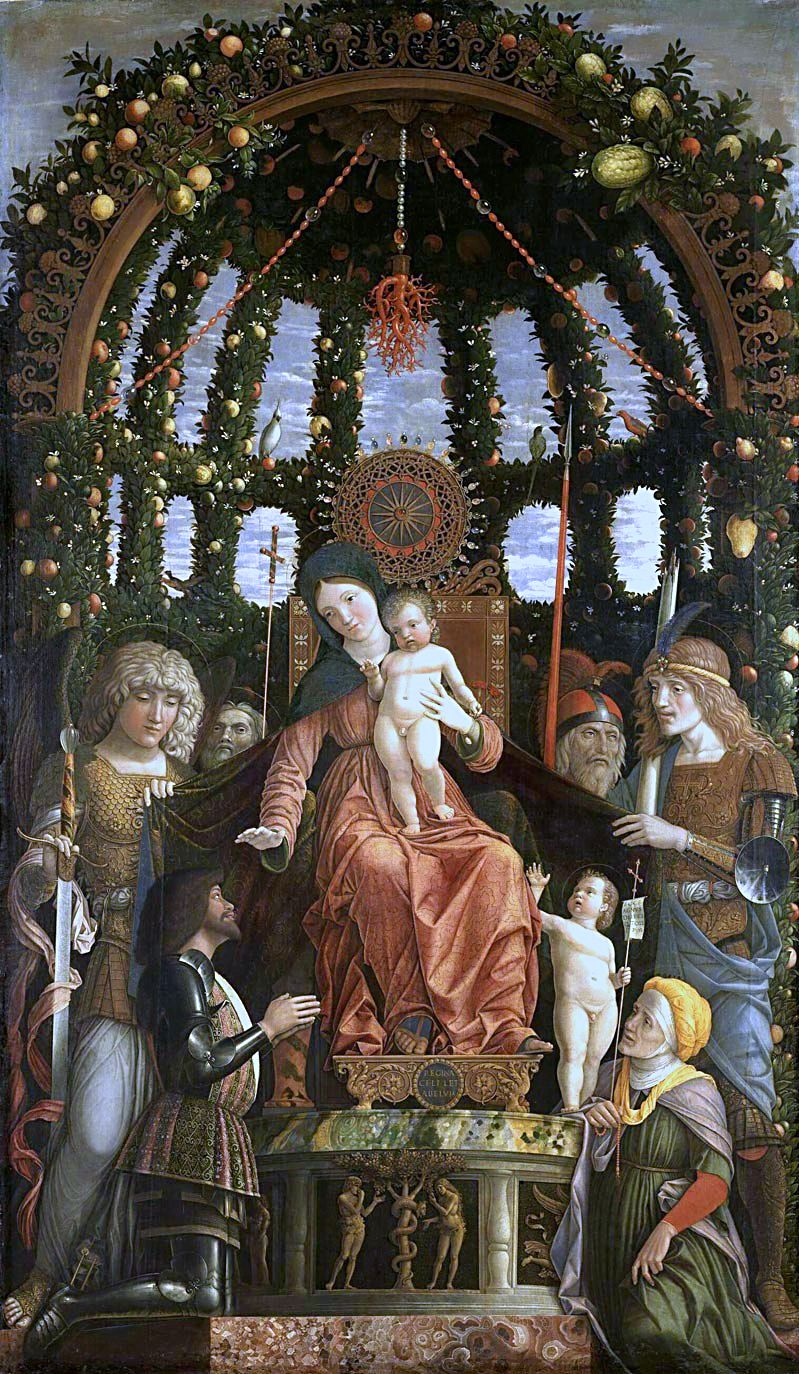
Андреа Мантенья, Мадонна делла Виттория, 1496, Париж
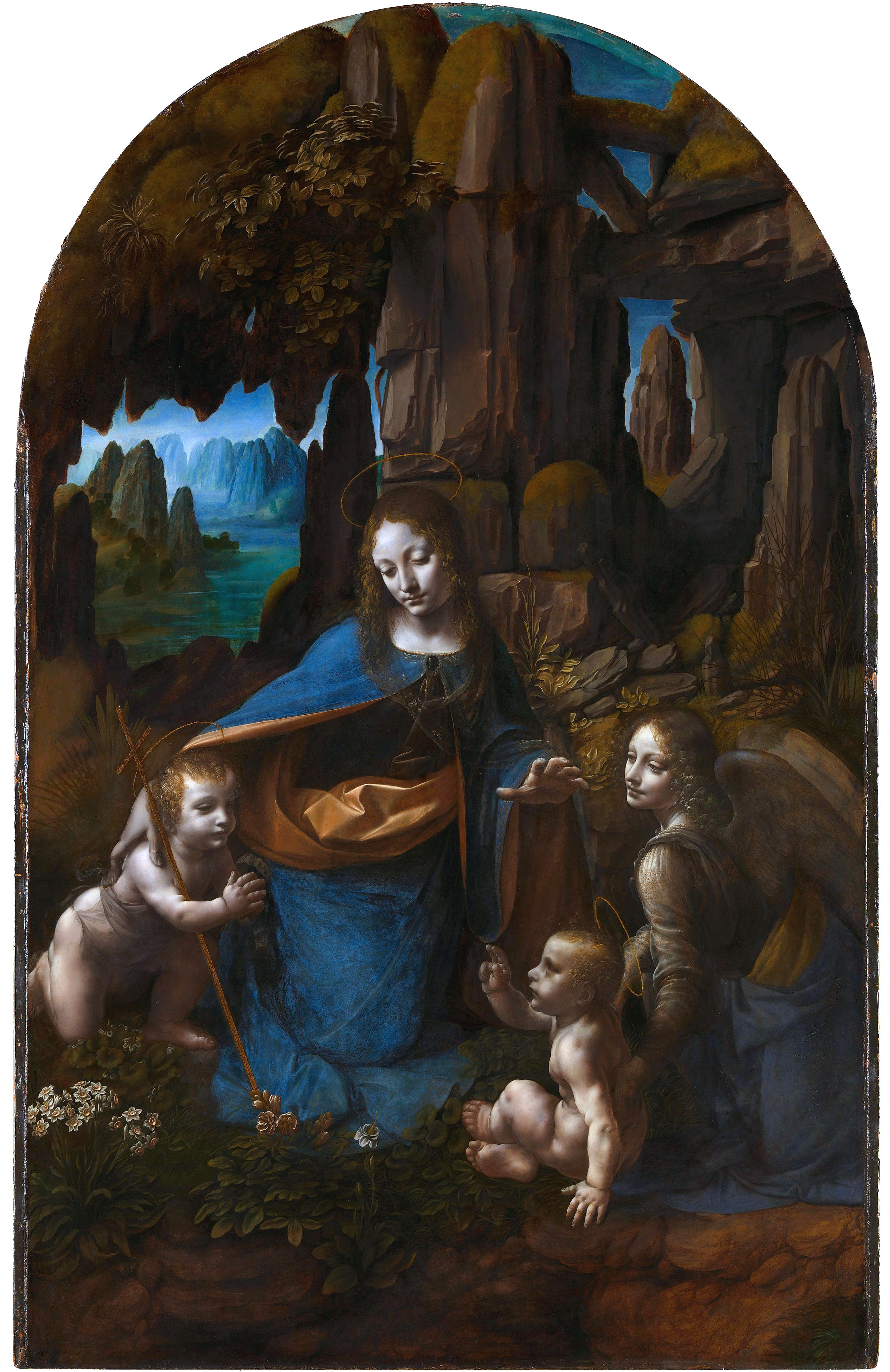
Леонардо да Винчи, Мадонна Скал, Лондон 1483-1508.
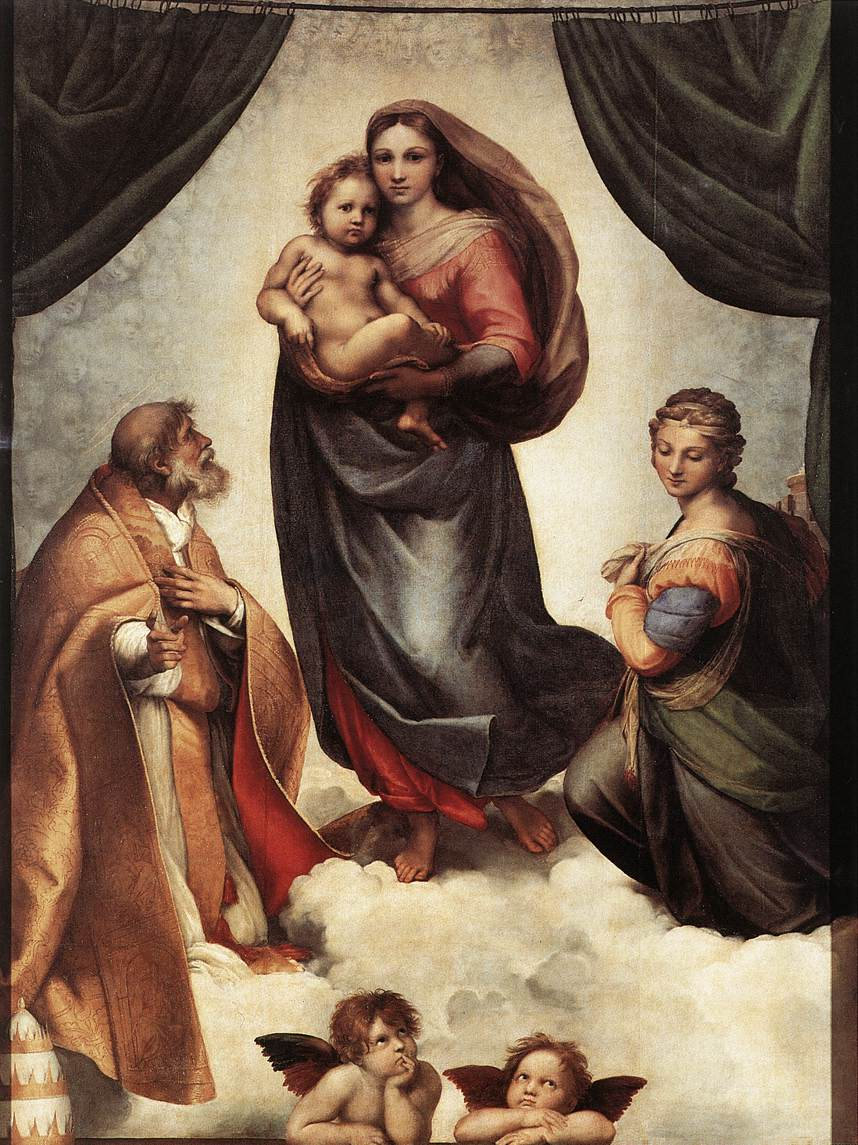
Рафаэль, Сикстинская Мадонна, 1513-14.
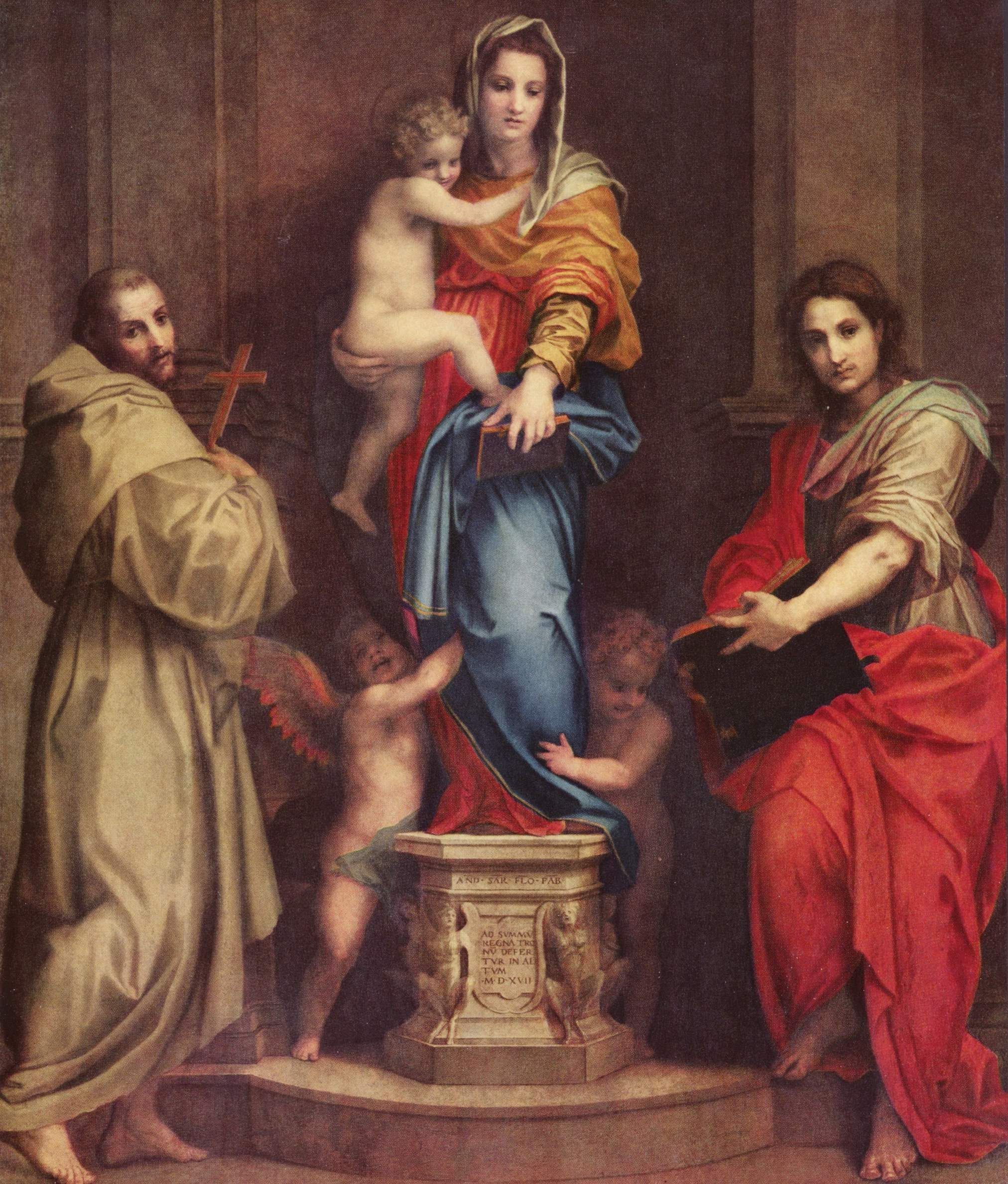
Андреа дель Сарто, Мадонна из Гарпии, 1517.

## Темы
Изображения Мадонны с младенцем в эпоху Возрождения были произведены в очень больших количествах, чаще для частных клиентов. Сцены из жизни Христа, жизни Девы Марии и жития святых были также сделаны в большом количестве, особенно сцены, связанные с Рождеством и страстями Христовыми.
Состоятельные меценатов заказывали произведения искусства светской тематики для украшения для своих домов.

#### Мадонна
Небольшие картины с изображением Мадонны находятся в большинстве художественных музеев мира. Картины писали чаще по заказам частных лиц, но заказывали картины и для алтарей часовен.
- В картине Мадонна с младенцем и двумя ангелами ангел с улыбкой поддерживает младенца Христа. В картине Филиппо Липпи ощущается влияние творчества Боттичелли.
- Верроккьо отделяет Мадонну и младенцем Христом от зрителя через каменный подоконник, который также используется во многих портретах. Розы и вишни символизируют духовную и жертвенная любовь.
- Картина Антонелло да Мессина Мадонна и ребенок внешне очень схожа на картины Верроккьо, но в ней гораздо меньше условностей, кажется, что ребенок движется, а не позирует художнику.
- Фигуры в картине Мадонны и ребенка от Леонардо да Винчи размещены по диагоналям. Эта композиция повторяются во многих его произведениях.
- Живопись Джованни Беллини находилась под влиянием греческой Православной иконы. Синяя ткань в этой картине написана на сусальным золотом фоне. На заднем плане — город у реки, всадник и мудрецы.
- В картине Витторе Карпаччо Мадонна с младенцем и святым Иоанном Крестителем необычна современная одежда ребенка. Тщательная детализация быта была характерна для ранней нидерландской живописи.
- Картина Микеланджело Мадонна Дони является самой крупной из представленных работ. Необычна поза Мадонны, три головы в верхней части картины несут сложные функции. Картина проникнута символизмом. Так, клевер на переднем плане символизирует Троицу, иссоп перед Иоанном Предтечей — крещение. Загадочные обнажённые мужские фигуры на заднем плане, отделены от Святого семейства горизонтальной полосой и не смотрят на Христа. В искусствоведческой литературе приводятся многочисленные интерпретации этих фигур — от теологических (древние язычники, ожидающие крещения) до психоаналитических (гомосексуальные влечения автора)[3][4].
- Рафаэль умело объединил противоборствующие силы с игрой. Мадонна и ребенок смотрят друг на друга любящим взглядом.

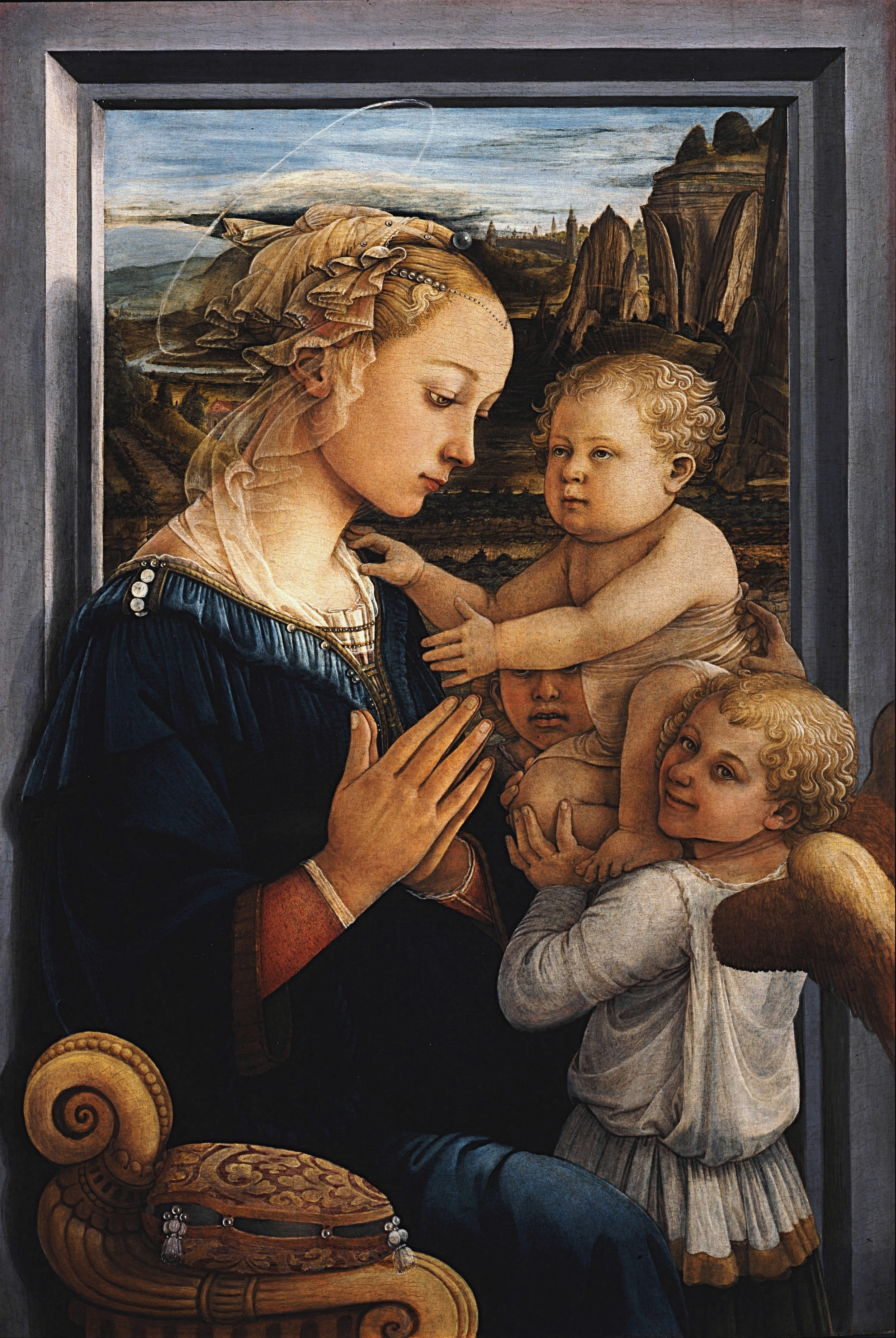
Фра Филиппо Липпи, Мадонна с младенцем с двумя ангелами, 1450
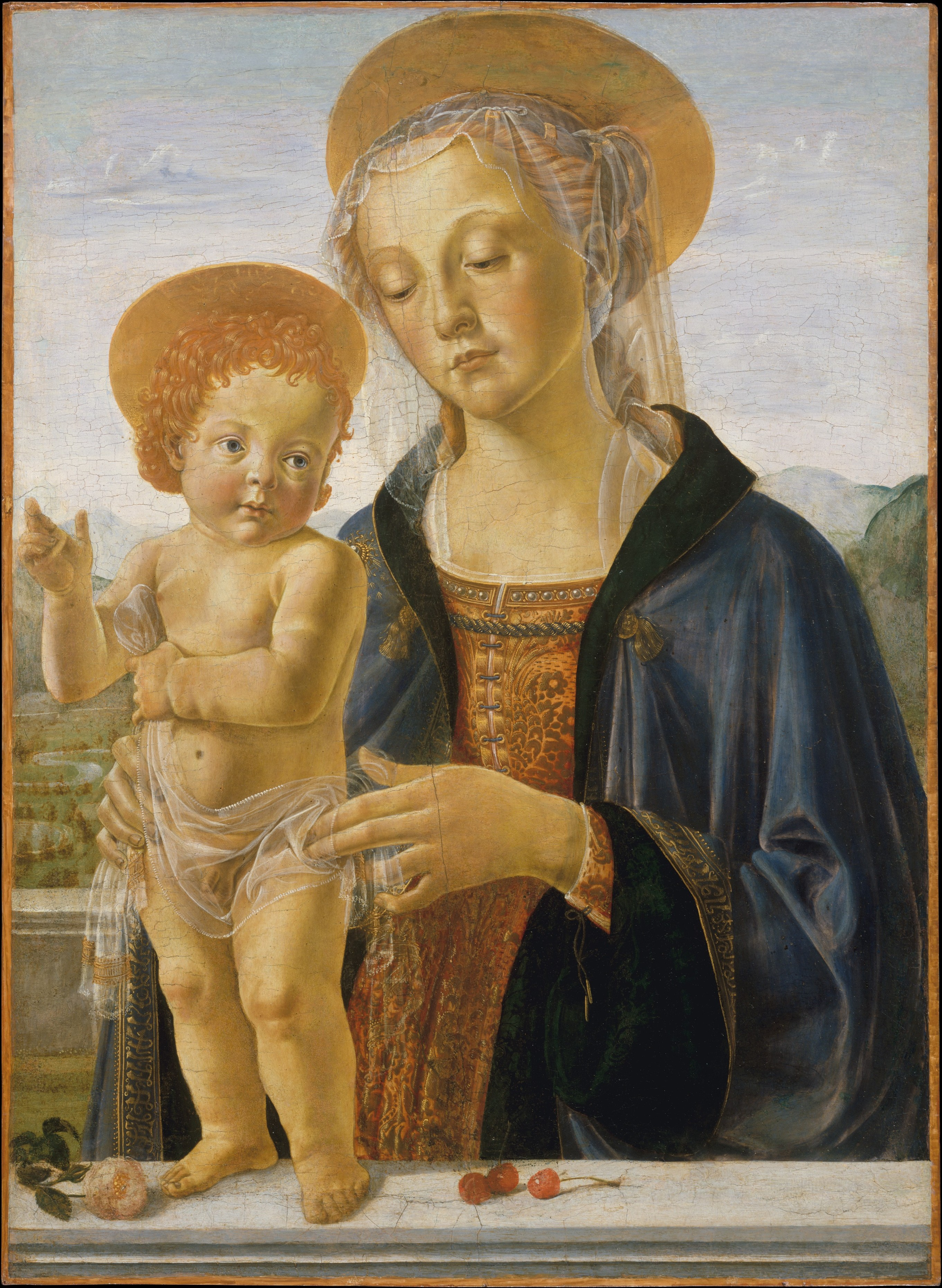
Андреа Верроккьо, Мадонна Розы, 1460
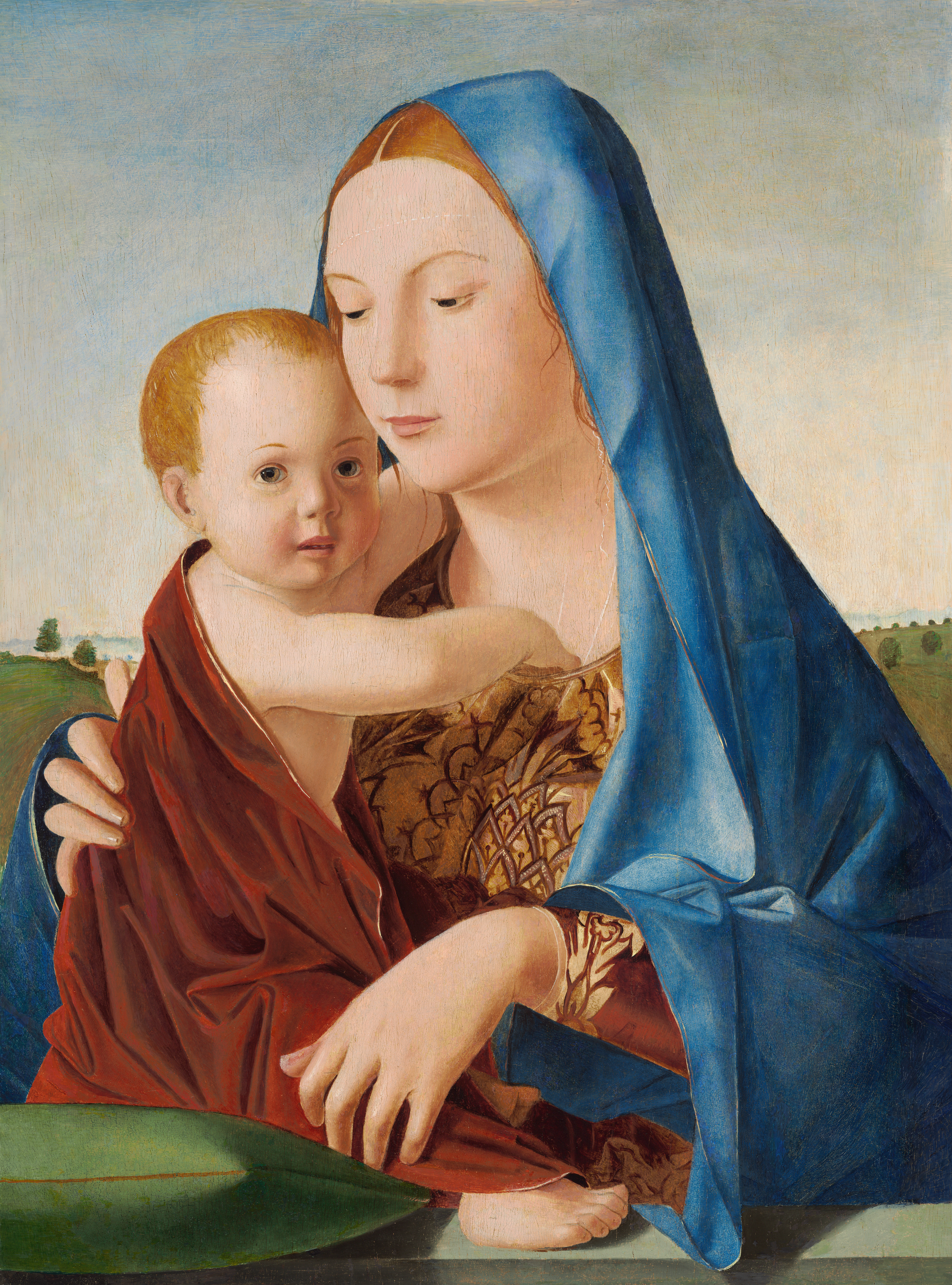
Антонелло да Мессина, Мадонна Бенсон, 1465-70.
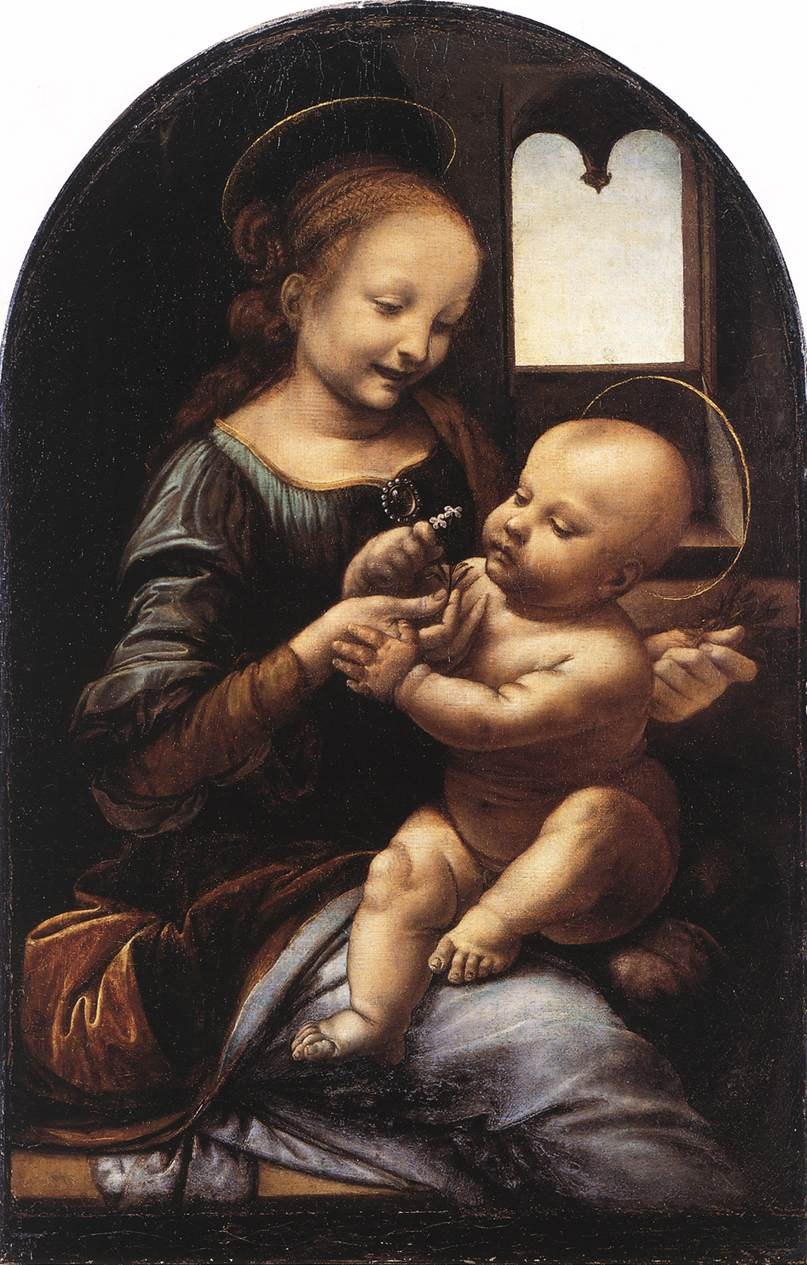
Леонардо да Винчи, Мадонна Бенуа, 1470.

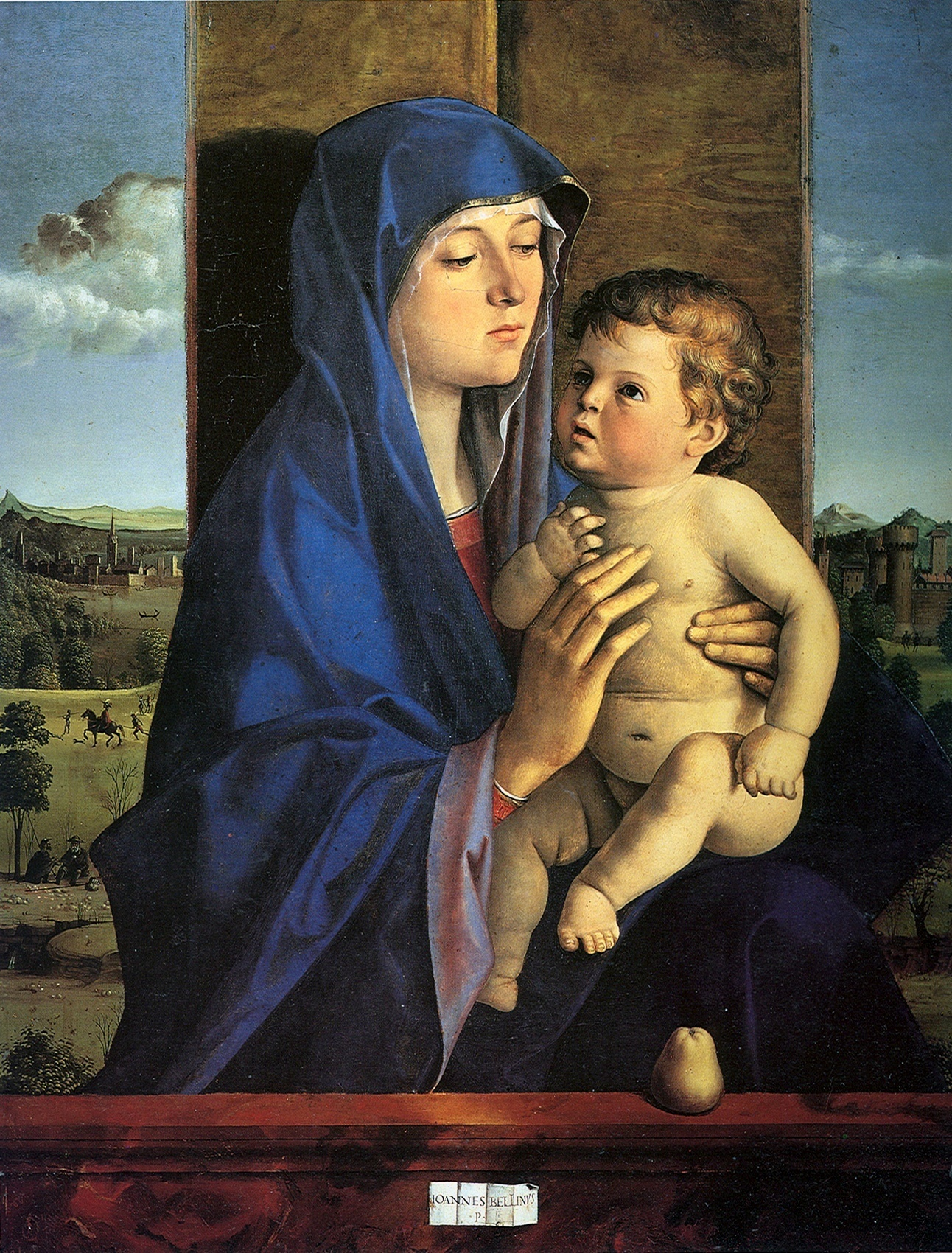
Джованни Беллини, Каррара Мадонна, 1487.
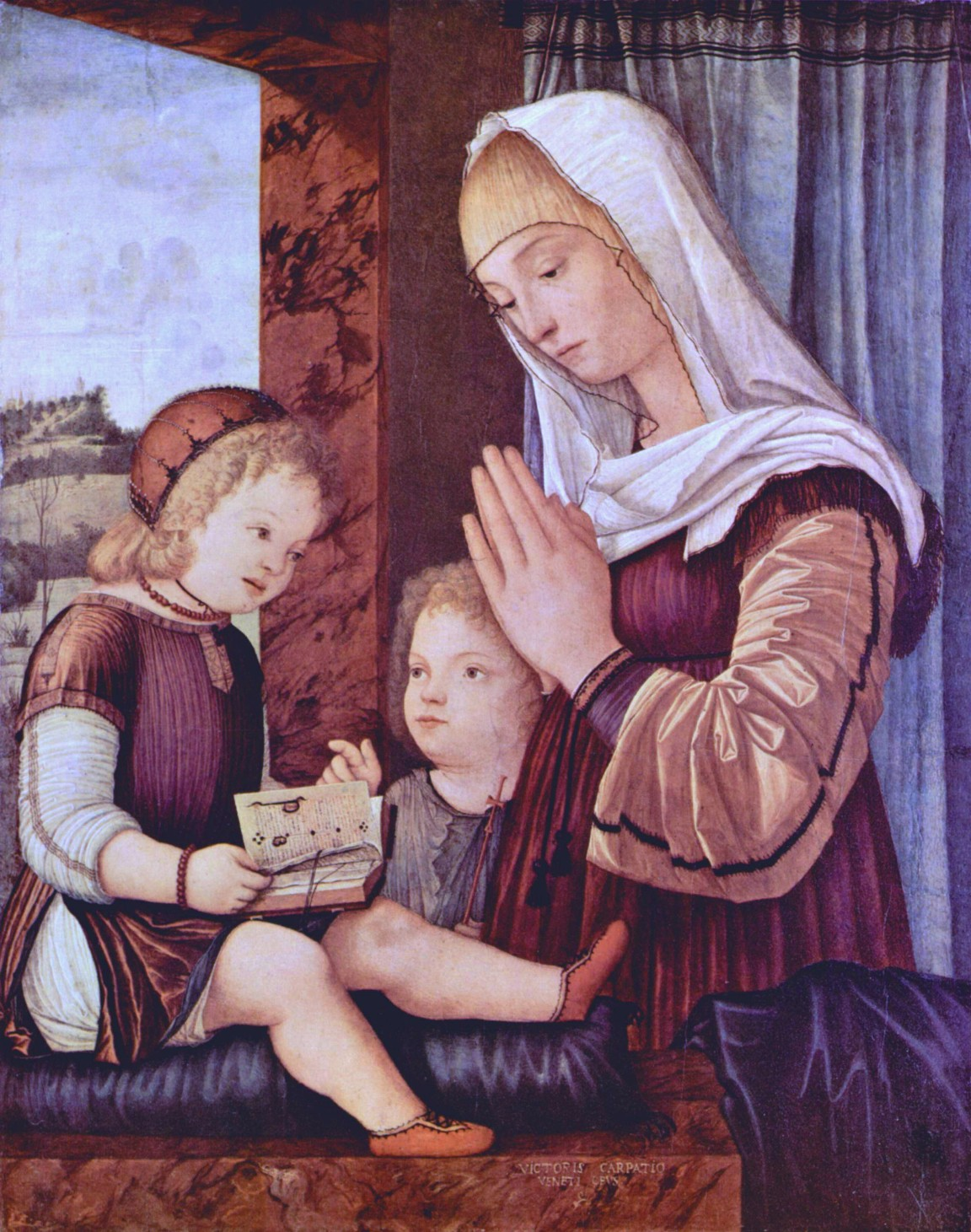
Витторе Карпаччо, Мадонна с младенцем святого Иоанна Крестителя, 1500.
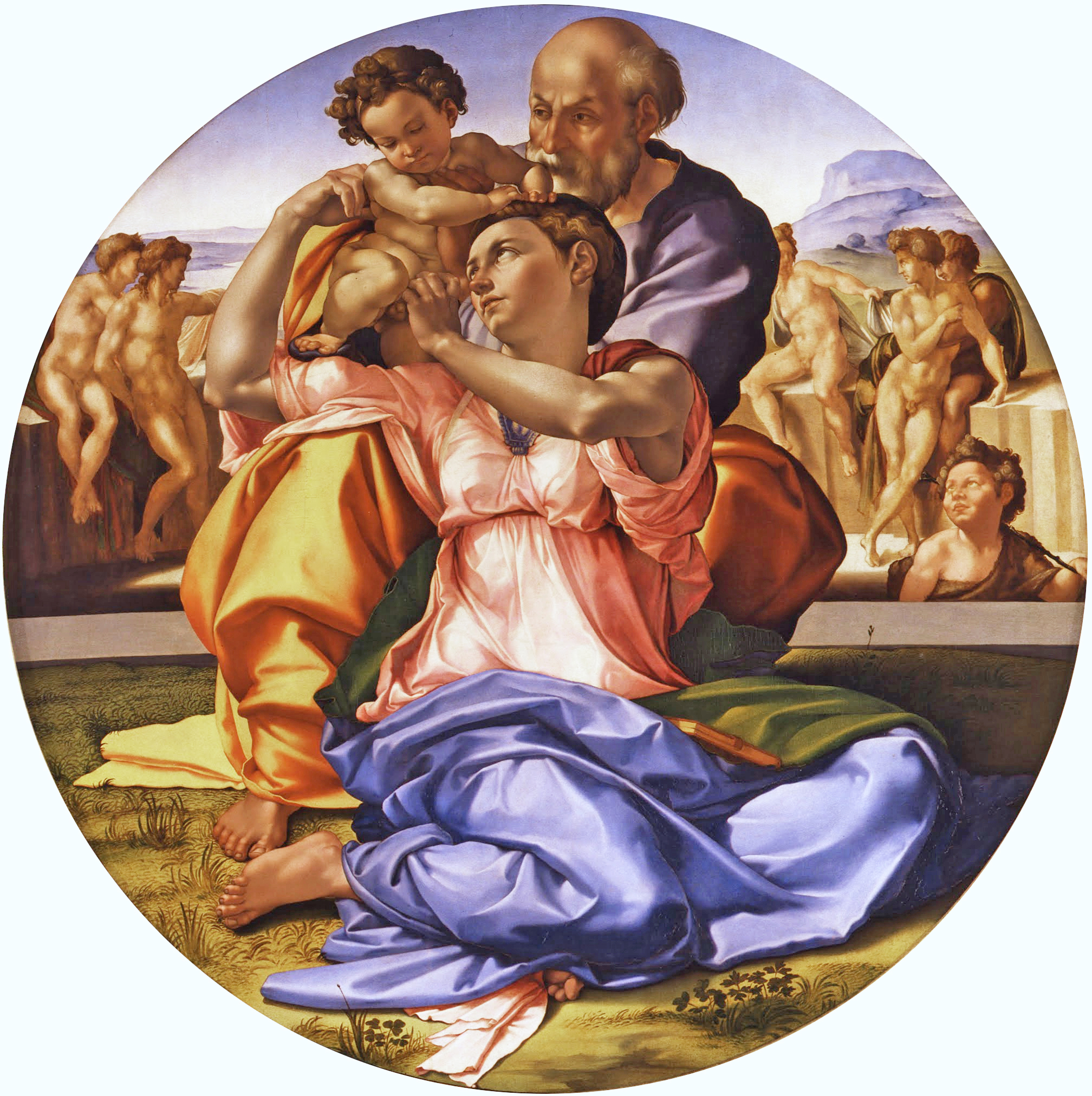
Микеланджело, Мадонна Дони, 1504.
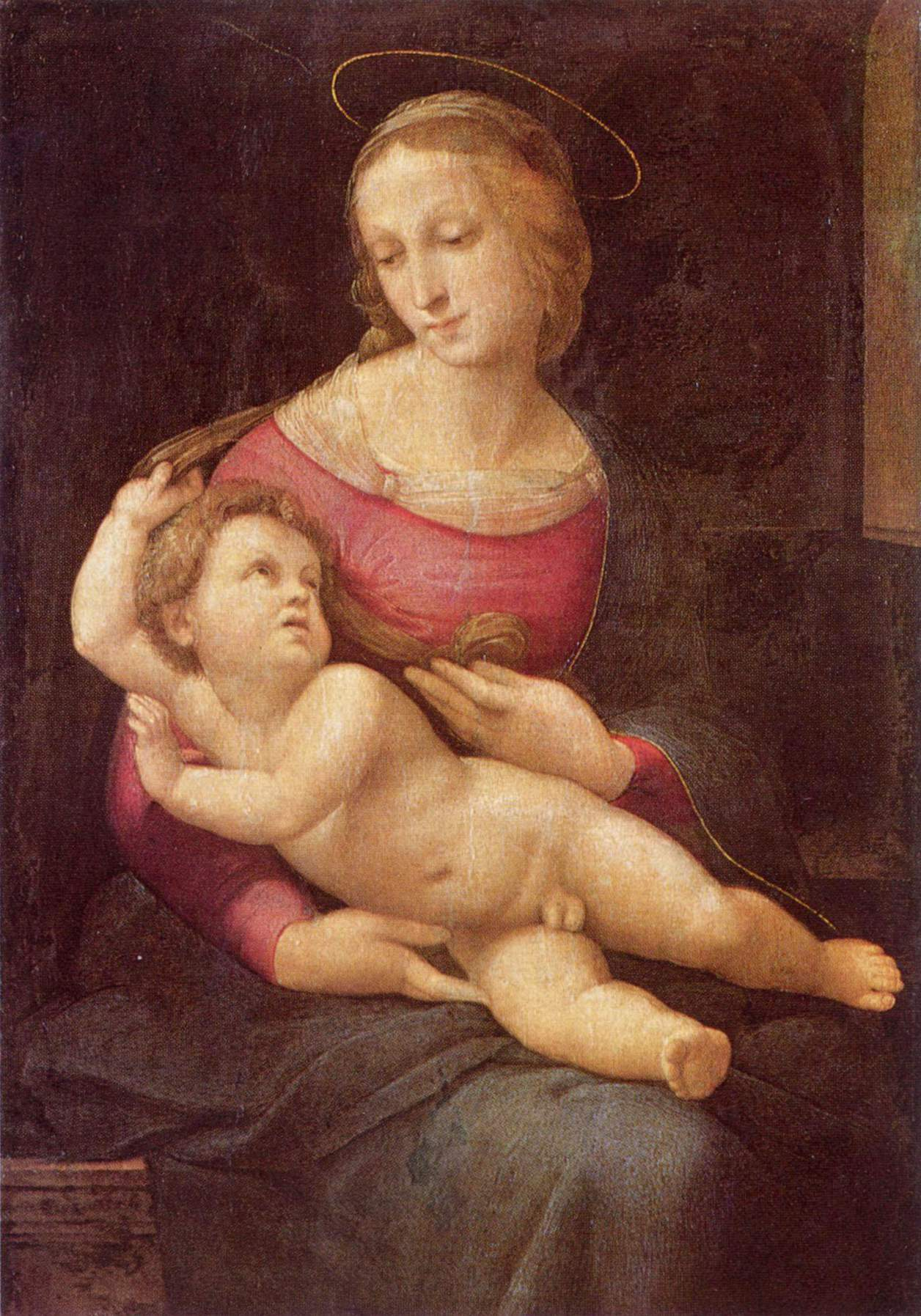
Рафаэль, Мадонна Бриджуотер, 1505.

#### Ню
Четыре известные картины демонстрируют появление и принятие «ню», как темы для художников.
- В картине Боттичелли Рождение Венеры обнаженная фигура занимает центральное место в картине. Сюжет картины — история из классической мифологии. Тот факт, что Богиня Венера рождена из морской пены и выходит на сушу, является иконографическим типом её изображения в современное художнику время. Картина была написана для Лоренцо ди Пьерфранческо Медичи. Обнажённая богиня плывет к берегу в створке раковины ребристой сердцевидки[5], подгоняемая ветром. В левой части картины Зефир (западный ветер) в объятиях своей супруги Хлориды дует на раковину, создавая ветер, наполненный цветами. На берегу богиню встречает одна из граций.
- Предназначение созданной тридцать лет спустя картины Джованни Беллини не совсем понятно. В Ренессансной работе Наличие зеркала имеет символический смысл, предполагающий некую аллегорию. Нагота молодой леди — признак не столько соблазнения, сколько невинности и беззащитности. Наличие двух зеркал — признак бесконечности. Зеркало часто является символом пророчества, тщеславия. Молодая женщины выступает в роли Нарцисса.
- Живопись Джорджоне предшествует Беллини лет на десять. Картину, известную как Спящая Венера отличает отсутствие символических элементов, делается акцент на тело, как объект красоты. Полагают, что картина была завершена Тицианом.
- Картина Тициана Венера Урбинская, с другой стороны, была написана для развлечения герцога Урбино, и как у Боттичелли в его картине Рождение Венеры женщина смотрит прямо на зрителя. Венера представлена молодой женщиной, как символ небесного совершенства.

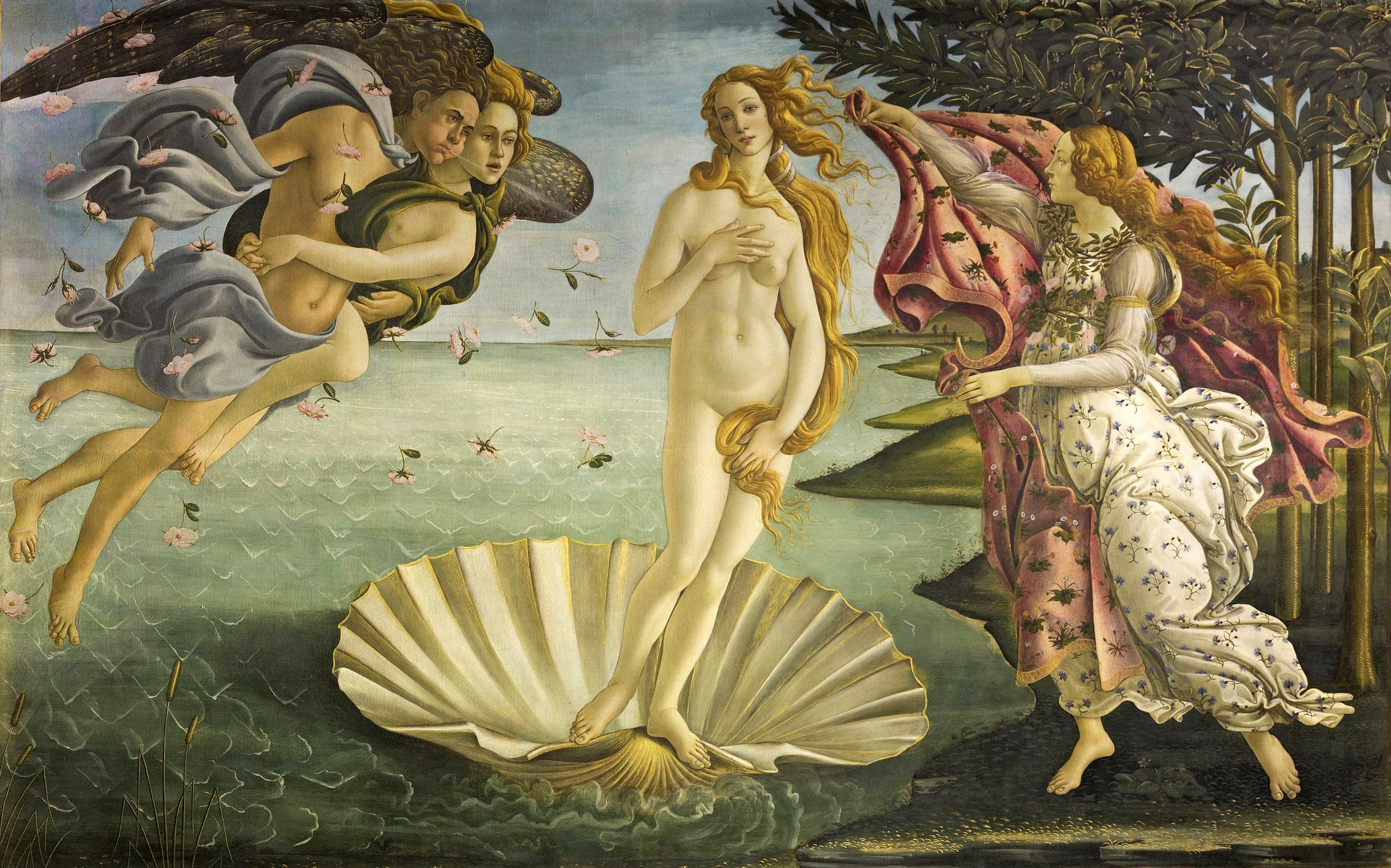
Боттичелли, Рождение Венеры, 1482-86.
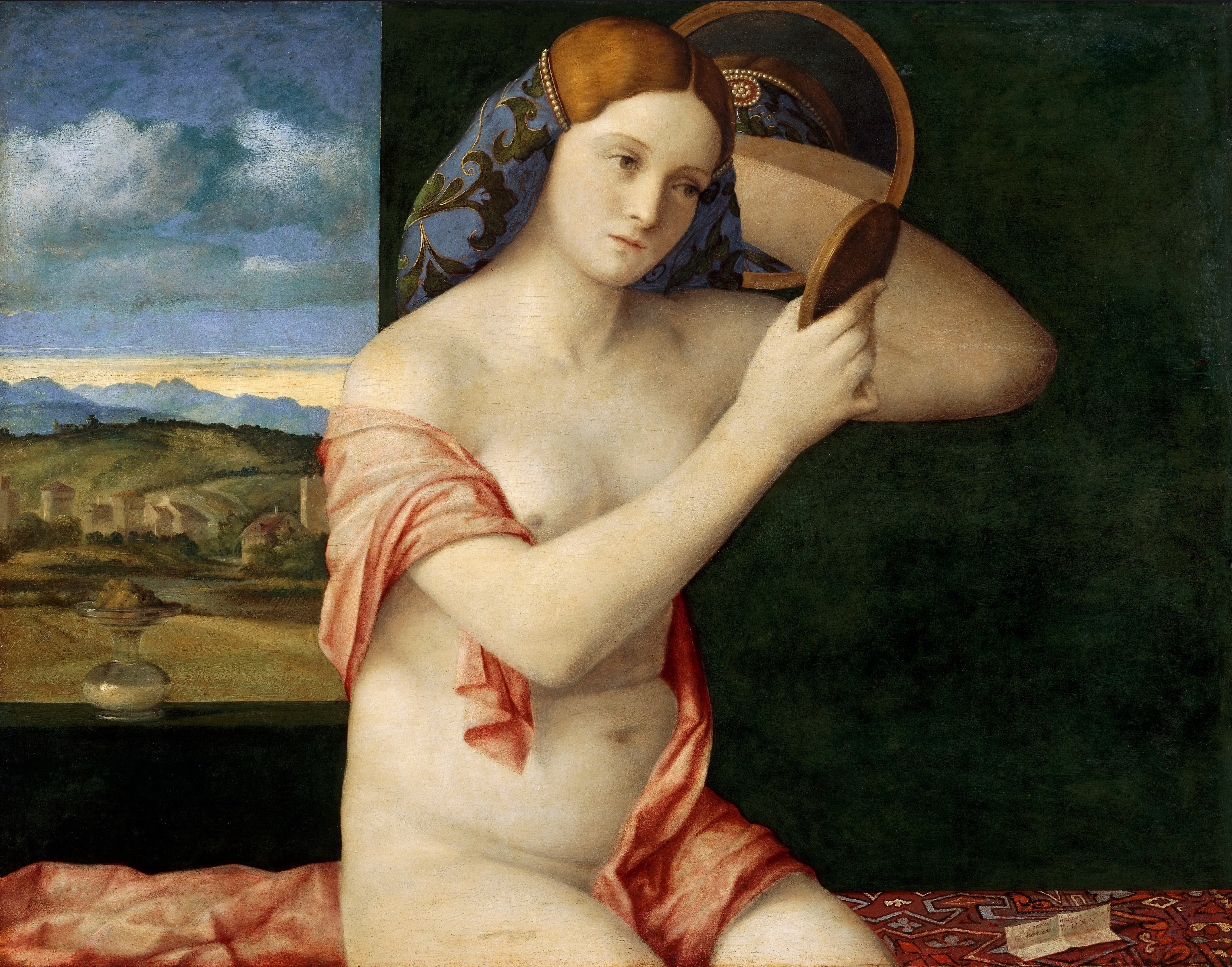
Джованни Беллини, Зеркало, 1510.
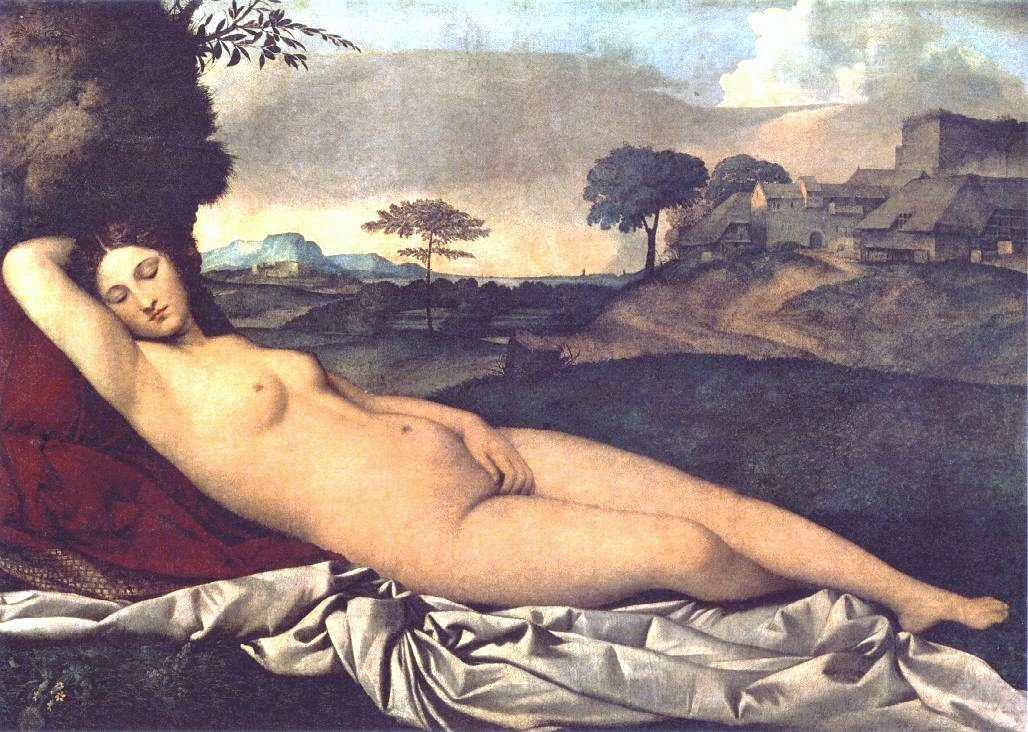
Джорджоне, Спящая Венера, 1500.
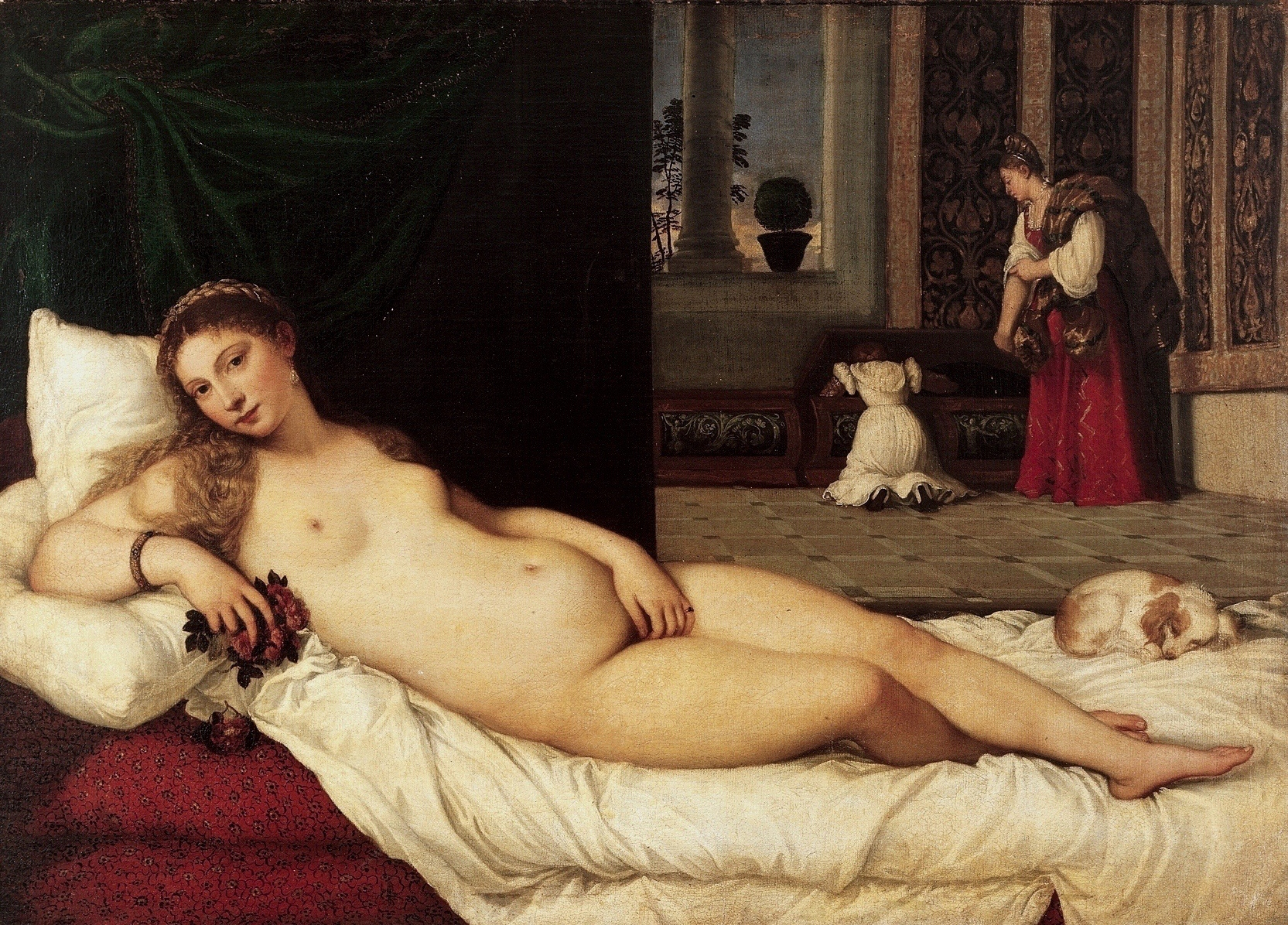
Тициан, Венера Урбино, 1530.

#### Автопортрет
По мере роста мастерства реалистического портретирования художников Возрождения, на изображаемые фигуры обращается все больше внимания. Художники не упускают возможности поместить в свою картину автопортрет. Известны несколько автопортретов художника Доменико Гирландайо, написавшего также портрет всей своей семьи (Капелла Торнабуони, Санта Мария Новелла, 1485—90): отца Томмазо, себя, брата Давида и шурина Бастиано Майнарди, помогавших ему в росписях, известны автопортреты Леонардо да Винчи, Луки Синьорелли, Тициана, Рафаэля, Боттичелли и др.
На протяжении XV века «скрытый» портрет становится все более явным; отдельные персонажи религиозного полотна превращаются в групповые портреты. Возрастающая реалистичность живописи проистекает из новых форм донаторского и станкового портрета.

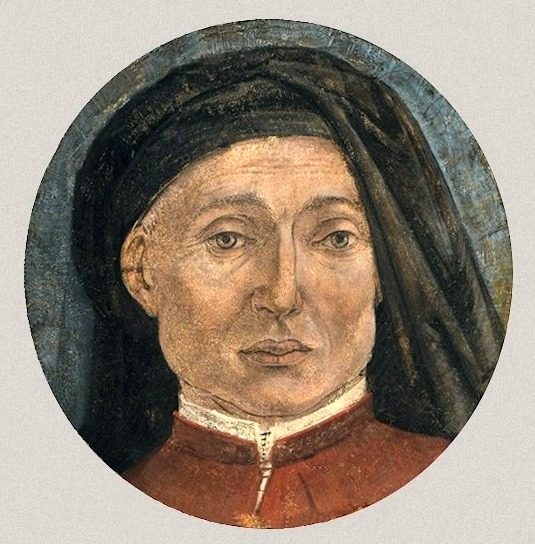
Бальдовинетти, Автопортрет. Фреска из церкви Санта-Тринита во Флоренции. Хранится в Академии Каррара, Бергамо.
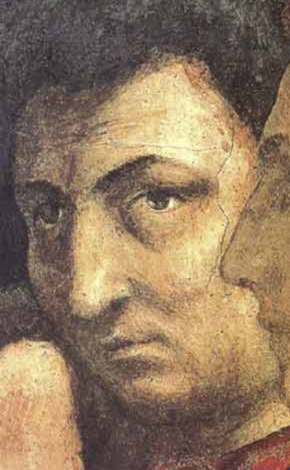
Мазаччо, Автопортрет, фрагмент фрески «Св. Петр на кафедре» из капеллы Бранкаччи.
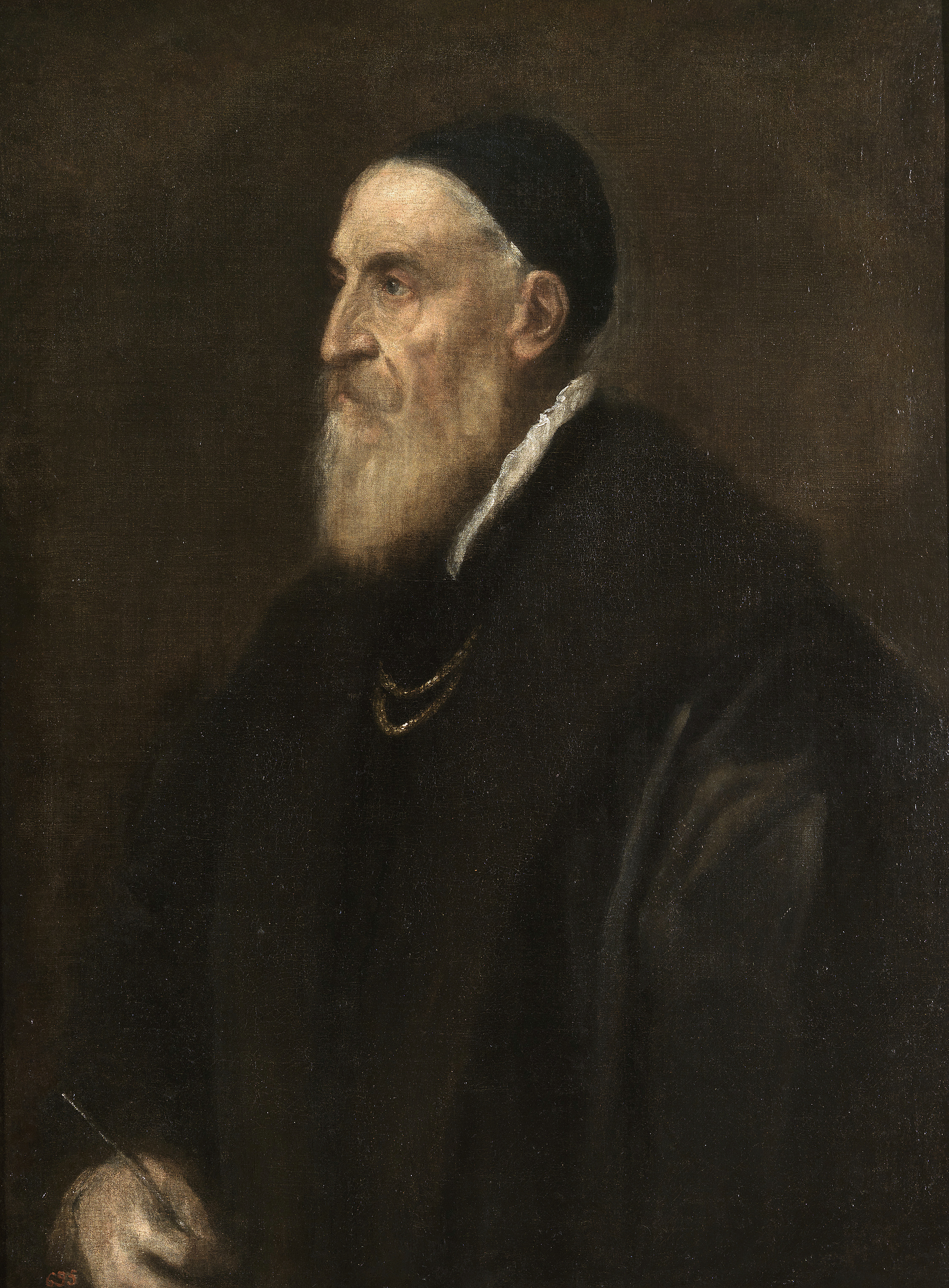
Тициан, Автопортрет, около 1567.
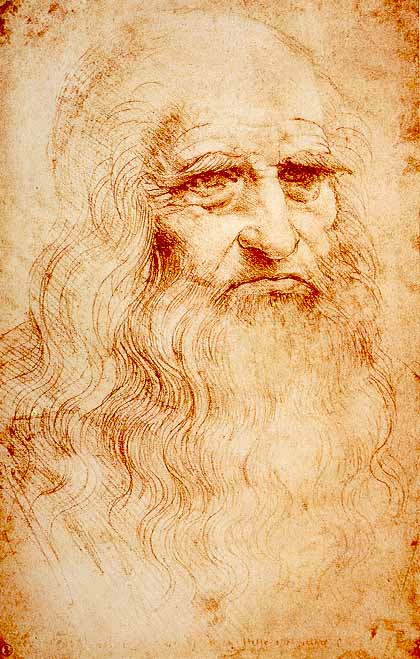
Леонардо да Винчи, Автопортрет, около 1510-1515

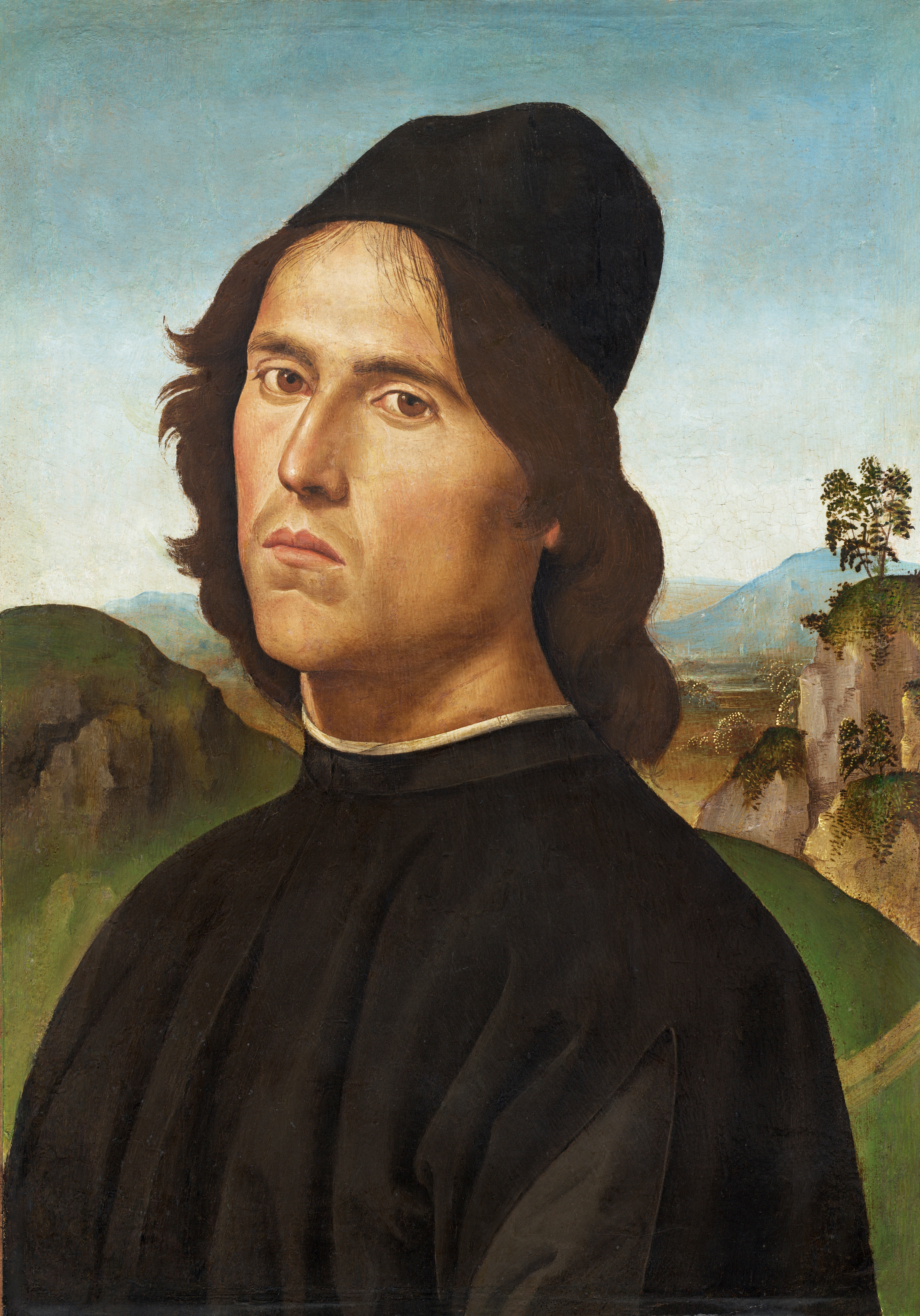
Лоренцо ди Креди, Лоренцо ди Креди или Перуджино, «Автопортрет (портрет Лоренцо ди Креди»
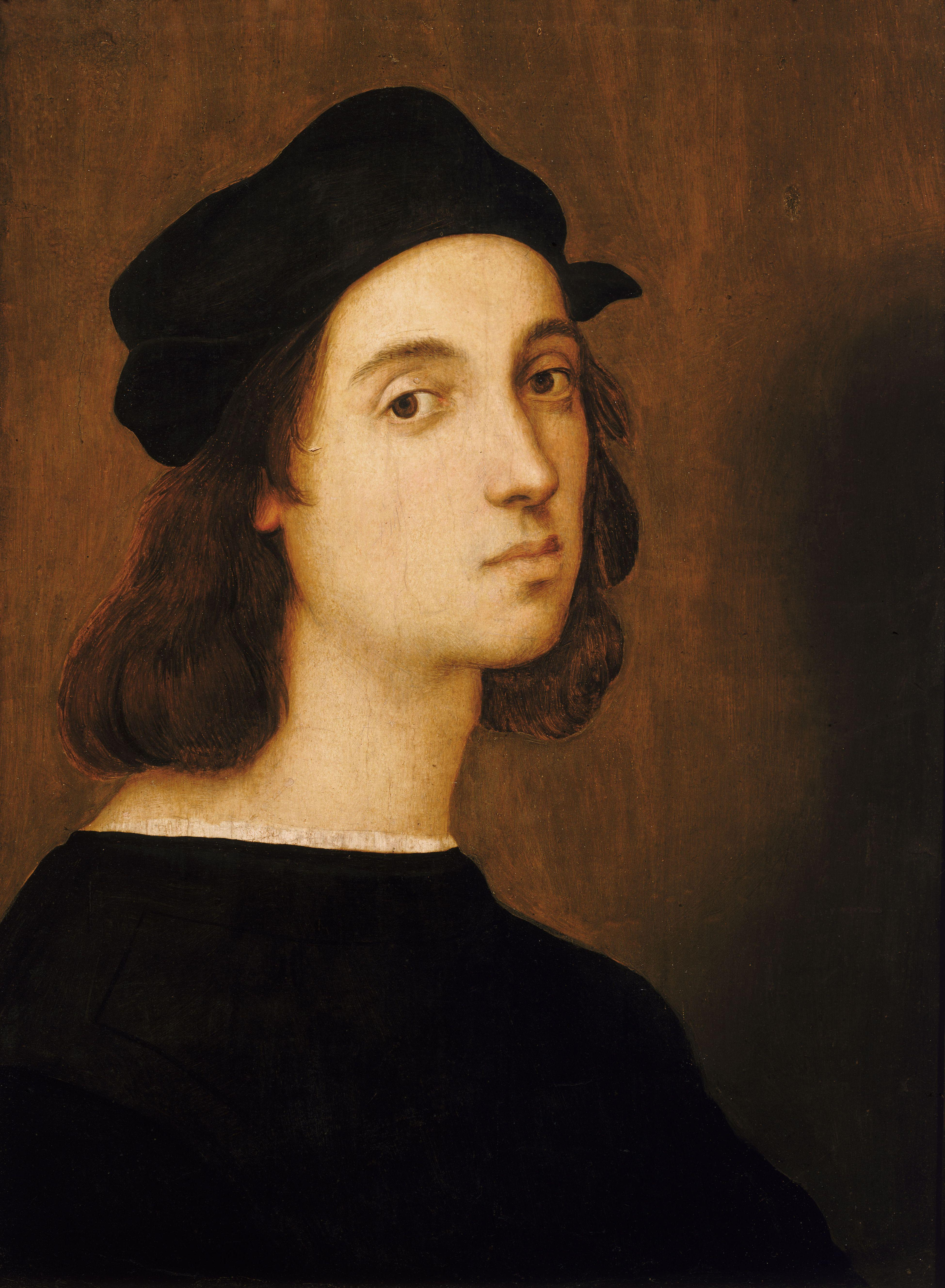
Рафаэль Санти, Автопортрет.
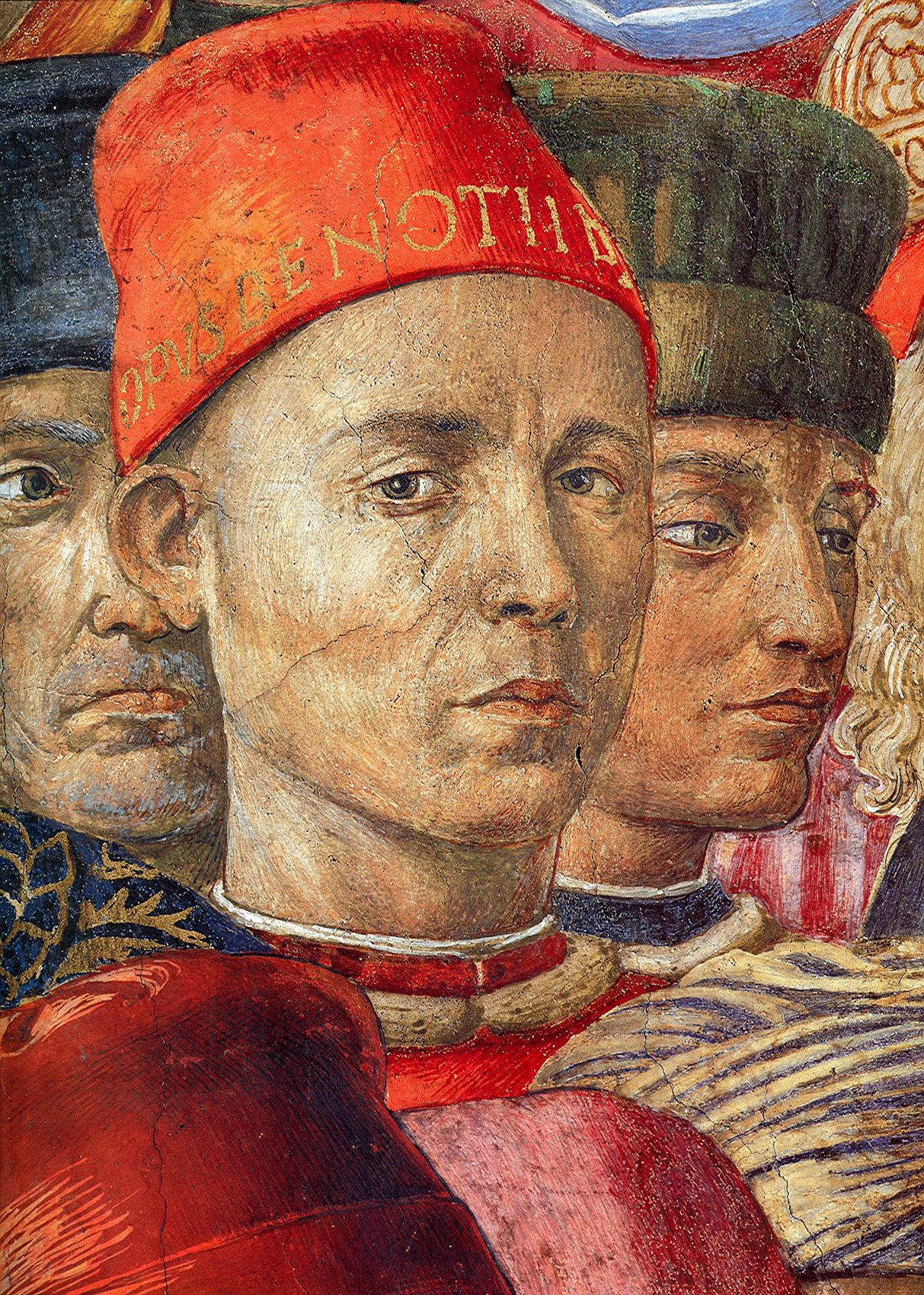
Беноццо Гоццоли , Автопортрет. 1459 г. Фрагмент фрески «Шествие волхвов» из Капеллы волхвов в Палаццо Медичи-Риккарди.
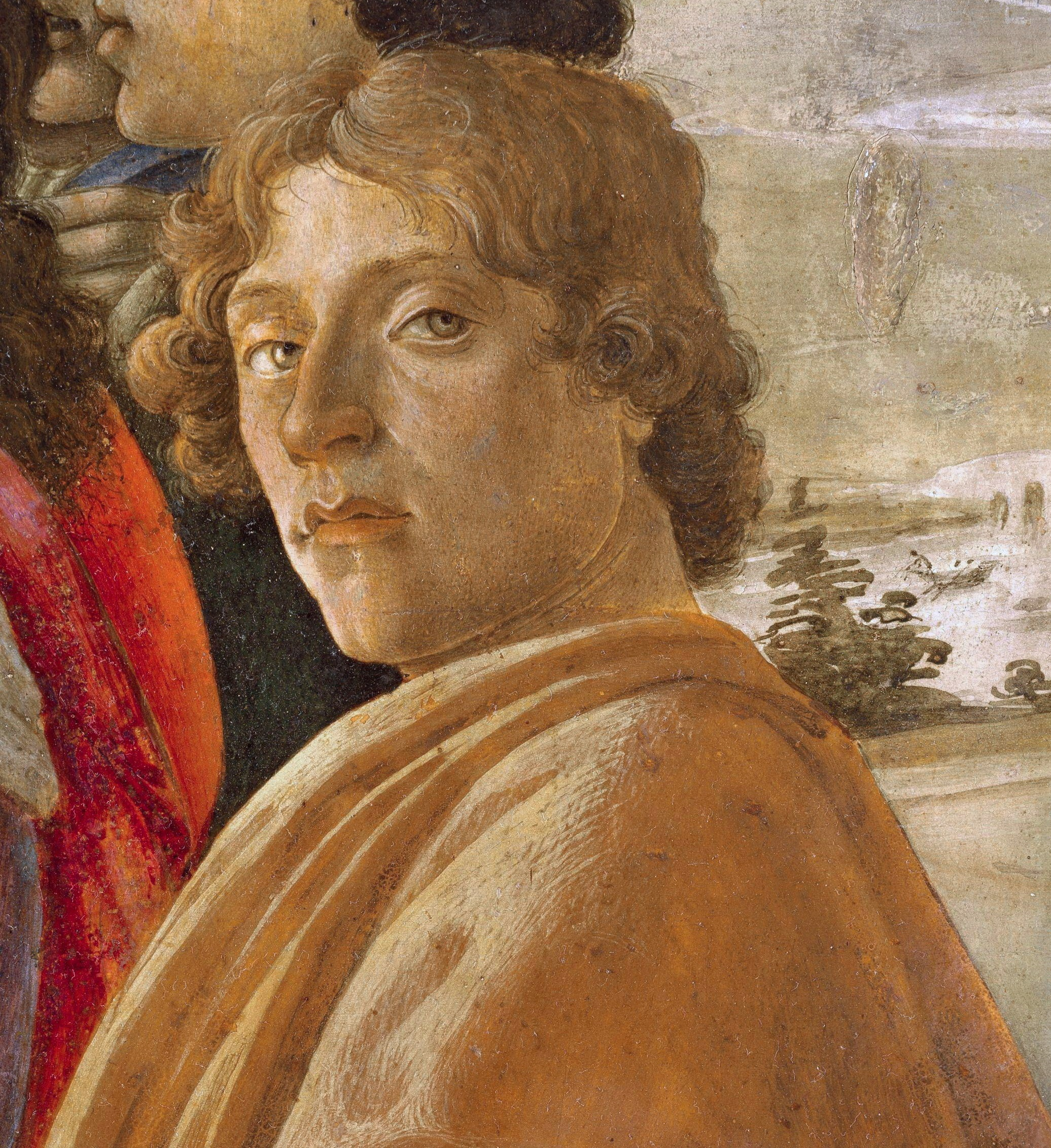
Сандро Боттичелли, Автопортрет, фрагмент фрески "Поклонение волхвов", около 1475.

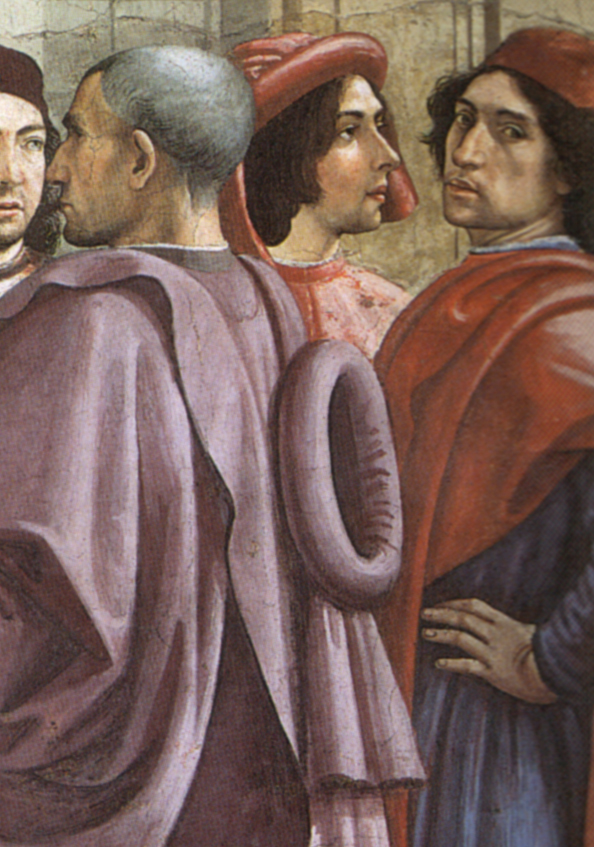
Доменико Гирландайо, Автопортрет Доменико Гирландайо (справа)
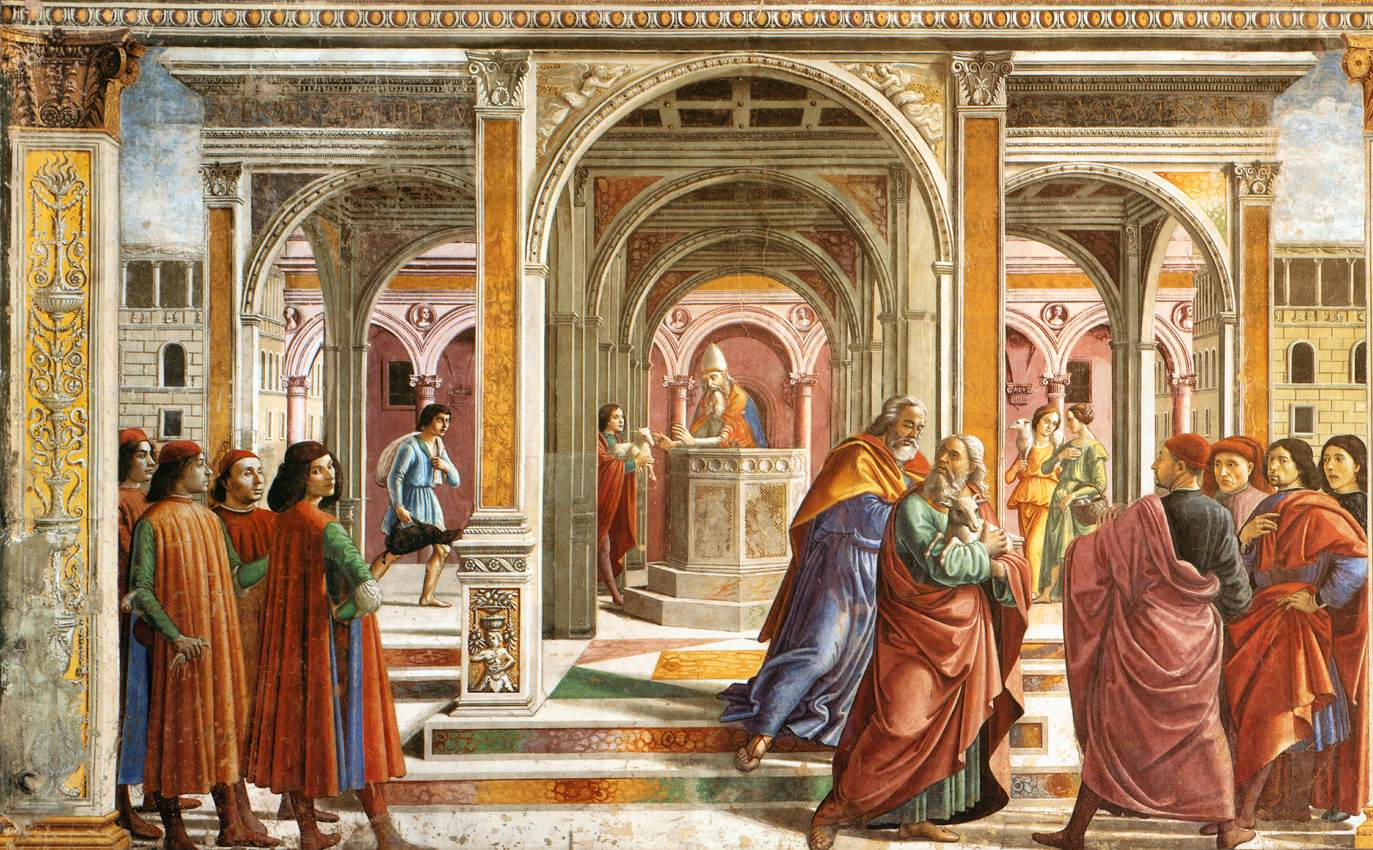
Гирландайо, «Изгнание Иоакима из храма», капелла Торнабуони, семейный групповой портрет художника, 1485 — 1490.
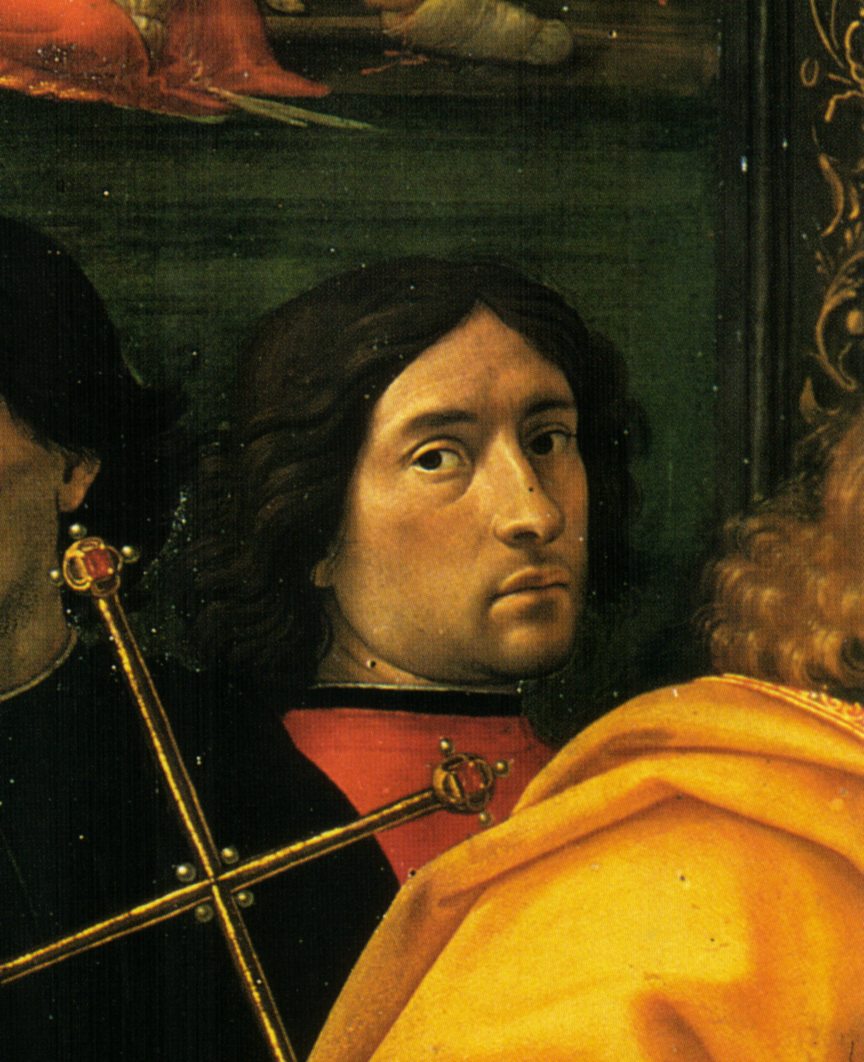
Автопортрет Доменико Гирландайо.
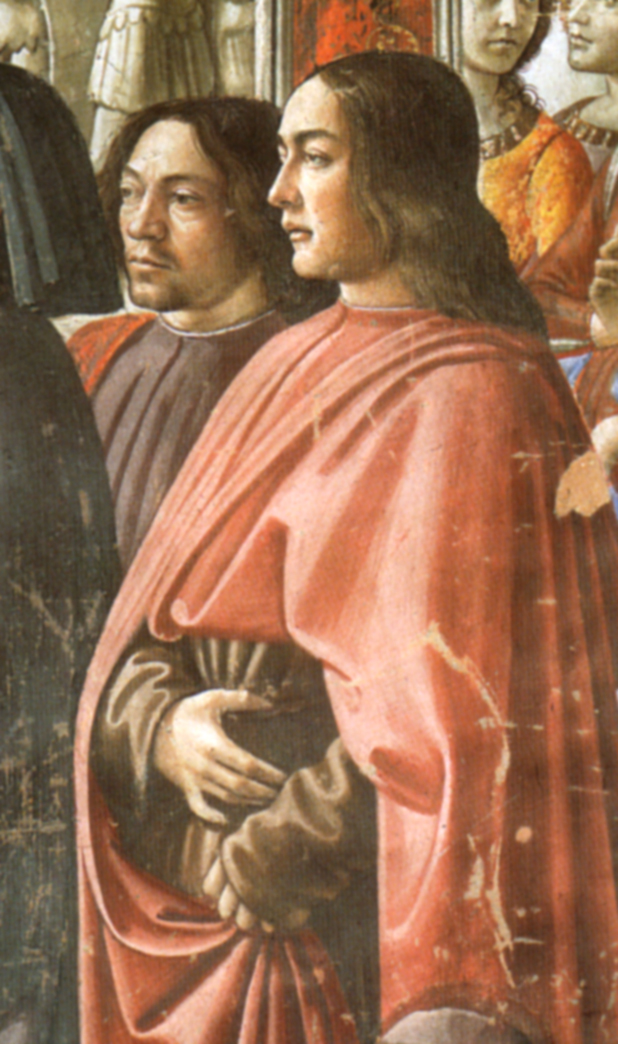
Автопортрет Доменико Гирландайо (слева).

#### Классическая мифология
Картины с сюжетами классической мифологии создавались художниками для салонов в дома богатых заказчиков. Боттичелли создавал самые известные свои произведения для Медичи, Рафаэль изобразил Галатею для итальянского банкира, кредитовавшего пап Юлия II и Льва X, Чезаре Борджиа и семейство Медичи — Агостино Киджи, картины Беллини Пир богов и некоторые произведения Тициана — для дома герцога Феррары, Модены и Реджио Альфонсо I д’Эсте.
- В картине Поллайоло Геркулес и Гидра добро побеждает зло. Тема Геракла связана с библейским персонажем Самсоном, который был известен своей силой, убив Льва.
- В картине Боттичелли Паллада и Кентавр богиня Афина, олицетворяющая мудрость, берет кентавра за волосы, что является символом преодоления грубых инстинктов, которые символизирует кентавр.
- Сюжет картины Рафаэля Триумф Галатеи имеет классическое происхождение. Здесь речь идет о природе любви. В то время как окружение Галатеи, израненное стрелами купидонов, стремится к земной любви, Галатея выбирает духовную любовь, отворачивая взгляд к небесам.
- Картина Беллини, законченная Тицианом, «Вакх и Ариадна» представляет зрителям натуралистическое изображение древних богов и их веселящееся окружение.

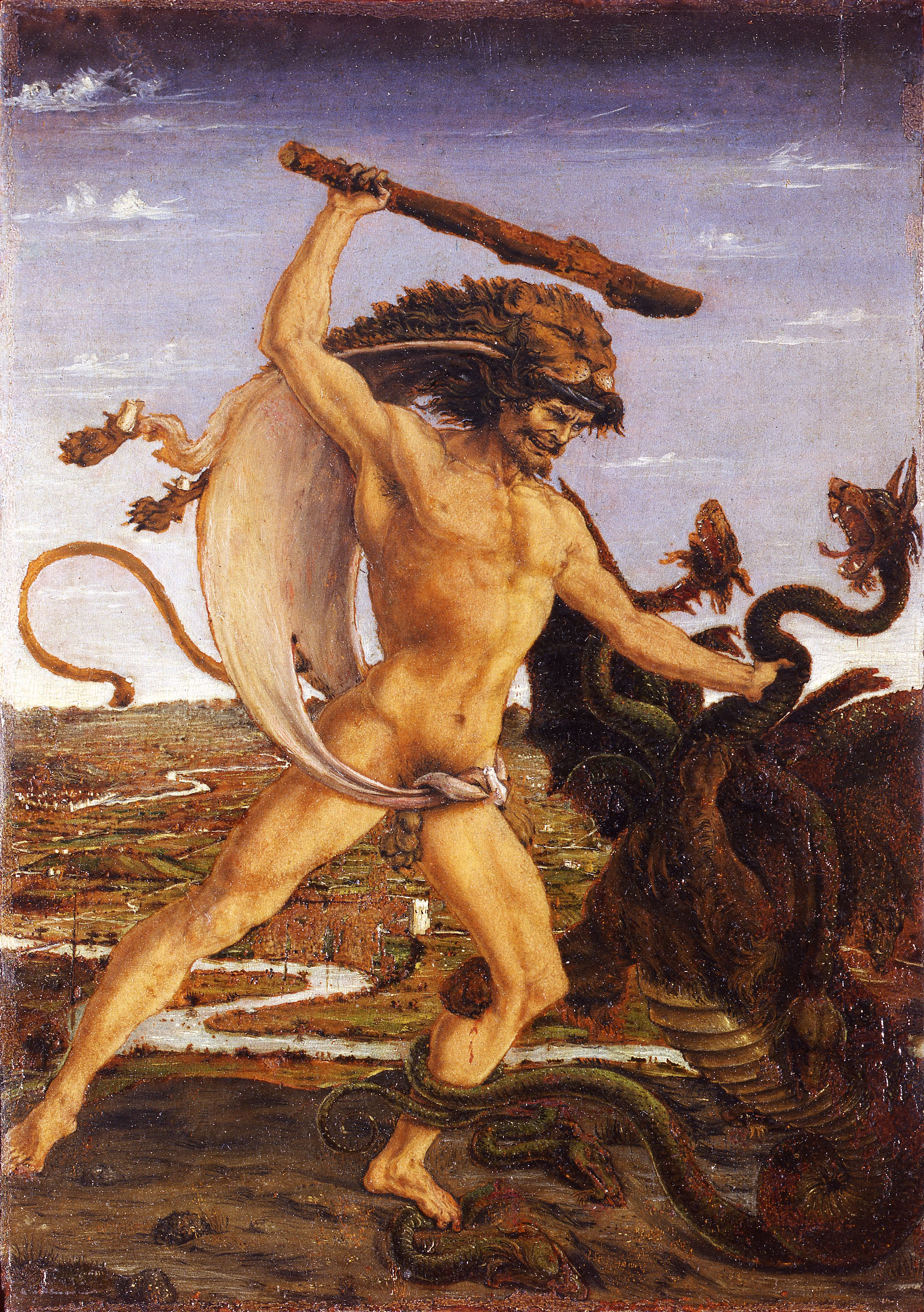
Поллайоло, Геркулес и гидра, 1470.
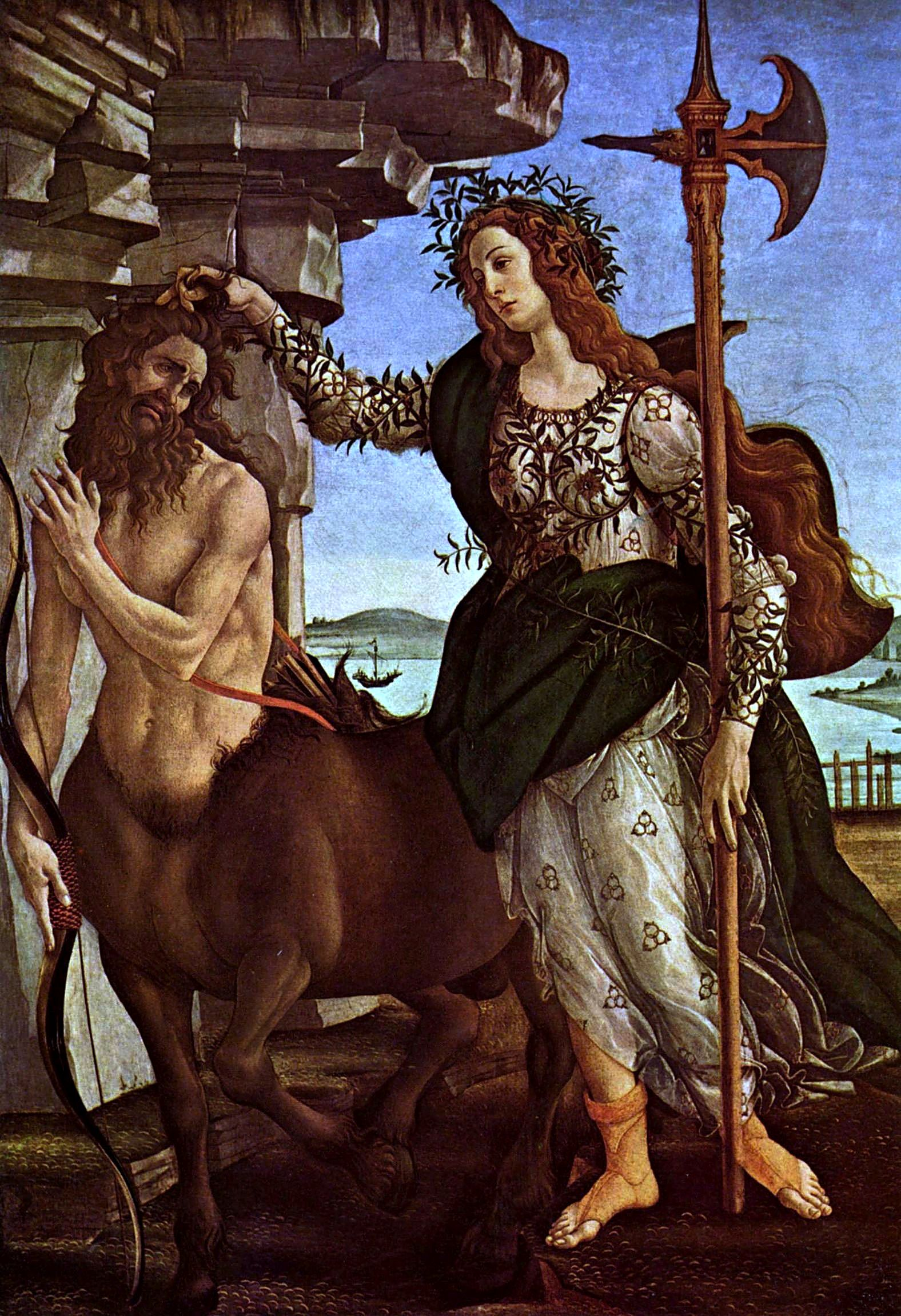
Боттичелли, Афина Паллада и кентавр, 1481.
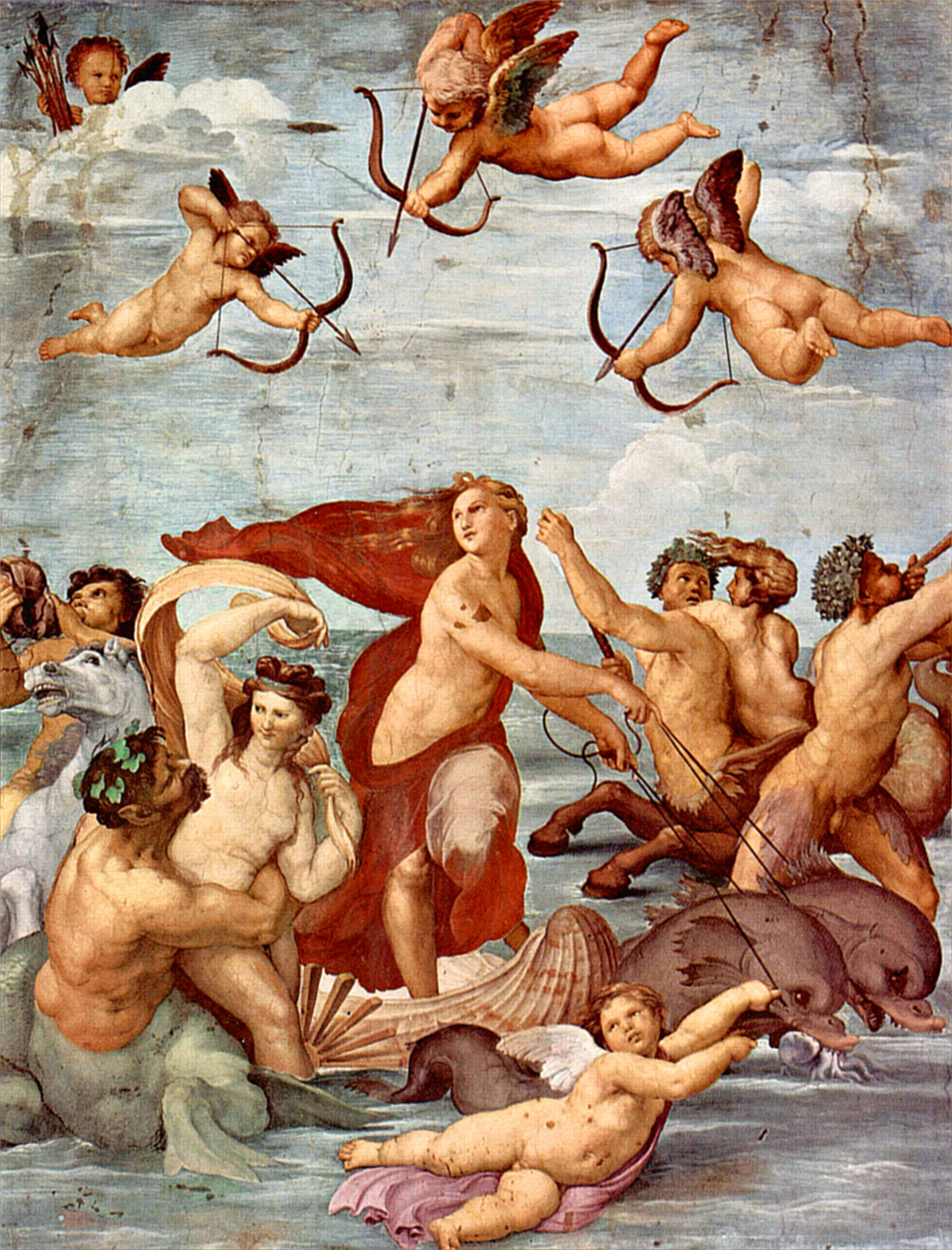
Рафаэль, Tриумф Галатеи, 1511
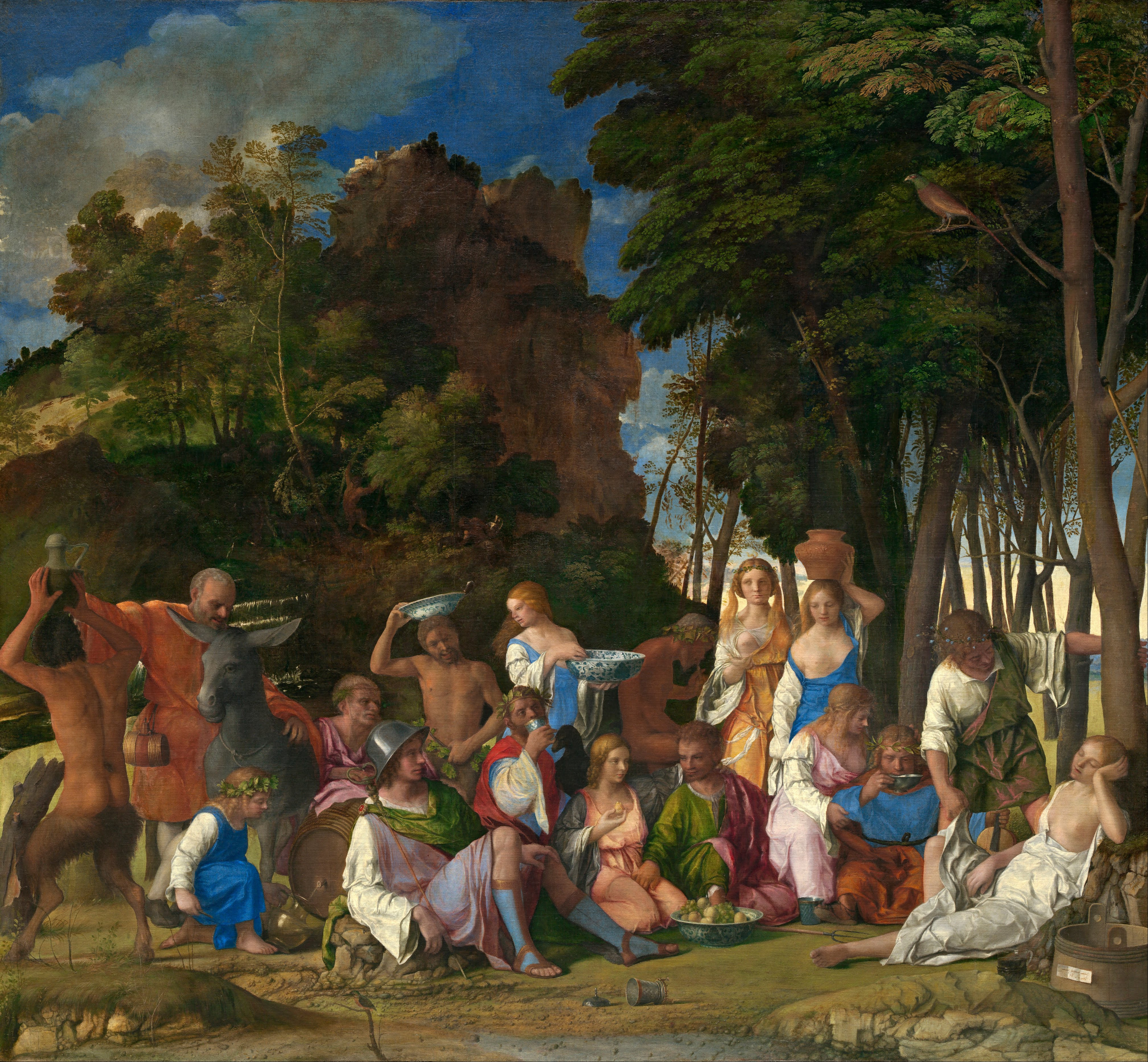
Беллини, Пир богов, 1514.

### Общие
- Смирнова И. А. Монументальная живопись итальянского Возрождения. М. Изд. Искусство. 1987 г.
- Giorgio Vasari, Lives of the Artists, (1568), 1965 edition, trans George Bull, Penguin, ISBN 0-14-044164-6
- Frederick Hartt, A History of Italian Renaissance Art, (1970) Thames and Hudson, ISBN 0-500-23136-2
- R.E. Wolf and R. Millen, Renaissance and Mannerist Art, (1968) Abrams, ISBN unknown
- Keith Chistiansen, Italian Painting, (1992) Hugh Lauter Levin/Macmillan, ISBN 0883639718
- Helen Gardner, Art through the Ages, (1970) Harcourt, Brace and World, ISBN 0-15-503752-8
- Michael Baxandall, Painting and Experience in Fifteenth Century Italy, (1974) Oxford University Press, ISBN 0-19-881329-5
- Margaret Aston, The Fifteenth Century, the Prospect of Europe, (1979) Thames and Hudson, ISBN 0-500-33009-3
- Ilan Rachum, The Renaissance, an Illustrated Encyclopedia, (1979) Octopus, ISBN 0-7064-0857-8
- Diana Davies, Harrap’s Illustrated Dictionary of Art and Artists, (1990) Harrap Books, ISBN 0-245-54692-8
- Luciano Berti, Florence: the city and its art, (1971) Scala, ISBN unknown
- Luciano Berti, The Ufizzi, (1971) Scala, Florence. ISBN unknown
- Michael Wilson, The National Gallery, London, (1977) Scala, ISBN 0-85097-257-4
- Hugh Ross Williamson, Lorenzo the Magnificent, (1974) Michael Joseph, ISBN 0-7181-1204-0

### Художники
- John White, Duccio, (1979) Thames and Hudson, ISBN 0-500-09135-8
- Cecilia Jannella, Duccio di Buoninsegna, (1991) Scala/Riverside, ISBN 1-878351-18-4
- Sarel Eimerl, The World of Giotto, (1967) Time/Life, ISBN 0-900658-15-0
- Mgr. Giovanni Foffani, Frescoes by Giusto de' Menabuoi, (1988) G. Deganello, ISBN unknown
- Ornella Casazza, Masaccio and the Brancacci Chapel, (1990) Scala/Riverside, ISBN 1-878351-11-7
- Annarita Paolieri, Paolo Uccello, Domenico Veneziano, Andrea del Castagno, (1991) Scala/Riverside, ISBN 1-878351-20-6
- Alessandro Angelini, Piero della Francesca, (1985) Scala/Riverside, ISBN 1-878351-04-4
- Peter Murray and Pier Luigi Vecchi, Piero della Francesca, (1967) Penguin, ISBN 0-14-008647-1
- Umberto Baldini, Primavera, (1984) Abrams, ISBN 0-8109-2314-9
- Ranieri Varese, Il Palazzo di Schifanoia, (1980) Specimen/Scala, ISBN unknown
- Angela Ottino della Chiesa, Leonardo da Vinci, (1967) Penguin, ISBN 0-14-008649-8
- Jack Wasserman, Leonardo da Vinci, (1975) Abrams, ISBN 0-8109-0262-1
- Massimo Giacometti, The Sistine Chapel, (1986) Harmony Books, ISBN 0-517-56274-X
- Ludwig Goldschieder, Michelangelo, (1962) Phaidon, ISBN unknown
- Gabriel Bartz and Eberhard König, Michelangelo, (1998) Könemann, ISBN 3-8290-0253-X
- David Thompson, Raphael, the Life and Legacy, (1983) BBC, ISBN 0-563-20149-5
- Jean-Pierre Cuzin, Raphael, his Life and Works, (1985) Chartwell, ISBN 0-89009-841-7
- Mariolina Olivari, Giovanni Bellini, (1990) Scala. ISBN unknown
- Cecil Gould, Titian, (1969) Hamlyn, ISBN unknown